# Sistema Raunkiær

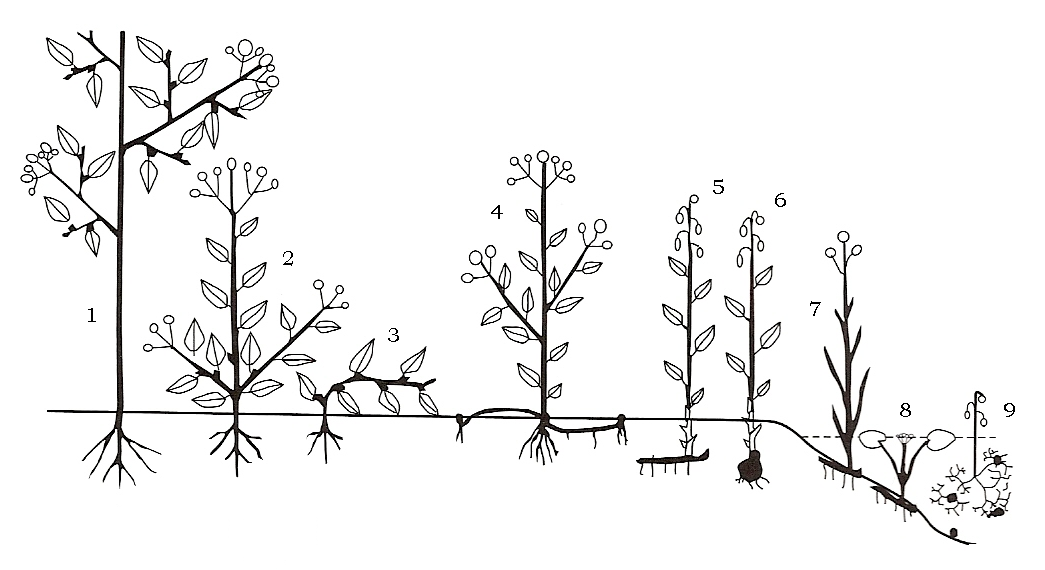
Le forme biologiche secondo lo schema di Raunkiær:
1: Fanerofite;
2 e 3: Camefite;
4: Emicriptofite;
5 e 6: Geofite;
7: Elofite;
8 e 9: Idrofite.
Terofite ed Epifite non sono rappresentate.

Il sistema Raunkiær è un sistema di classificazione per le piante, inventato dal botanico danese Christen Raunkiær, basato sulla modalità con la quale gli organismi vegetali superano la stagione avversa: il periodo invernale, nel caso delle piante che vivono in un clima temperato, o la stagione secca, sfavorevole alle piante dei climi aridi e caldi. Infatti, a seconda dell'ambiente in cui vivono, tutte le piante mostrano alcune caratteristiche anatomiche e fisiologiche volte alla protezione, durante il periodo avverso, dei tessuti embrionali presenti nelle gemme (o nei semi), che ritorneranno a svilupparsi al ripristino delle condizioni favorevoli.

## Caratteristiche
Queste particolari caratteristiche, e in particolare la diversa posizione delle gemme dormienti, hanno permesso a Raunkiær di suddividere le piante in vari gruppi ecologici, o classi di forme biologiche, suddivise a loro volta in sottoclassi e che, in seguito, sono state modificate ed ampliate sia dallo stesso autore, sia da autori successivi, tra cui Ellenberg e Mueller-Dombois.
Bisogna sottolineare il fatto che una stessa specie può appartenere ad una o ad un'altra forma biologica a seconda della località e dell'ambiente in cui si trova. Tuttavia, il sistema Raunkiaer offre un buon metodo per l'analisi floristica di un qualsiasi territorio, poiché piante di diversa specie e posizione geografica mostrano simili adattamenti in simili ambienti.
Una volta esaminato il numero di specie vegetali di un territorio è possibile ottenere lo spettro biologico di quella flora, ossia le percentuali delle varie forme biologiche presenti in quel territorio, che rispecchieranno le caratteristiche ambientali e, non meno importante, il grado di azione antropica a cui è (o è stata) soggetta la zona studiata. Lo spettro biologico ricavato dalla totalità delle specie che costituiscono la flora mondiale viene definito "spettro normale" e risulta così composto: Fanerofite 47%, Emicriptofite 27%, Terofite 13%, Camefite 9%, Geofite 3%, Elofite-Idrofite 1%. La maggiore presenza di fanerofite è dovuta all'influenza esercitata dalle grandi foreste tropicali. 
La seguente classificazione include le modifiche recenti e mostra degli esempi tipici della flora italiana (tra parentesi viene posto il simbolo con cui viene indicato convenzionalmente il gruppo):

## Fanerofite
Le fanerofite (P) sono piante perenni e legnose, con gemme svernanti poste ad un'altezza dal suolo maggiore di 30 cm. Vengono suddivise in:
Nano-Fanerofite
Le nano-fanerofite (NP) sono piante legnose con gemme svernanti poste tra i 30 cm e i 2 metri dal suolo. 

Es.: Berberis vulgaris L., Juniperus nana Willd., Rhododendron ferrugineum L., Hypericum androsaemum L., Pittosporum tobira (Thunb.) Ait., Solanum dulcamara L., Ribes alpinum L., Rhamnus pumilus L., Rubus idaeus L.

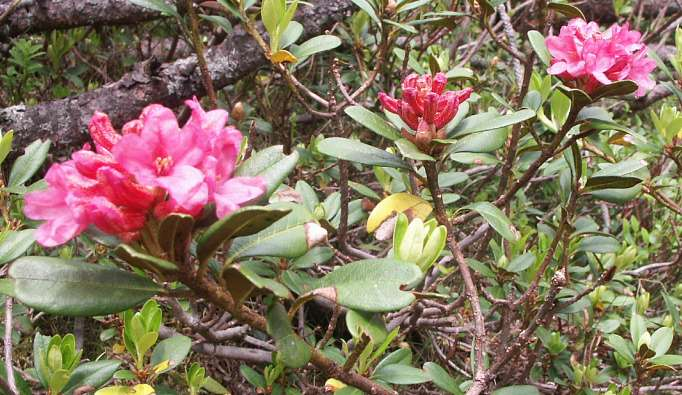
Rhododendron ferrugineum
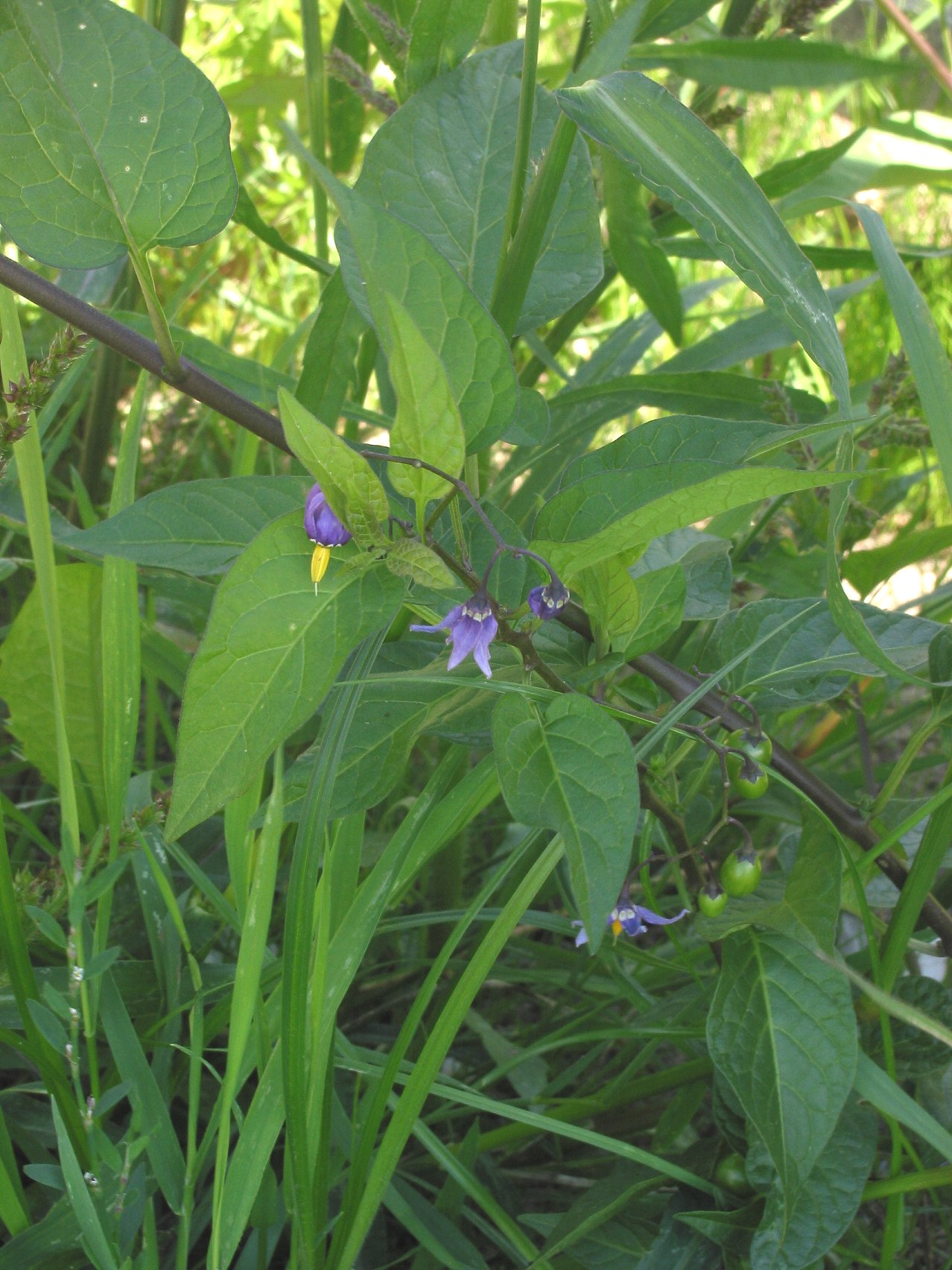
Dulcamara (Solanum dulcamara)
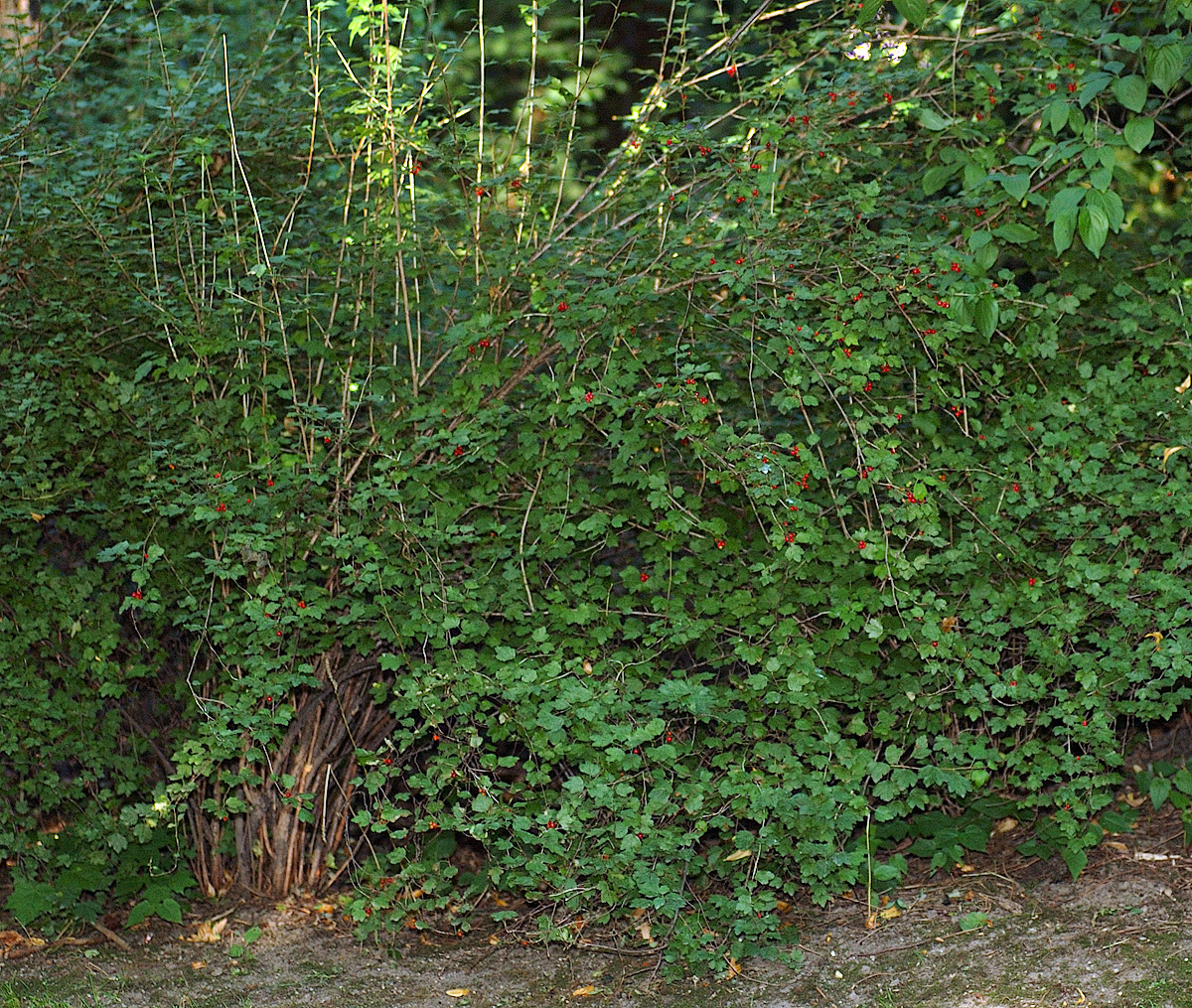
Ribes alpino (Ribes alpinum)
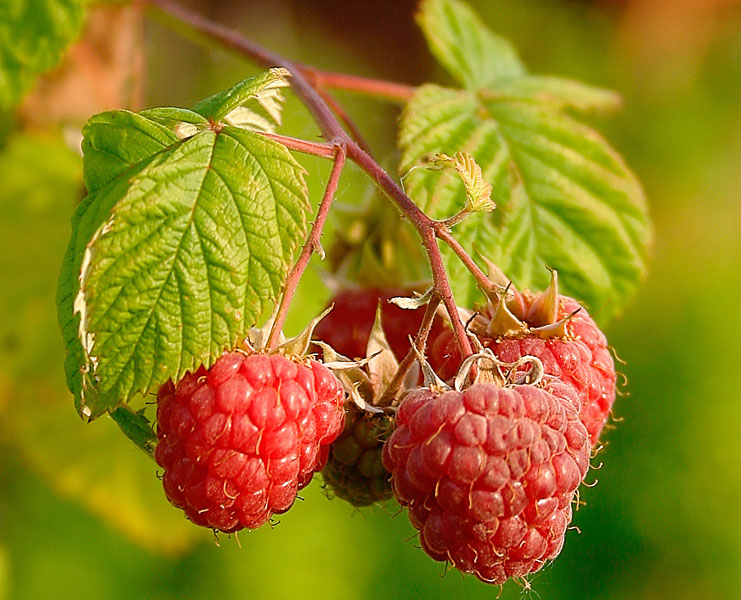
Lampone (Rubus idaeus)

Arboree
Le Fanerofite arboree (P scap) sono piante legnose con portamento arboreo e gemme poste ad altezze dal suolo superiori ai due metri.

Es.: Cupressus sempervirens L., Alnus cordata (Loisel.) Desf., Castanea sativa Mill., Fagus sylvatica L., Ficus carica L., molte specie del genere Pinus, Fraxinus, Populus e Quercus.

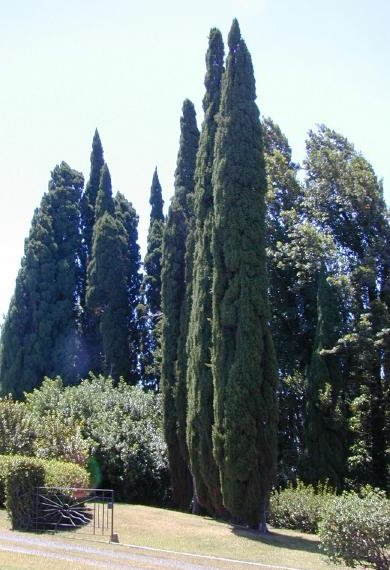
Cipressi (Cupressus sempervirens)
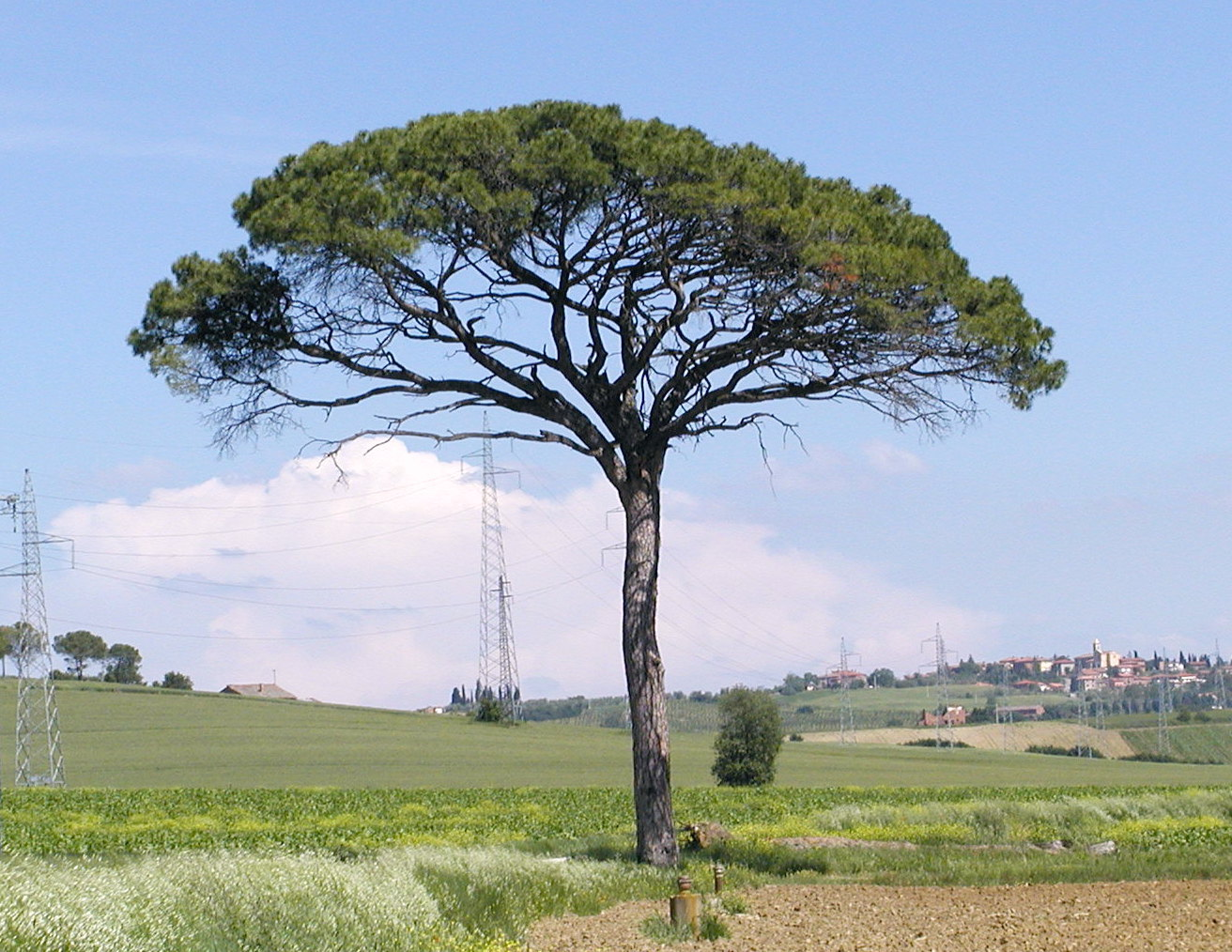
Pino domestico (Pinus pinea)
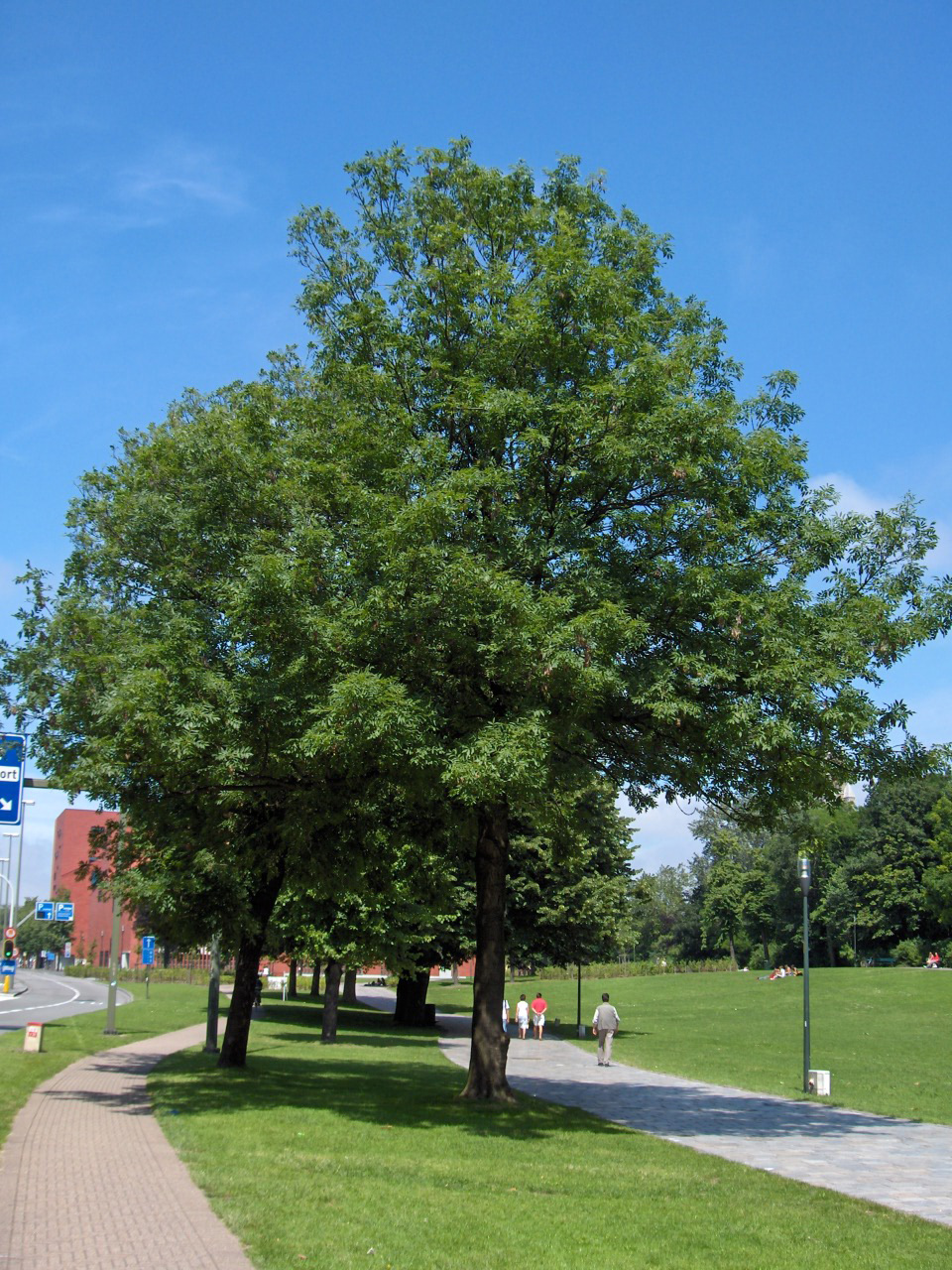
Frassino maggiore (Fraxinus excelsior)
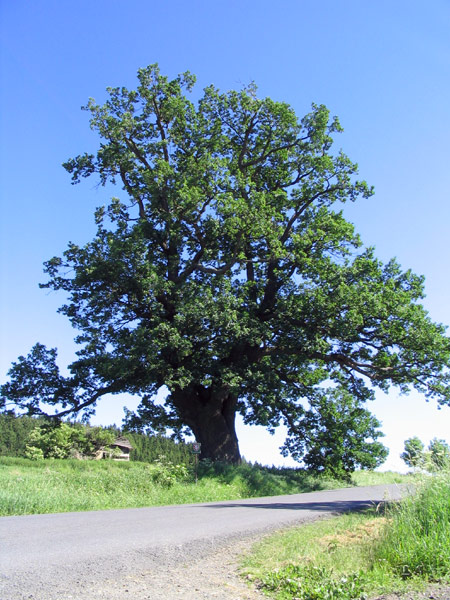
Farnia (Quercus robur)

Cespugliose
Le Fanerofite cespugliose (P caesp) sono piante legnose con portamento cespuglioso.

Es.: Agave americana L., Nerium oleander L., Lonicera nigra, Viburnum (V. lantana, V. opulus, V. tinus L.), Medicago arborea L., Myrtus communis L., Rhamnus alaternus.

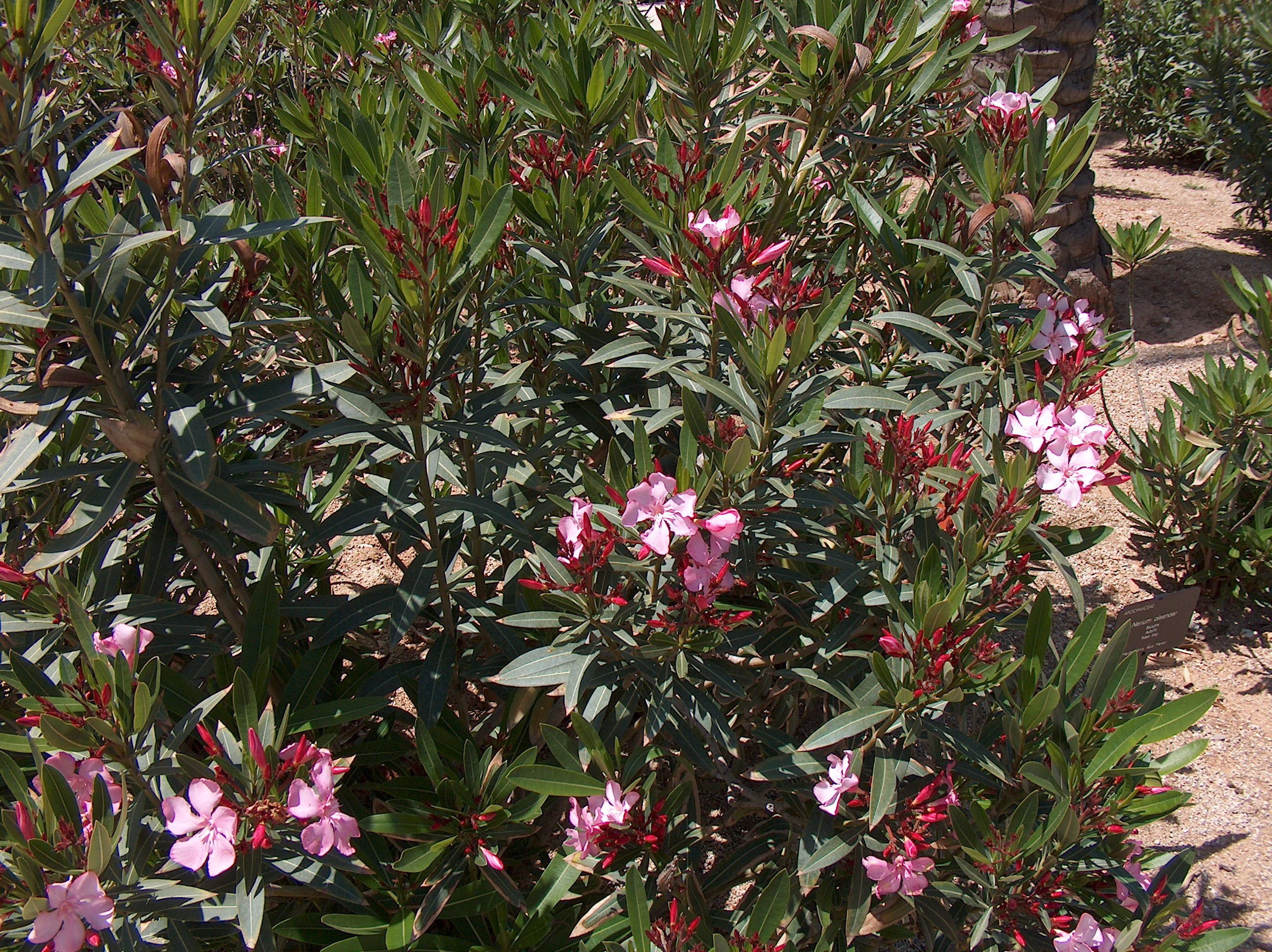
Nerium oleander L.
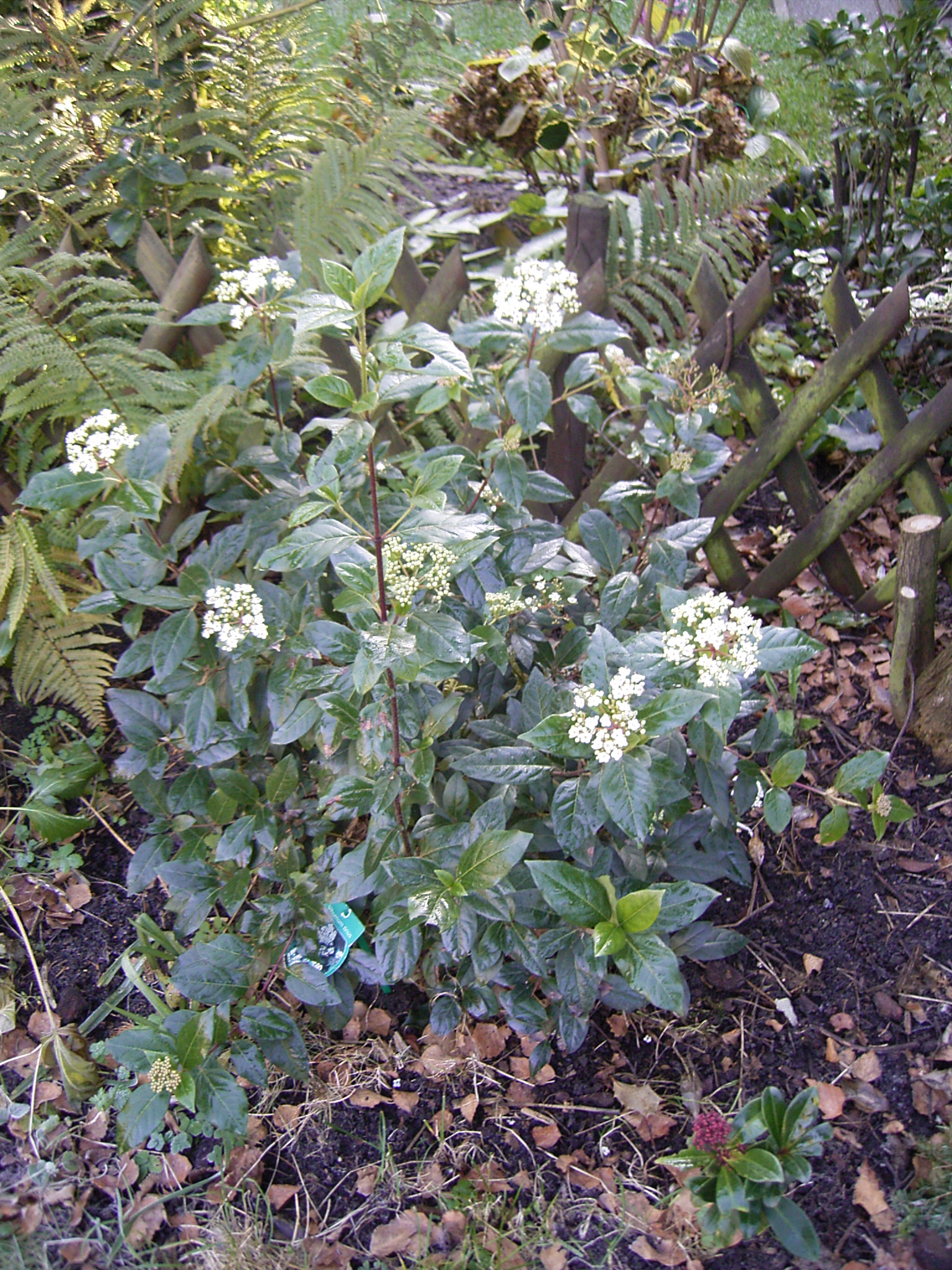
Viburnum tinus L.
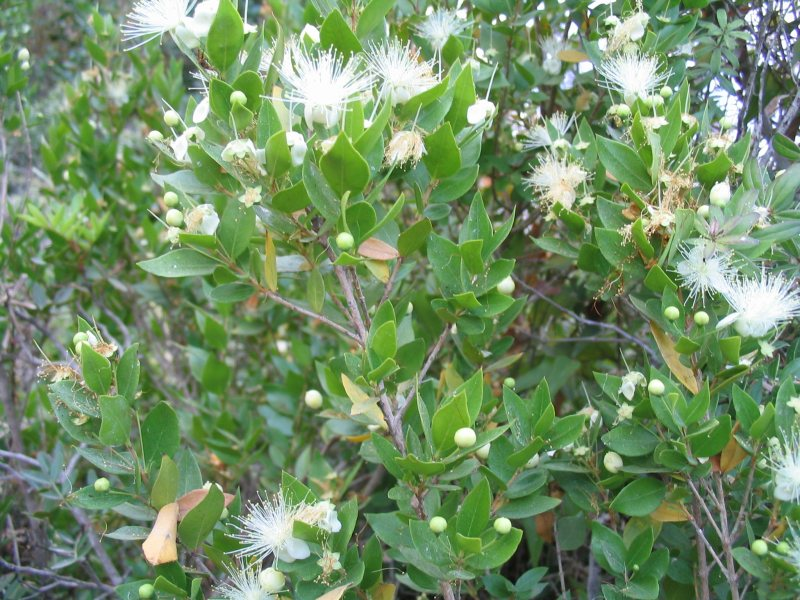
Myrtus communis L.
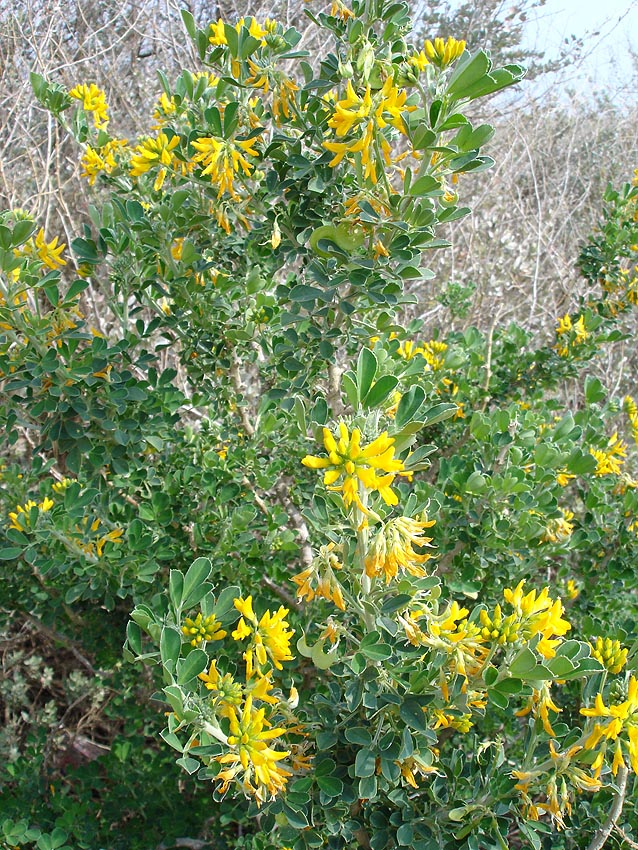
Medicago arborea L.

Lianose
Le Fanerofite lianose (P lian) sono piante legnose con portamento rampicante.

Es.: Hedera helix, Humulus lupulus, Lonicera caprifolium, Clematis vitalba L., Rubia peregrina L., Vitis vinifera L.

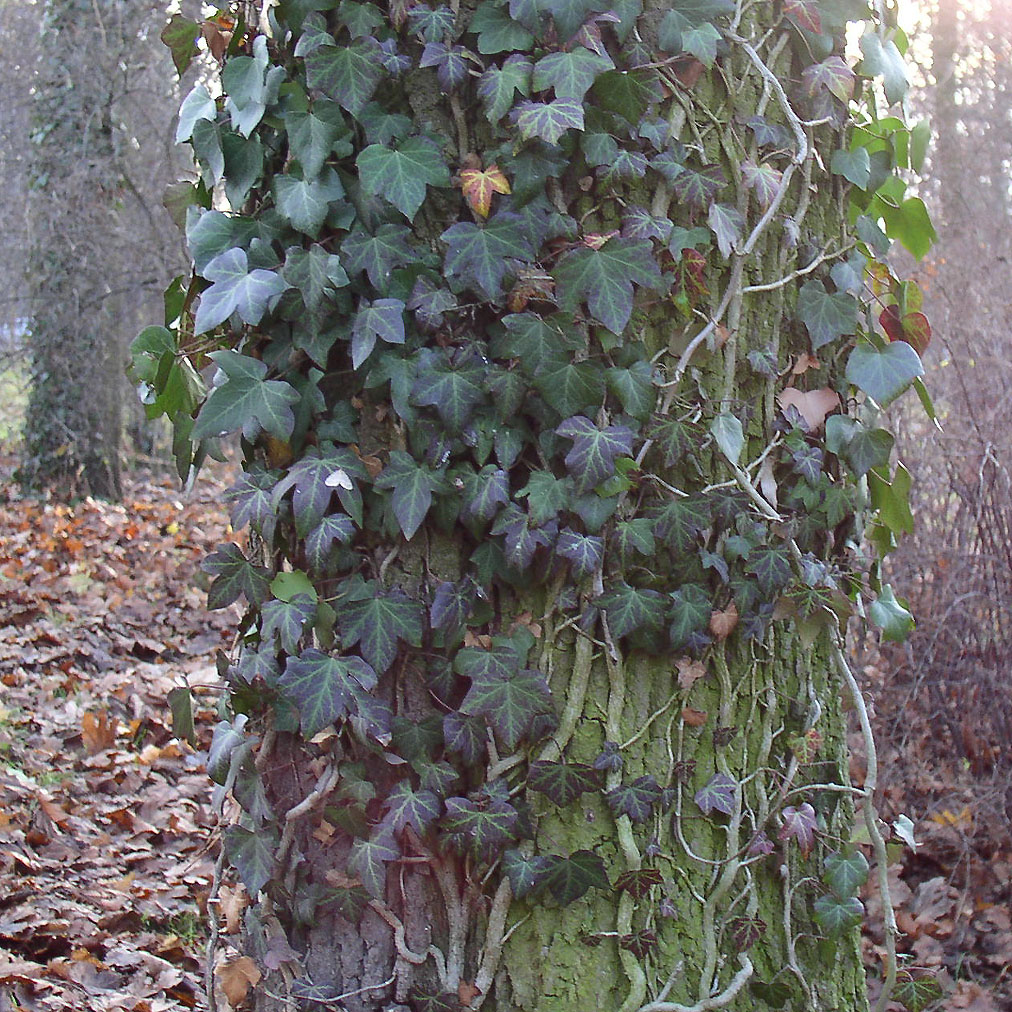
Hedera helix L.
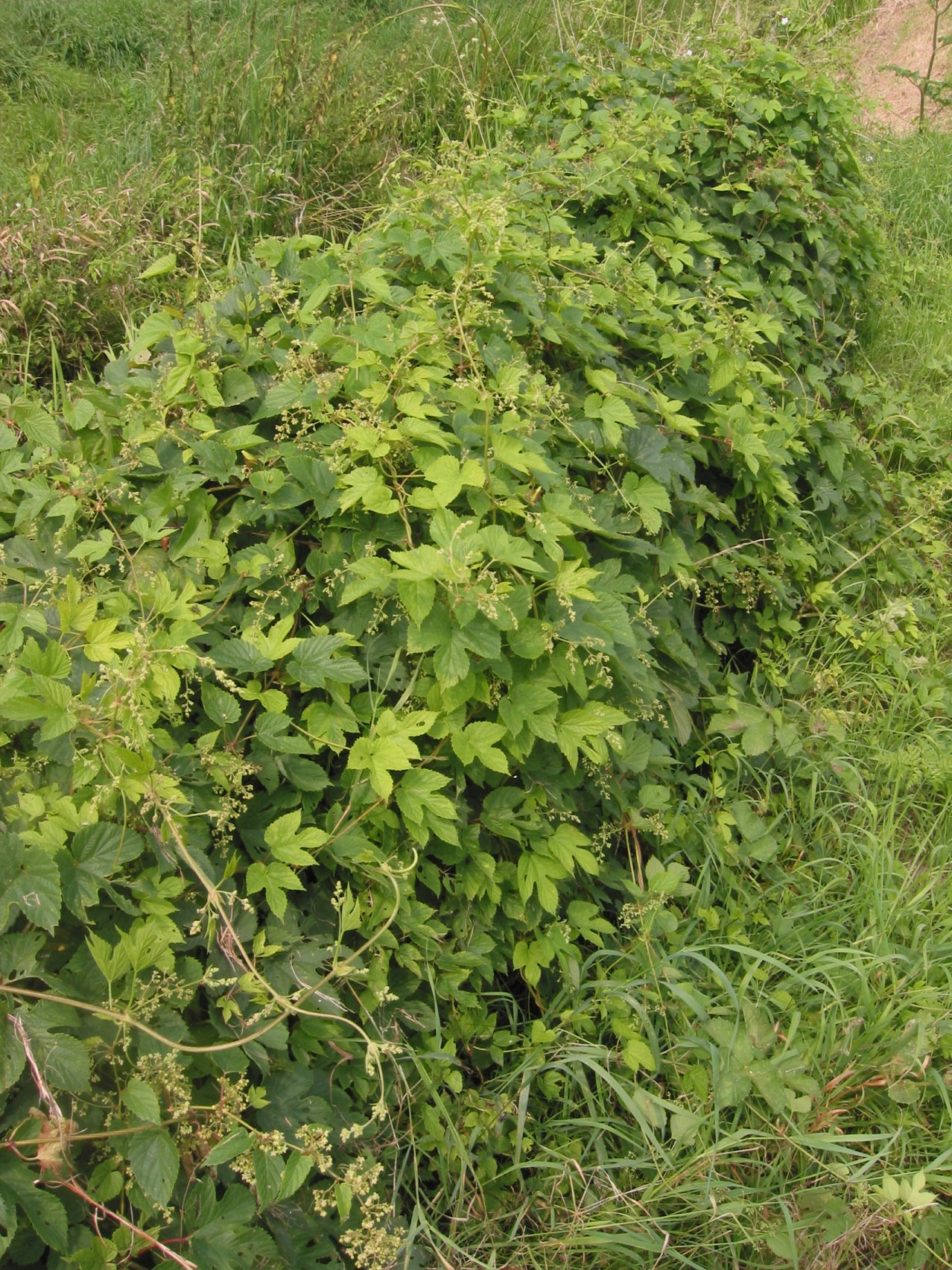
pianta maschile di luppolo (Humulus lupulus L.)
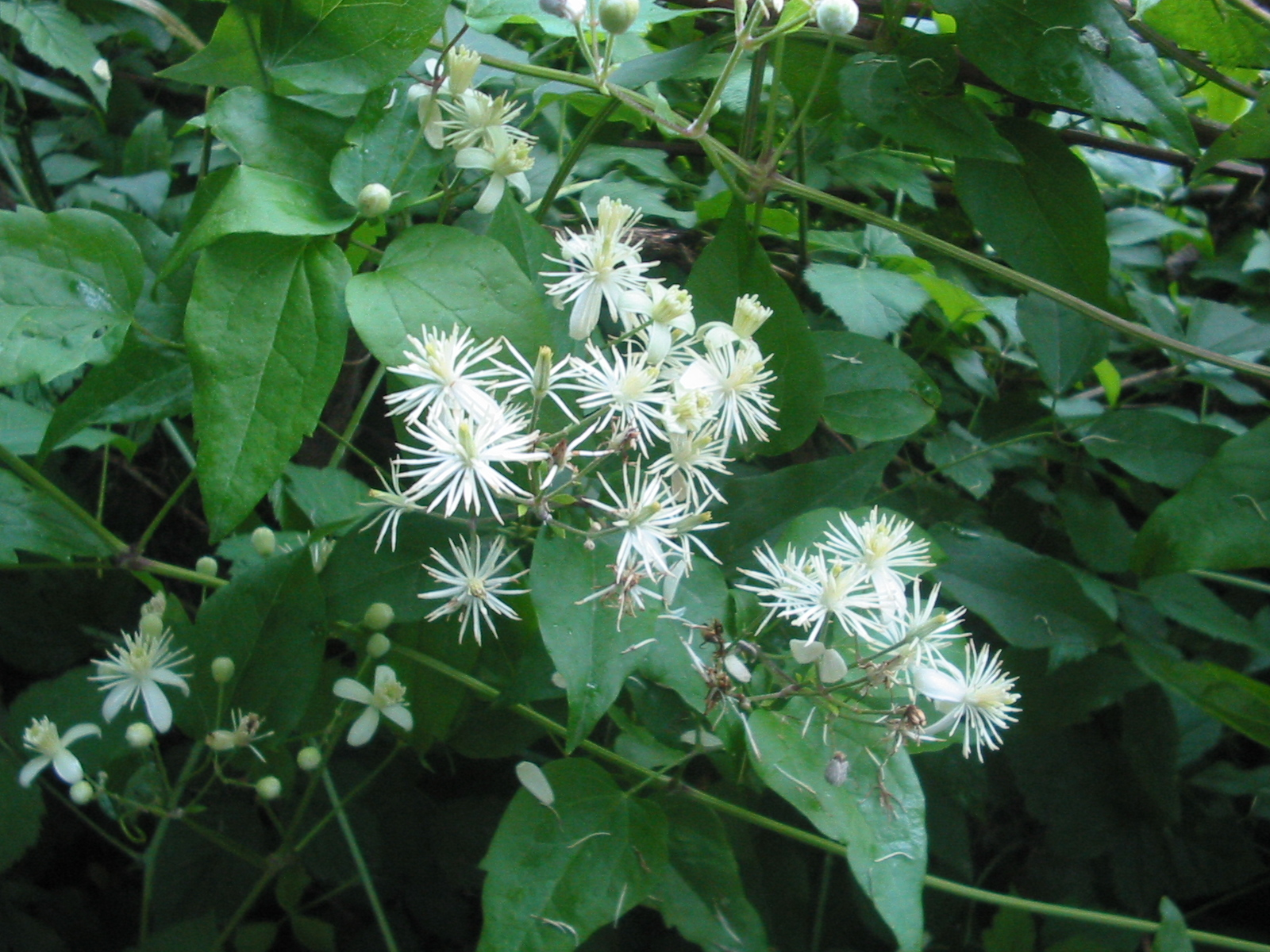
Clematis vitalba L.
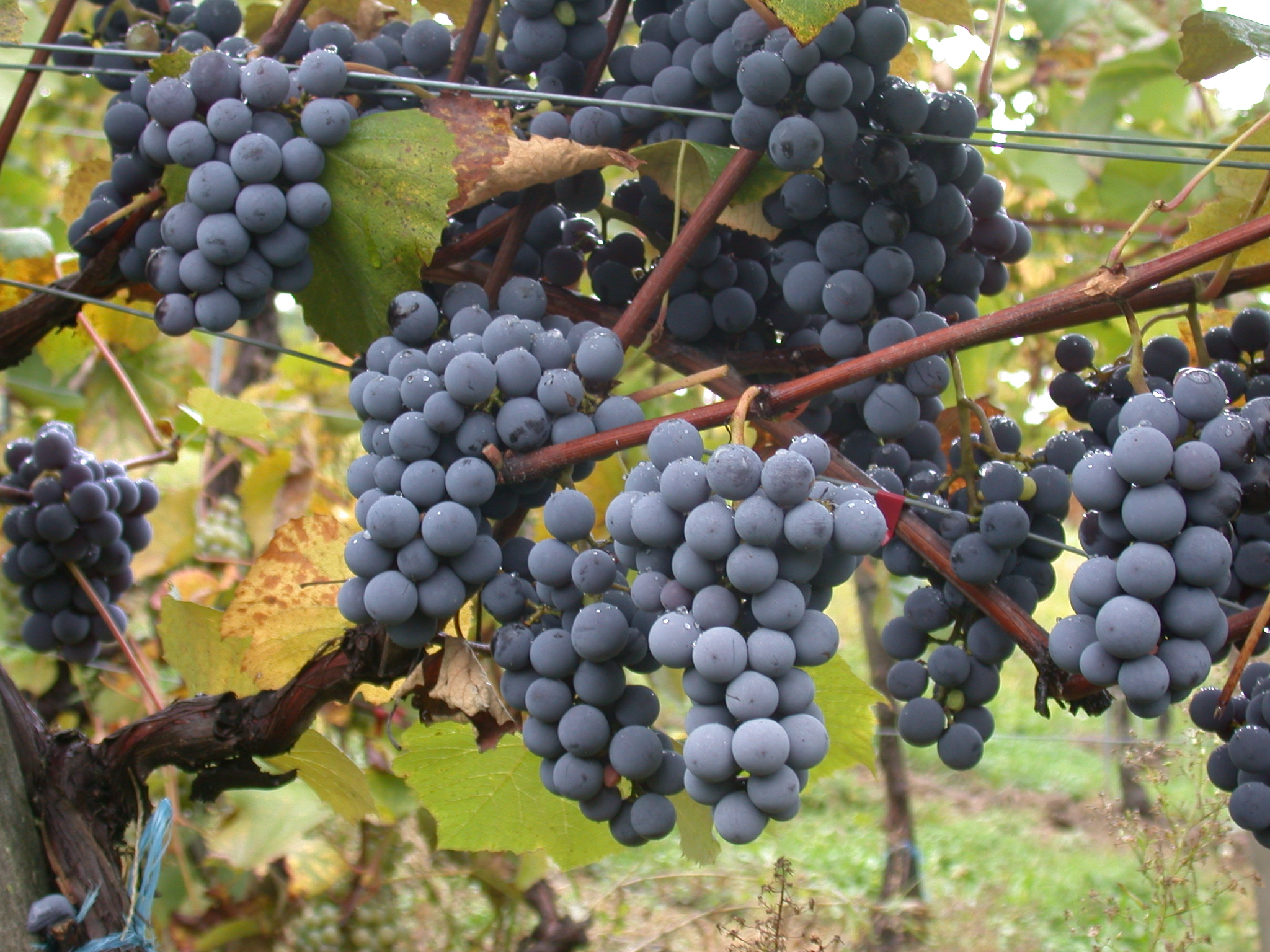
Vitis vinifera L.

Succulente
Le Fanerofite succulente (P succ) sono piante con fusti e/o foglie specializzate per l'immagazzinamento dell'acqua.

Es.: Opuntia ficus-indica

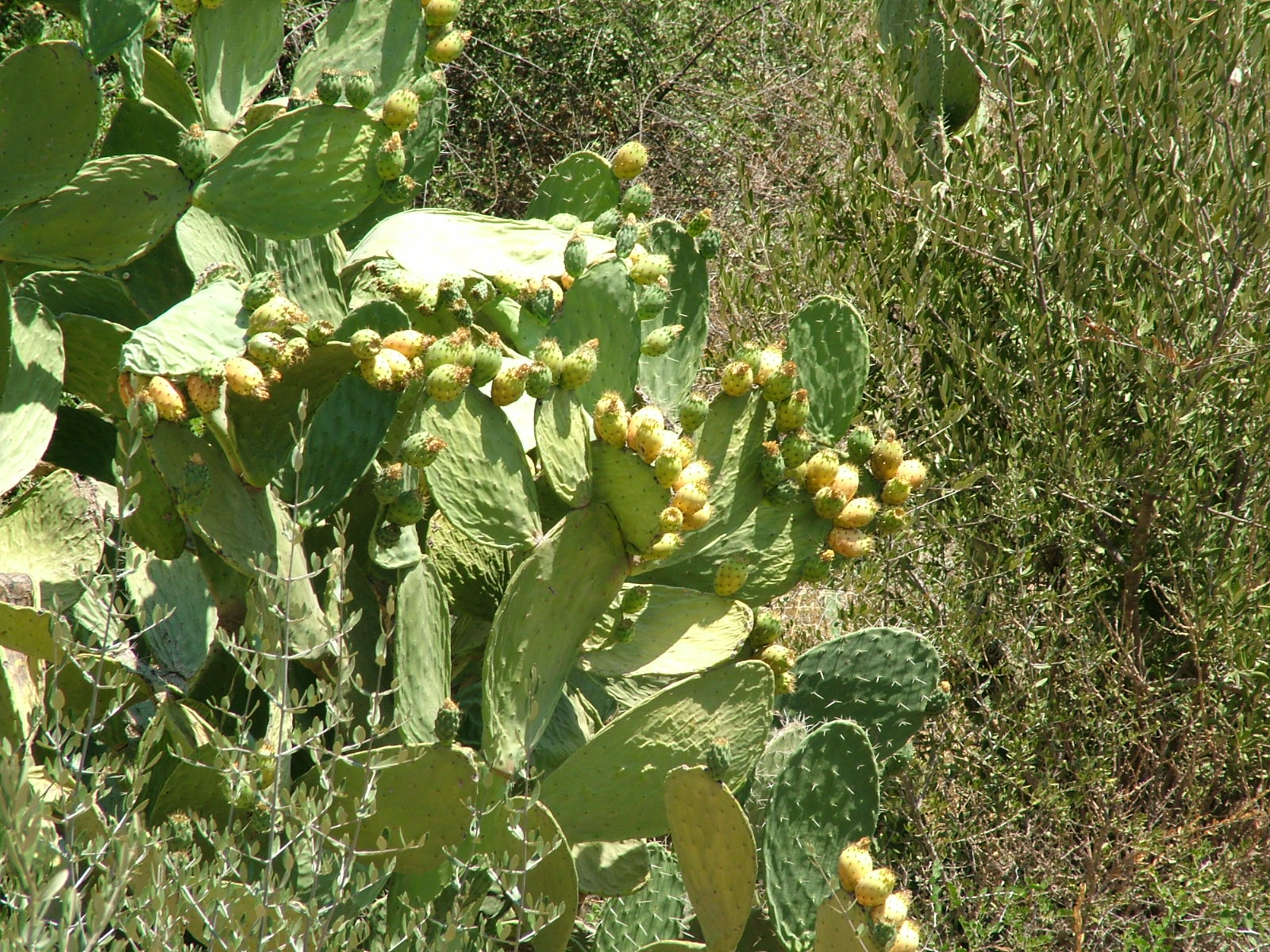
Fico d'India (Opuntia ficus-indica (L.) Mill.)

Epifite
Le Fanerofite epifite (P ep) sono piante legnose che si accrescono sopra altre piante usate come supporto.

Es.: Viscum album L.

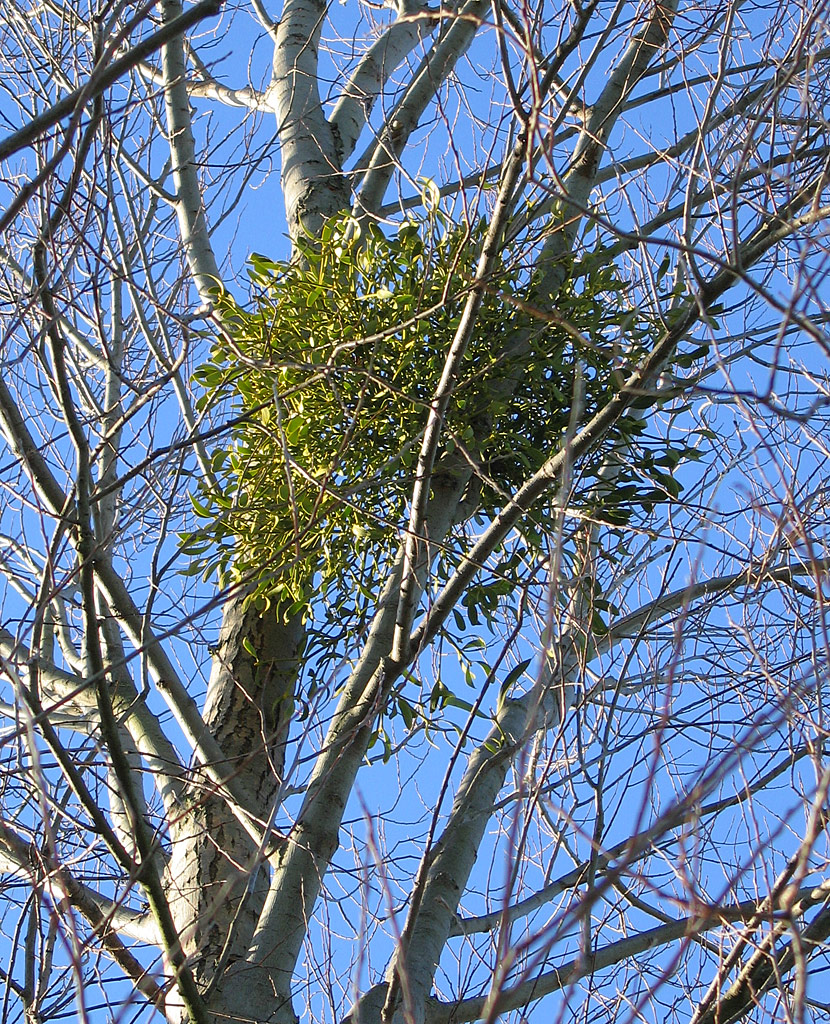
Vischio (Viscum album L.) sopra un pioppo.

Reptanti
Le Fanerofite reptanti (P rept) sono piante legnose con portamento strisciante.

Es.: Pinus mugo Turra 

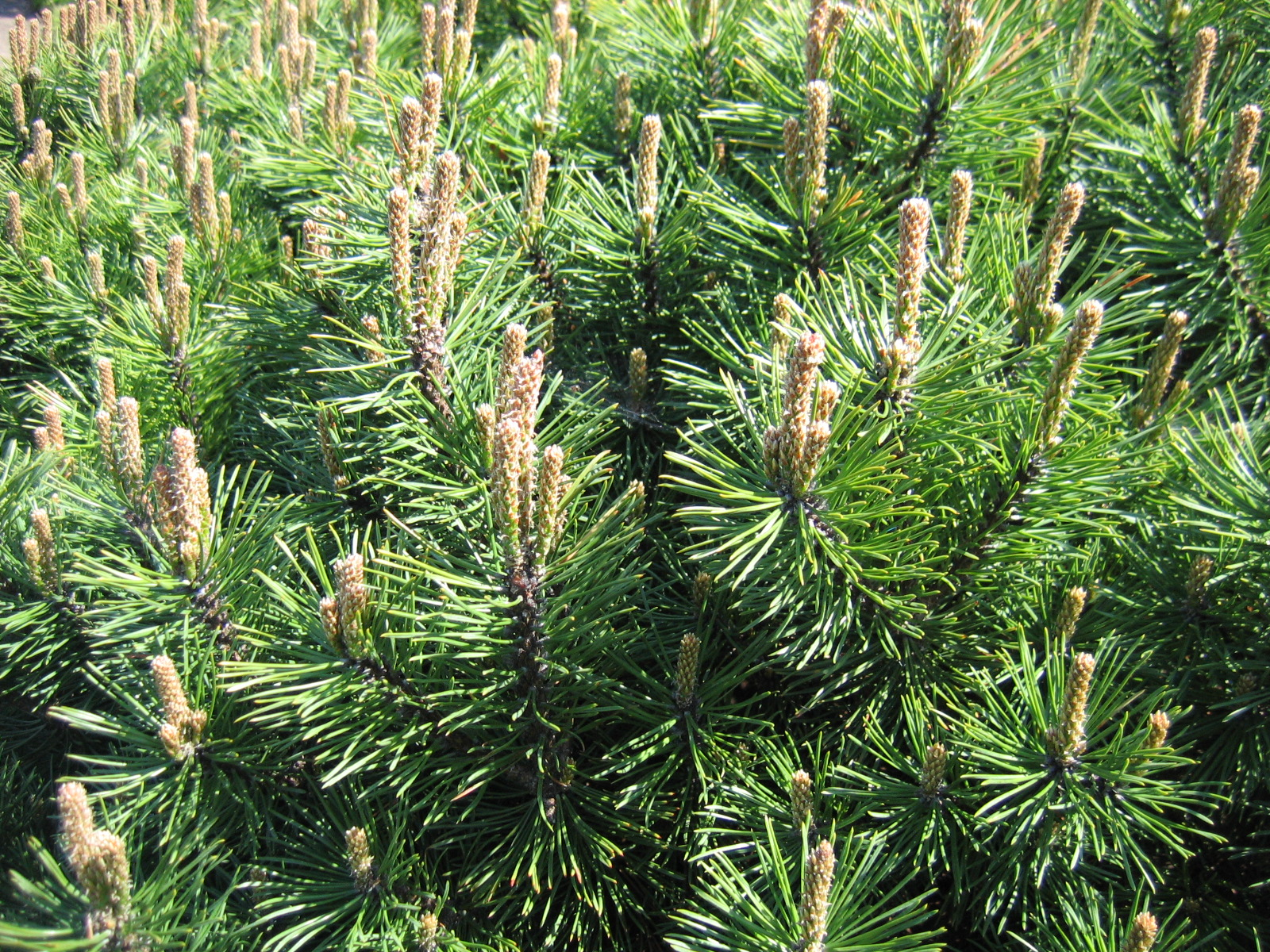
Pino mugo (Pinus mugo Turra)

Tabella riassuntiva
| Forma biologica | Sigla | Sotto forma     | Sigla   |
| --------------- | ----- | --------------- | ------- |
| Fanerofita      | P     | Nano-Fanerofita | NP      |
| Fanerofita      | P     | Arborea         | P scap  |
| Fanerofita      | P     | Cespugliosa     | P caesp |
| Fanerofita      | P     | Lianosa         | P lian  |
| Fanerofita      | P     | Succulenta      | P succ  |
| Fanerofita      | P     | Epifita         | P ep    |
| Fanerofita      | P     | Reptante        | P rept  |

## Camefite
Le camefite (Ch) sono piante perenni e legnose alla base, con gemme svernanti poste ad un'altezza dal suolo tra i 2 ed i 30 cm. Vengono suddivise in:
Suffruticose
Nelle Camefite suffruticose (Ch suffr) le porzioni erbacee seccano annualmente e rimangono in vita soltanto le parti legnose.

Es.: Artemisia (A.alba, A.atrata, A.glacialis), Helichrysum (H.italicum, H.stoechas), Euphorbia (E.barrelieri, E.biumbellata, E.pinea), Ruta (R.angustifolia, R.chalepensis, R.graveolens).

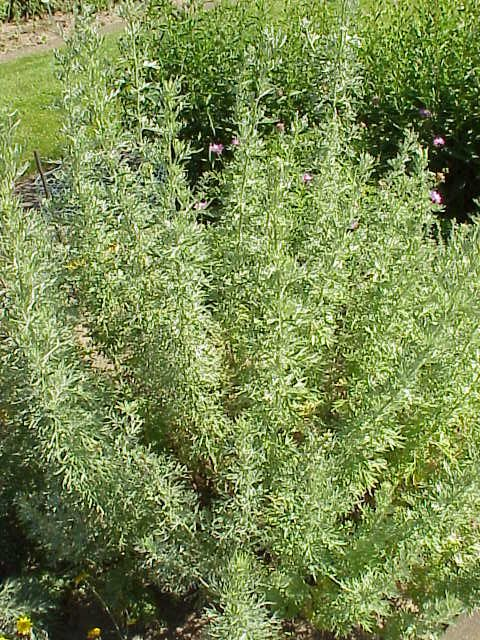
Artemisia bianca (Artemisia alba)
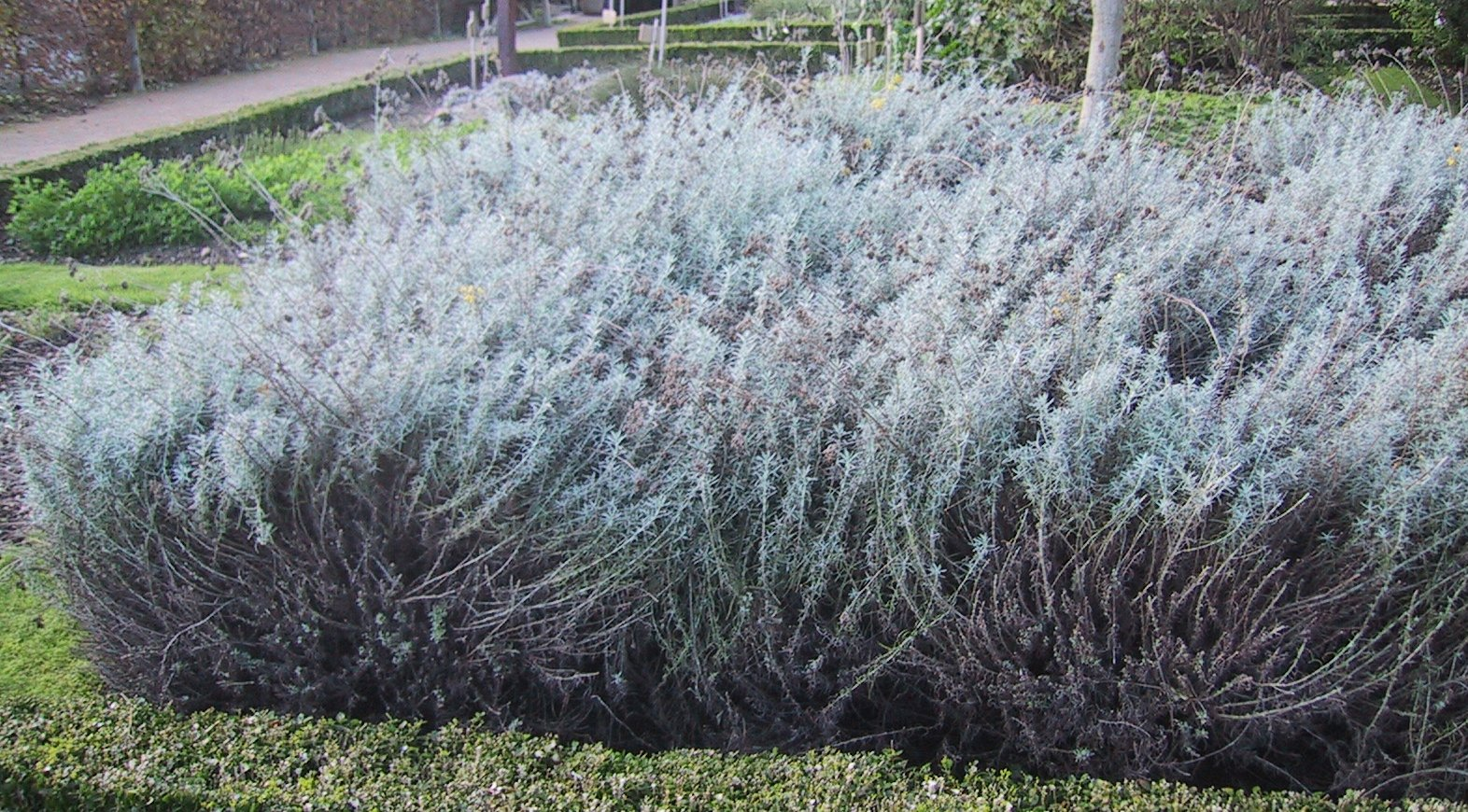
Elicriso (Helichrysum italicum)
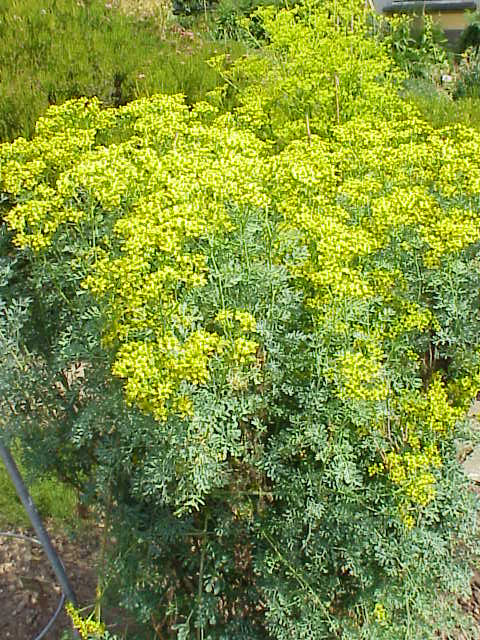
Ruta d'Aleppo (Ruta chalepensis)
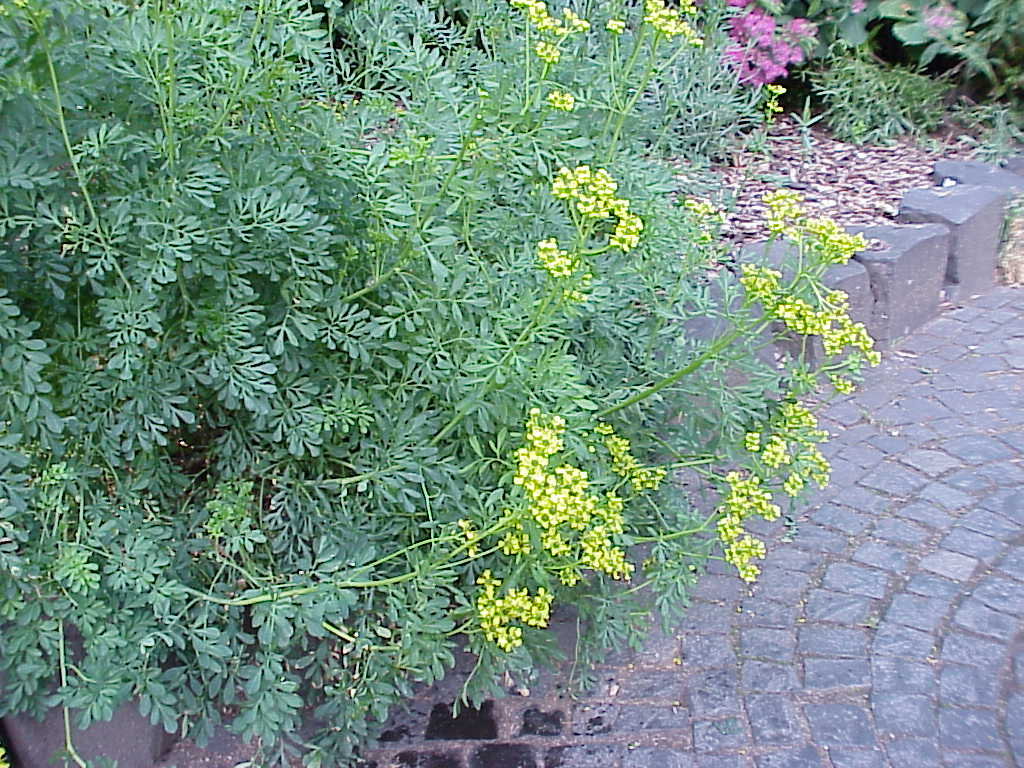
Ruta comune (Ruta graveolens)

Scapose
Le Camefite scapose (Ch scap) presentano un asse fiorale allungato e spesso privo di foglie.

Es.: Stellaria holostea

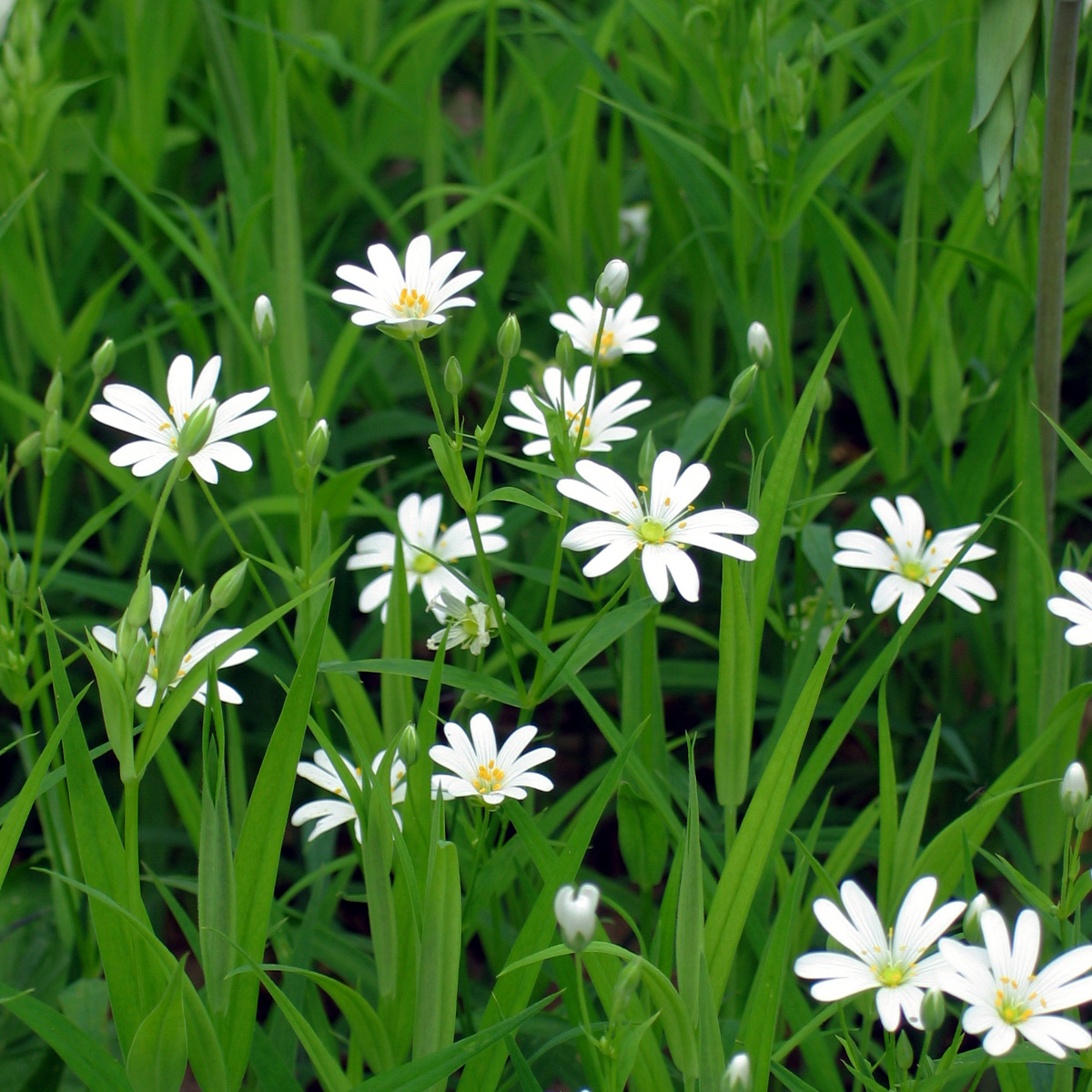
Centocchio garofanina (Stellaria holostea)

Succulente
Le Camefite succulente (Ch succ) mostrano fusti e/o foglie specializzati per l'immagazzinamento d'acqua.
 
Es.: molte specie del genere Sedum (S.acre, S.alpestre, S. sexangulare) e Sempervivum (S.calcareum, S.tectorum).

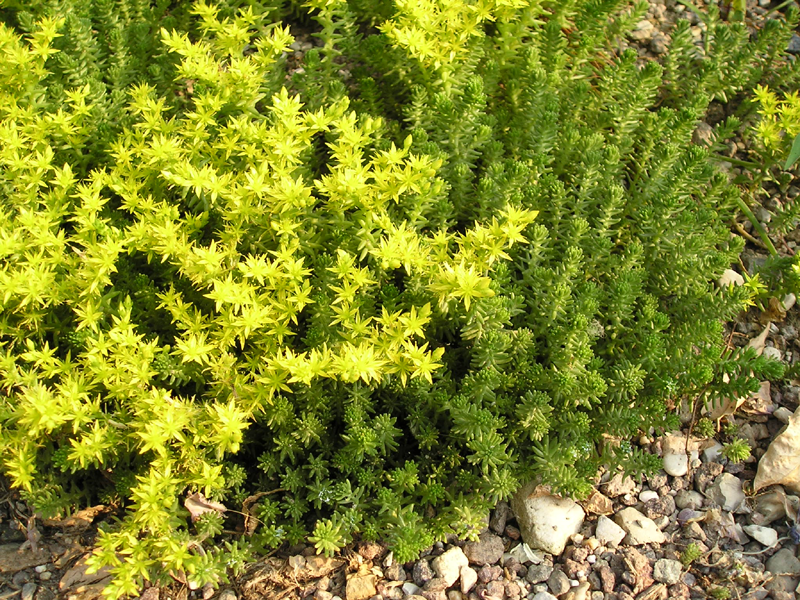
Sedo a sei angoli (Sedum sexangulare)
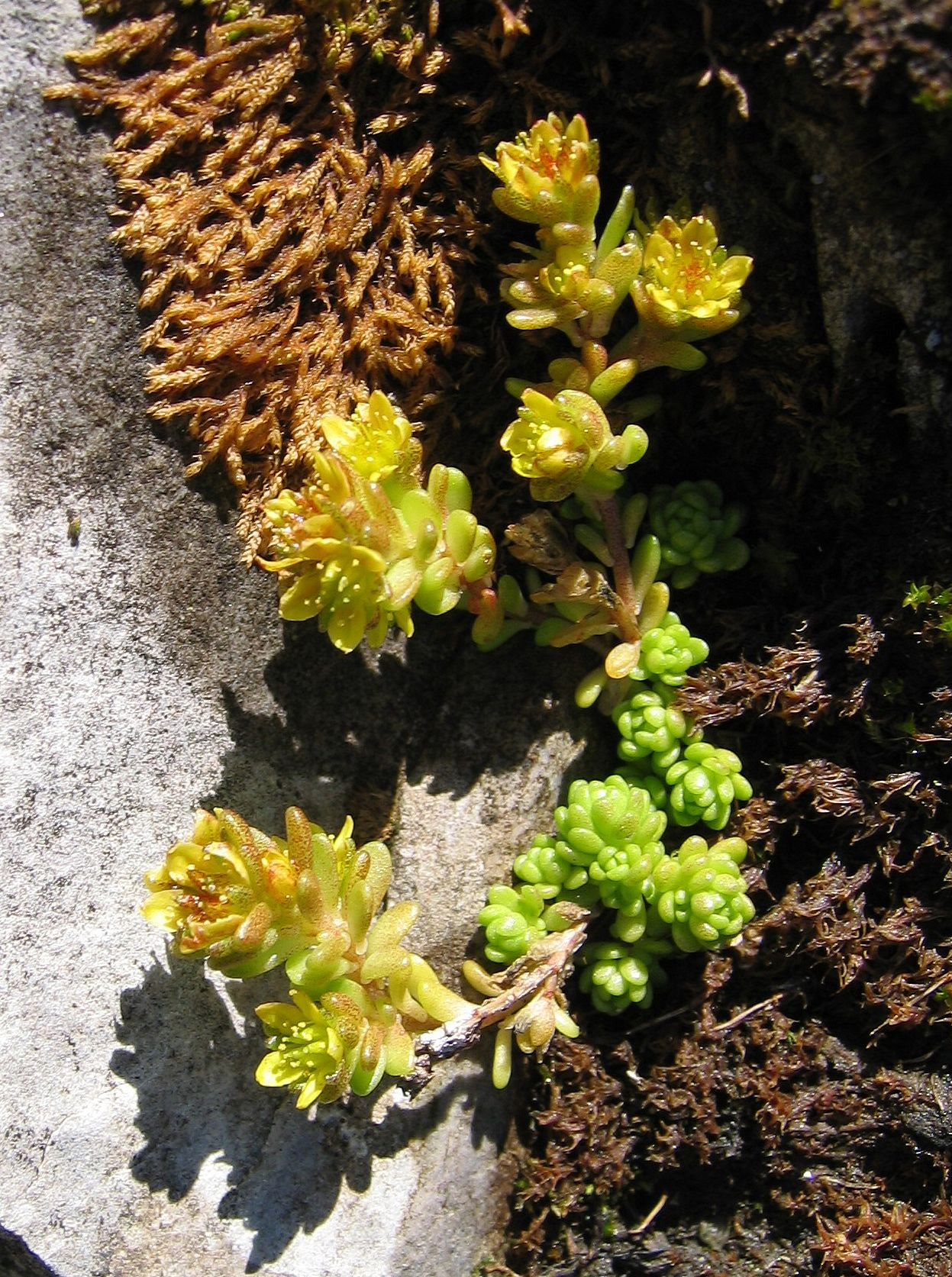
Borracina alpestre (Sedum alpestre)
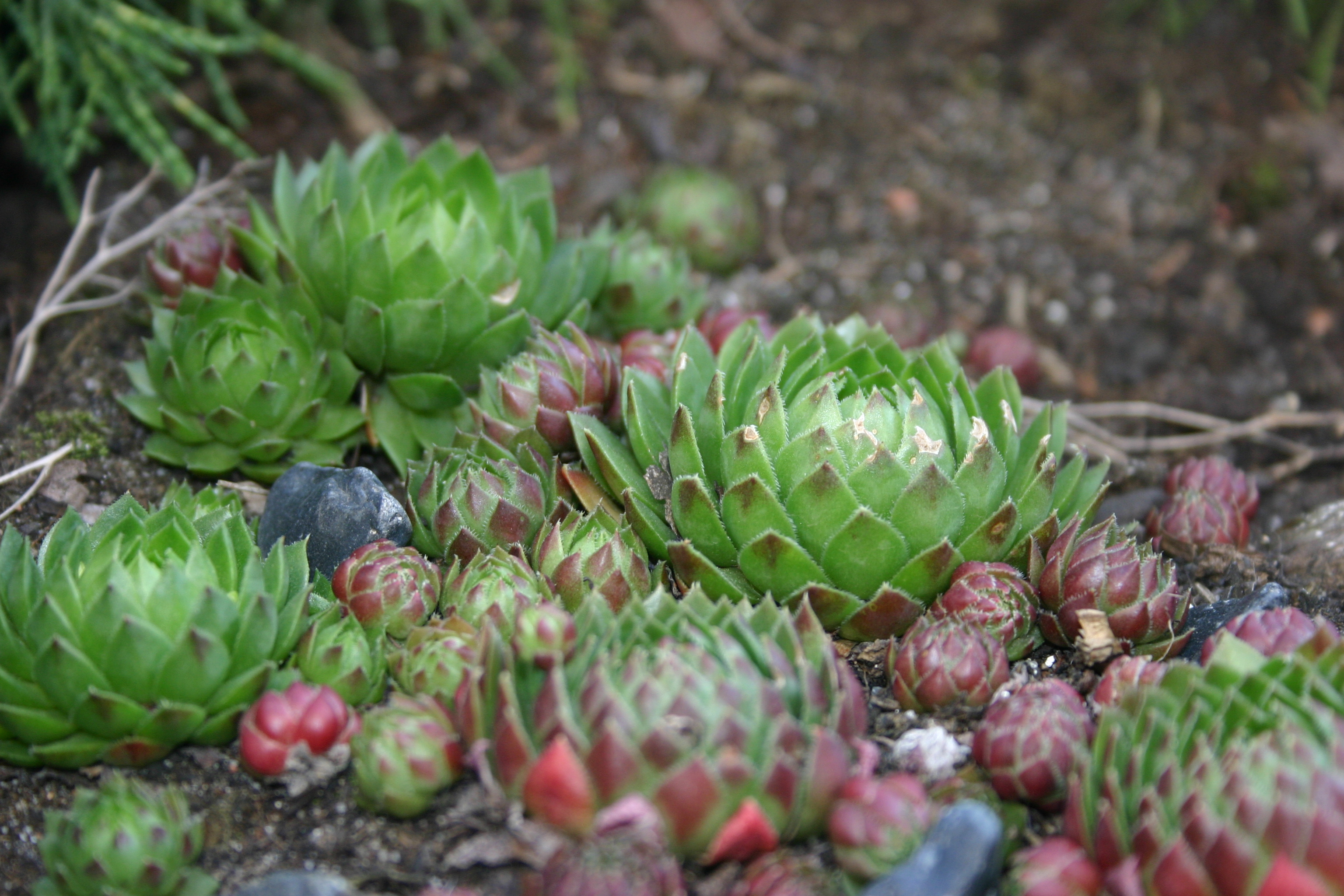
Semprevivo dei tetti (Sempervivum tectorum)

Pulvinate
Le Camefite pulvinate (Ch pulv) sono poco sviluppate in altezza e di forma rigonfia e tondeggiante.

Es.:Silene acaulis, Campanula macrorrhyza, alcune specie del genere Androsace (A.helvetica, A.imbricata, A.pubescens) e Saxifraga (S.biflora, S.pedemontana, S.purpurea), 

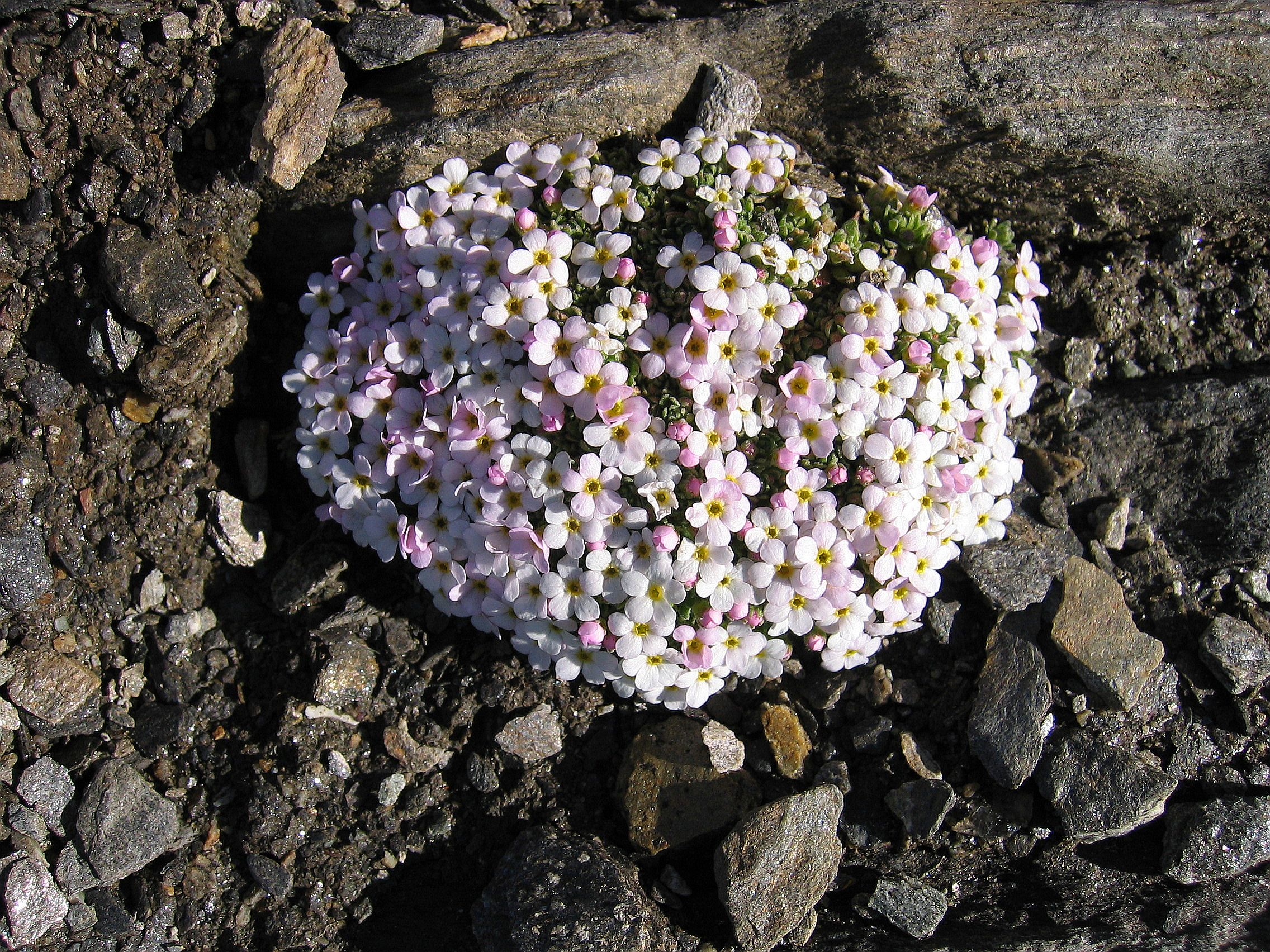
Androsace dei ghiacciai (Androsace alpina)
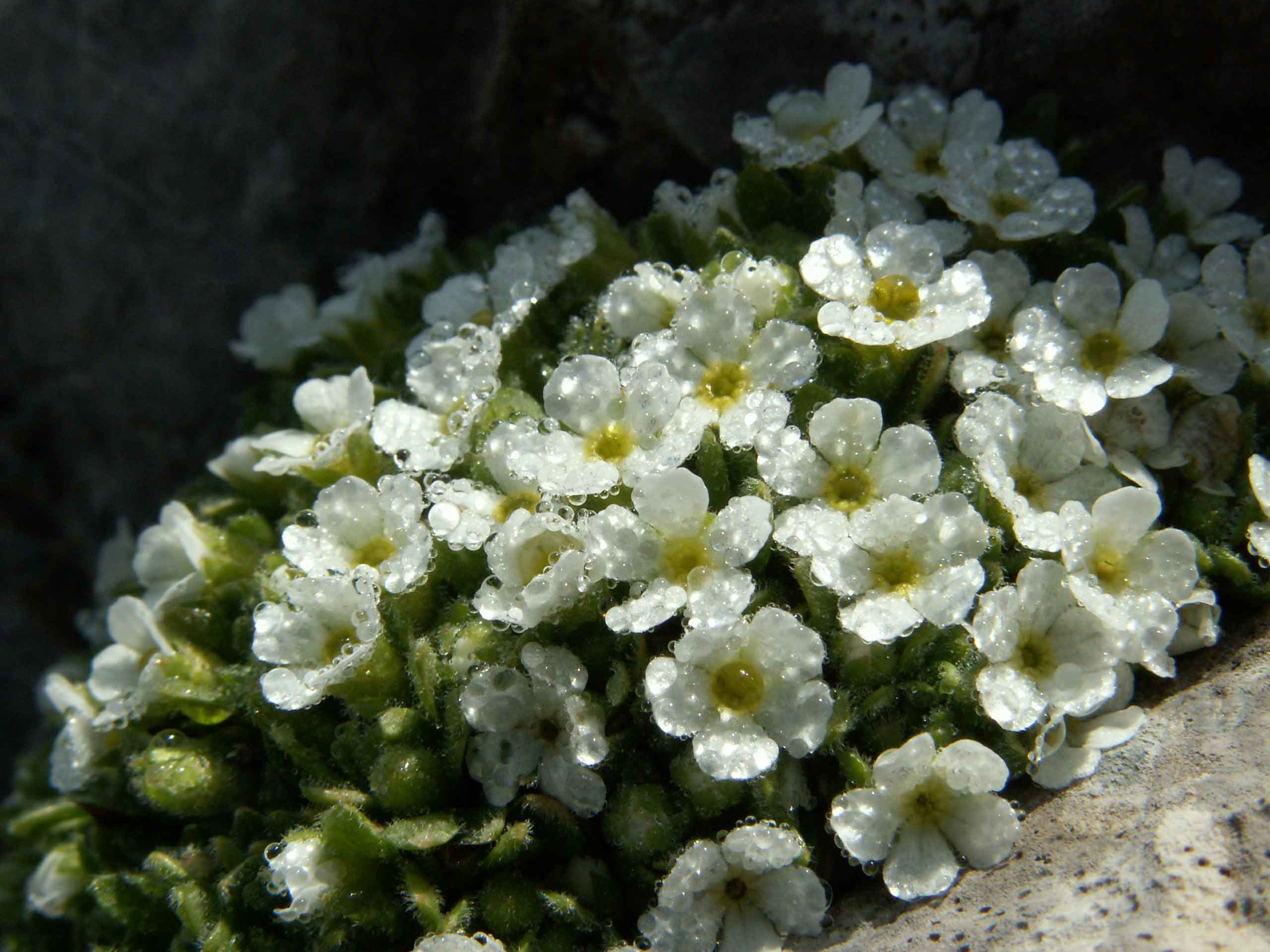
Androsace emisferica (Androsace helvetica)
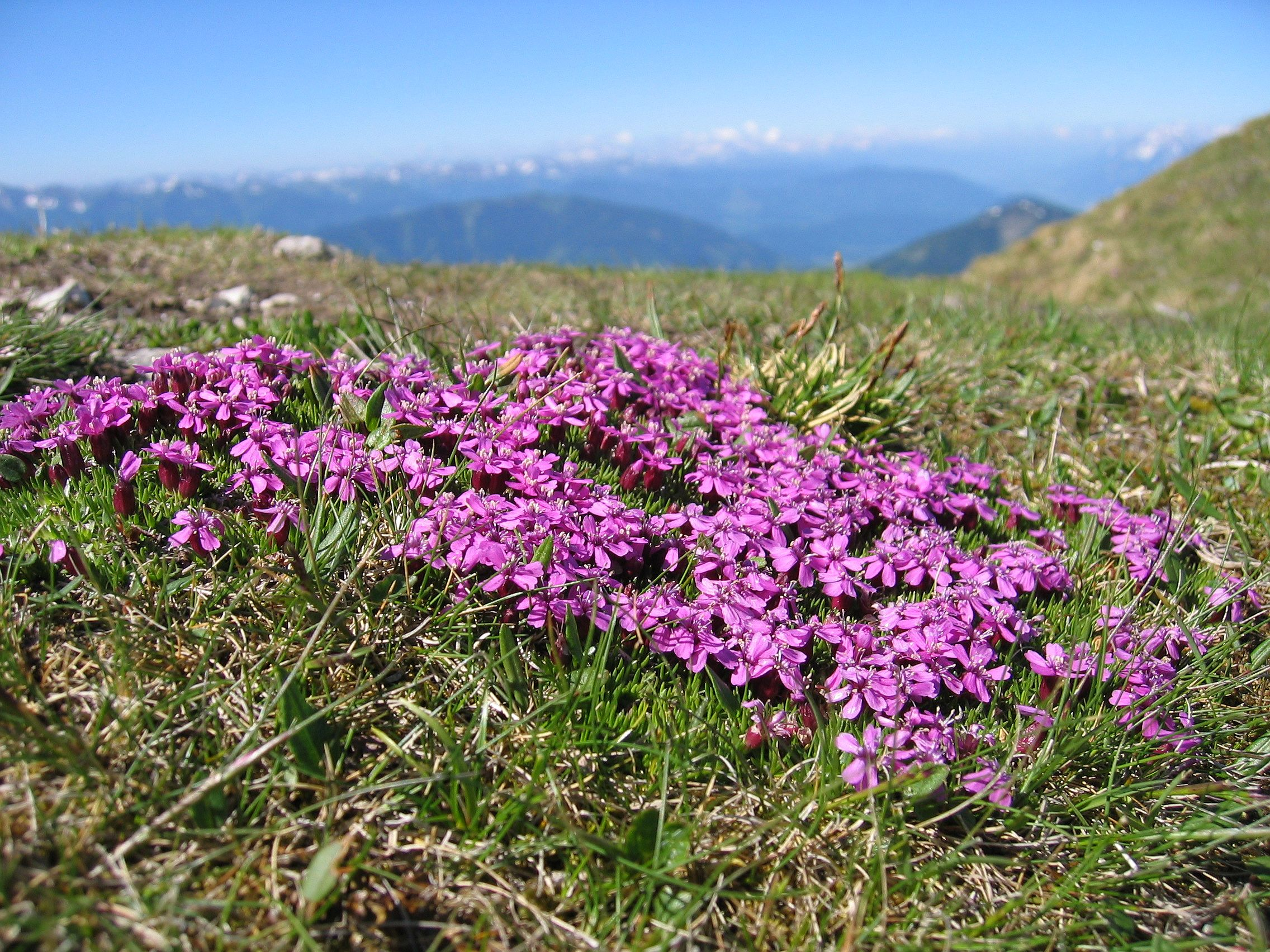
Silene a cuscinetto (Silene acaulis)
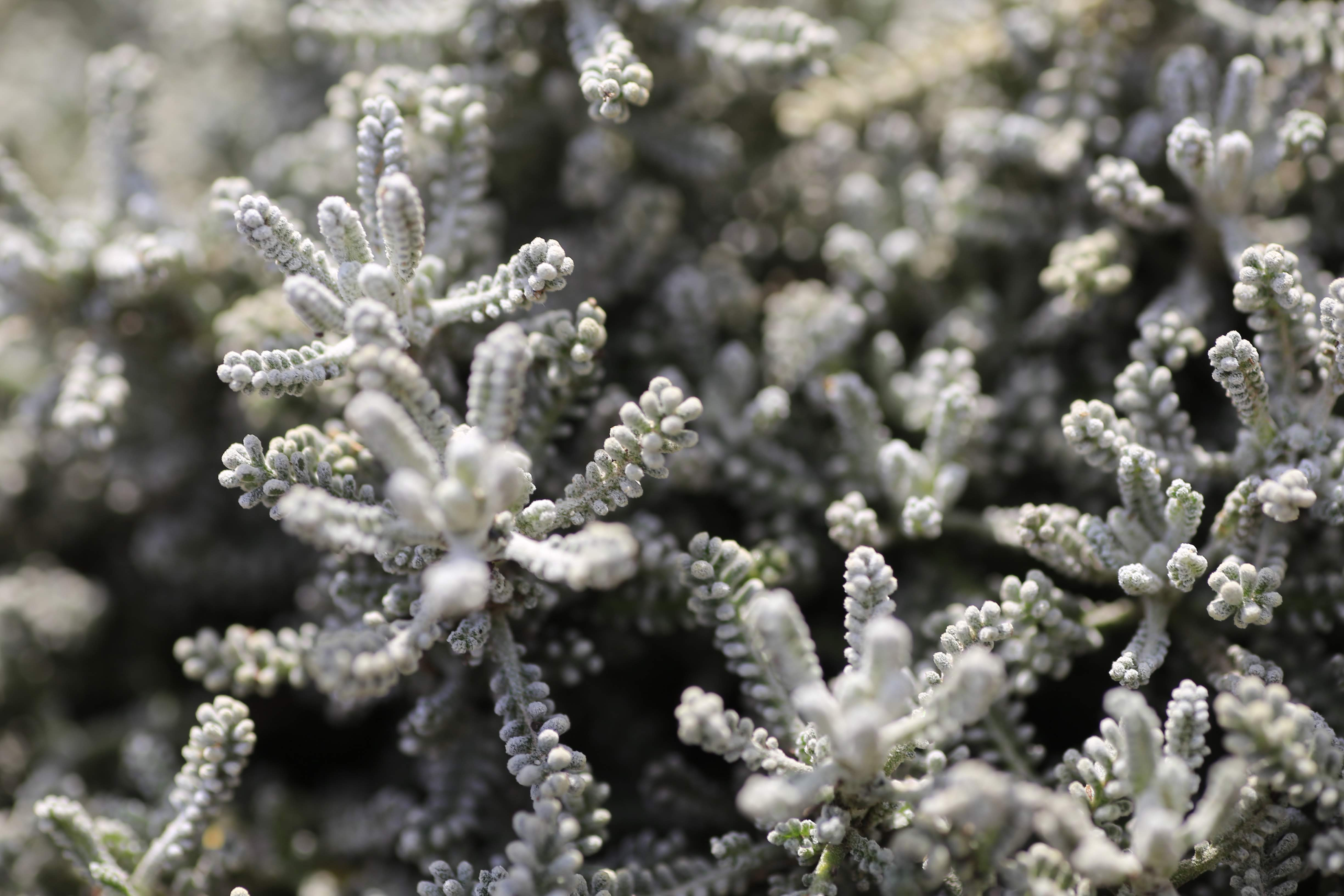
Santolina chamaecyparissus (Santolina chamaecyparissus)

Fruticose
Le Camefite fruticose (Ch frut) hanno un aspetto arbustivo.

Es.:Senecio (S.angulatus, S.mikanioides), Vaccinium (V.myrtillus, V.uliginosus, V.vitis-idaea), Salix (S.herbacea, S.reticulata, S.retusa), Antirrhinum (A.latifolium, A.majus).

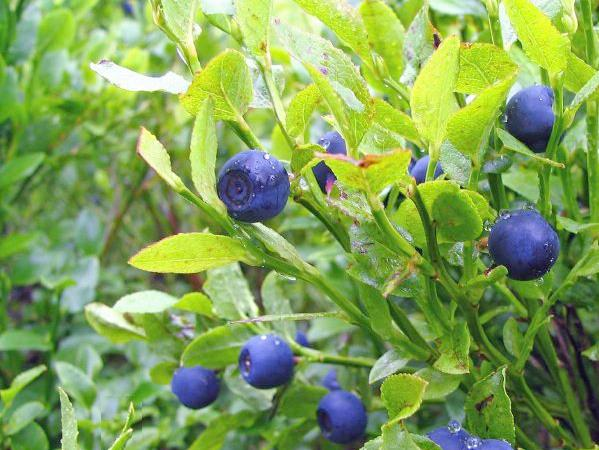
Mirtillo nero (Vaccinium myrtillus)
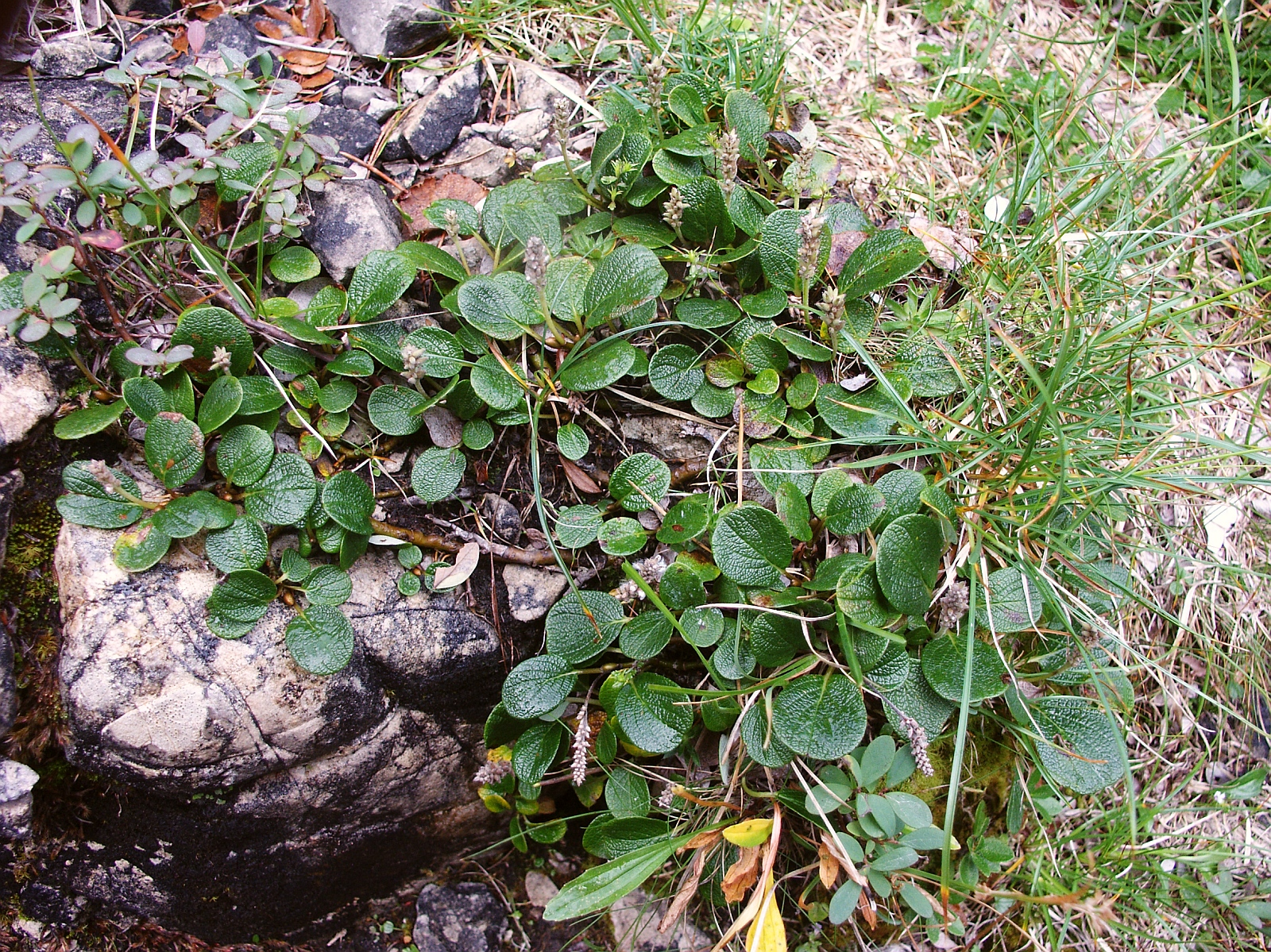
Salice reticolato (Salix reticulata)
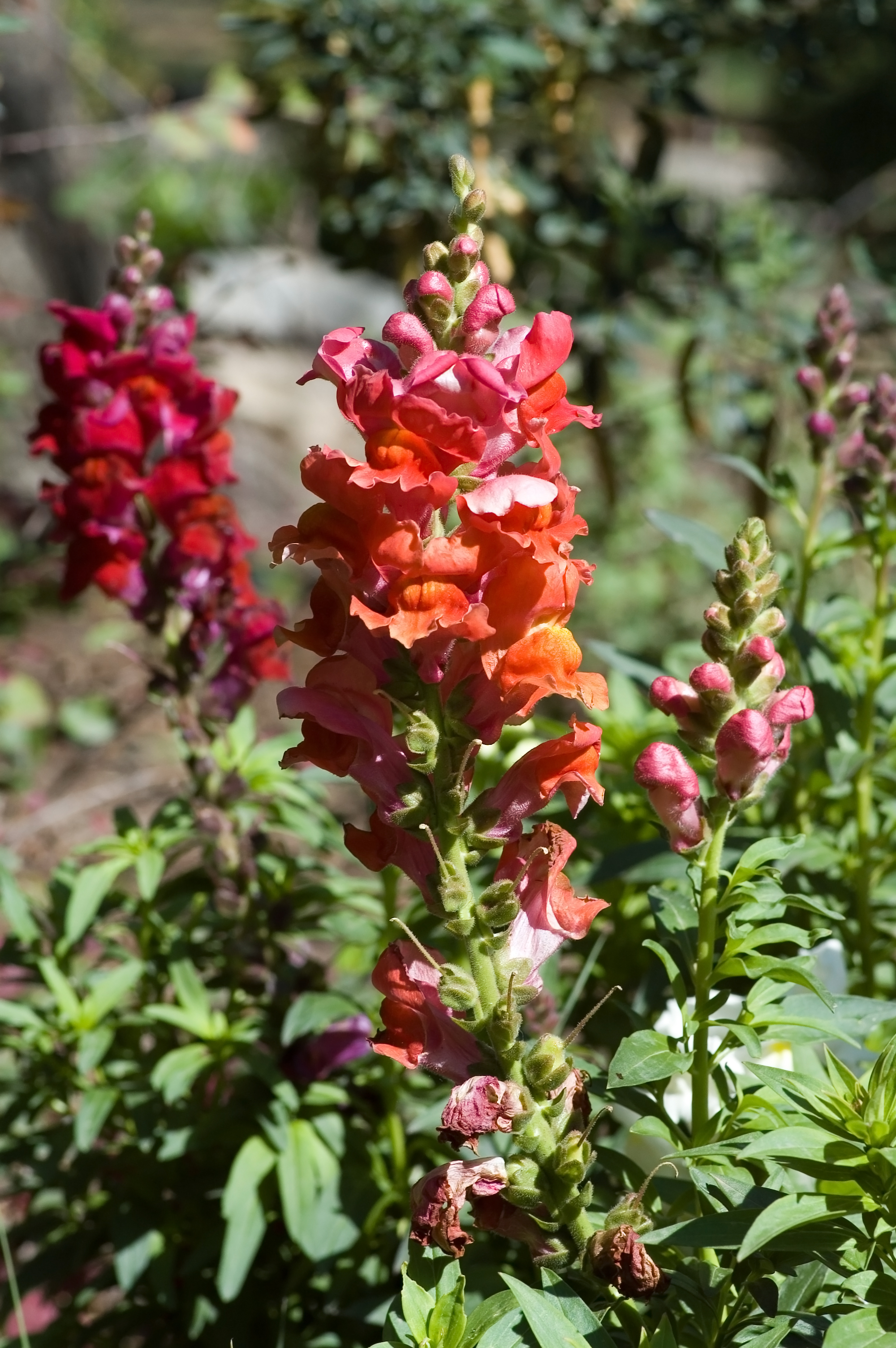
Bocca di leone (Antirrhinum majus)

Reptanti
Le Camefite reptanti (Ch rept) si distinguono per l'accrescimento degli organi aderente al suolo, con carattere strisciante.

Es.: Vinca (V.major, V.minor, V.difformis), Thymus (T.alpestris, T.alpigenus, T.longicaulis), Selaginella (S.denticulata, S.helvetica, S.selaginoides), Medicago marina.

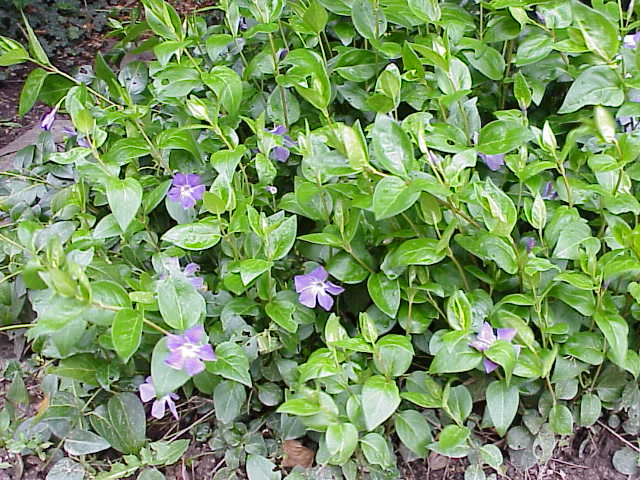
Pervinca maggiore (Vinca major)
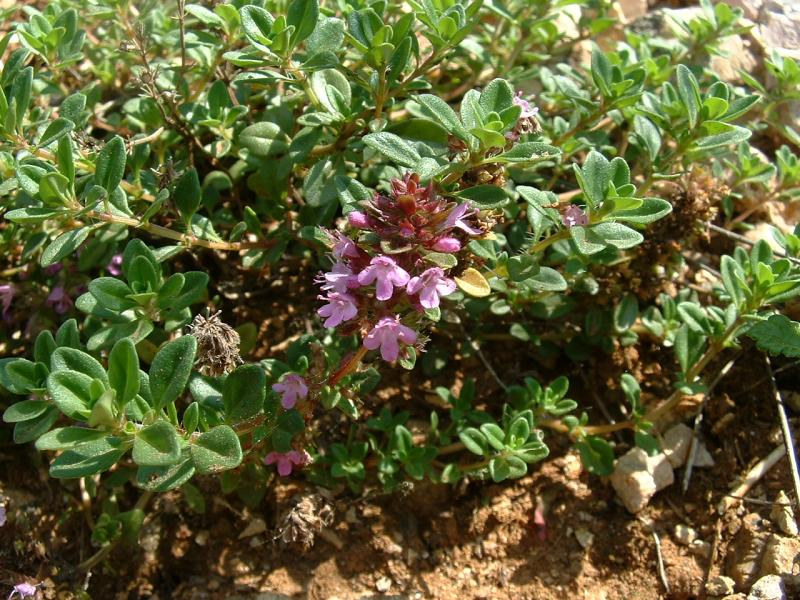
Serpilio o pepolino (Thymus serpyllum)
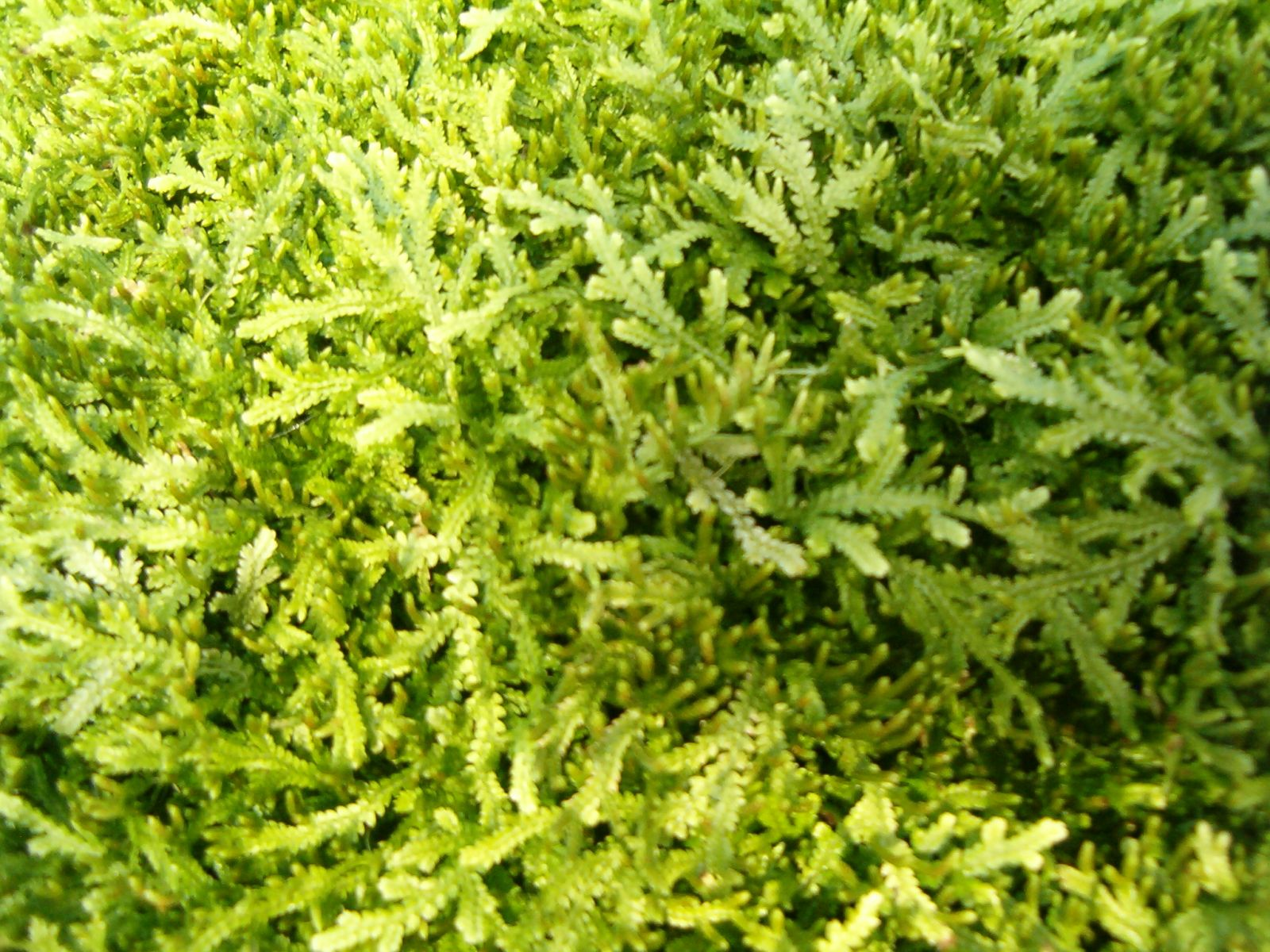
Selaginella serpens
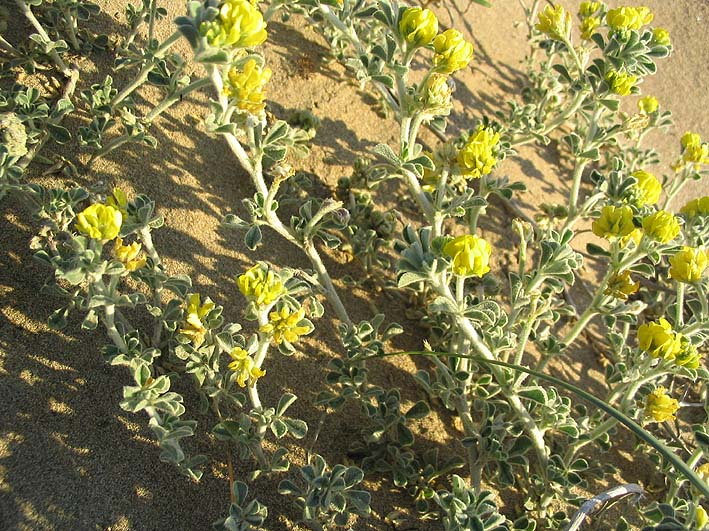
Erba medica marina (Medicago marina)

Tabella riassuntiva
| Forma biologica | Sigla | Sotto forma  | Sigla    |
| --------------- | ----- | ------------ | -------- |
| Camefita        | Ch    | Suffruticosa | Ch suffr |
| Camefita        | Ch    | Scaposa      | Ch scap  |
| Camefita        | Ch    | Succulenta   | Ch succ  |
| Camefita        | Ch    | Pulvinata    | Ch pulv  |
| Camefita        | Ch    | Fruticosa    | Ch frut  |
| Camefita        | Ch    | Reptante     | Ch rept  |

## Emicriptofite
Le emicriptofite (H) sono piante erbacee, bienni o perenni, con gemme svernanti al livello del suolo e protette dalla lettiera o dalla neve. Vengono suddivise in:
Cespitose
Le Emicriptofite cespitose (H caesp) presentano ciuffi fitti di foglie che si dipartono dal suolo.

Es.:Festuca (F.alpina, F.cinerea, F.valesiaca), Poa (P.alpina, P.pratensis, P.minor), Luzula (L.campestris, L.nivea, L.pilosa), Veronica prostrata.

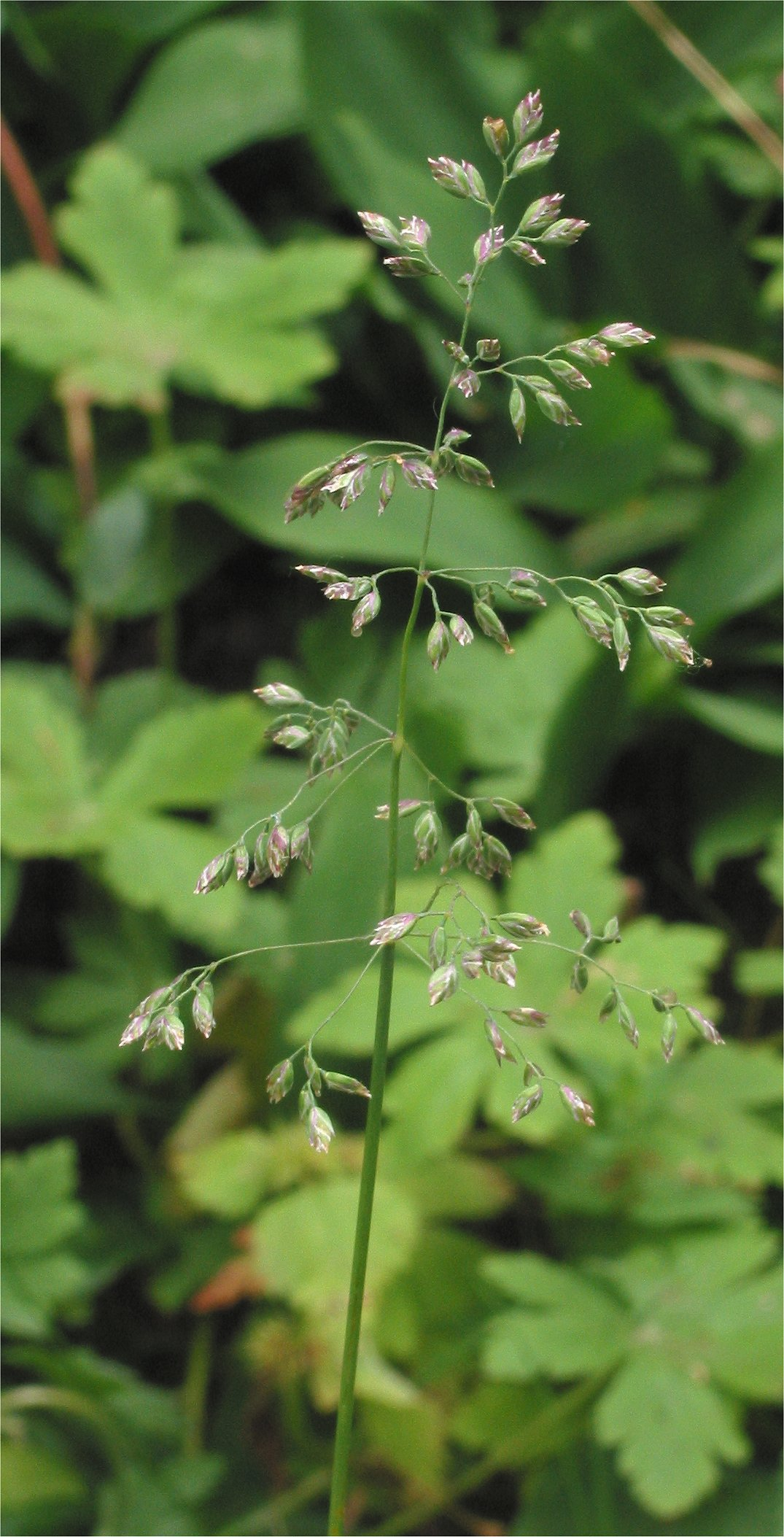
Poa pratensis
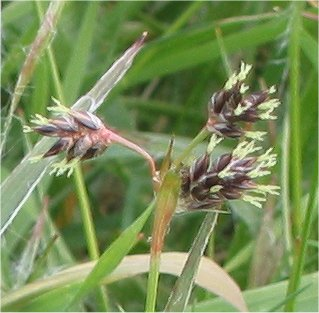
Luzula campestris
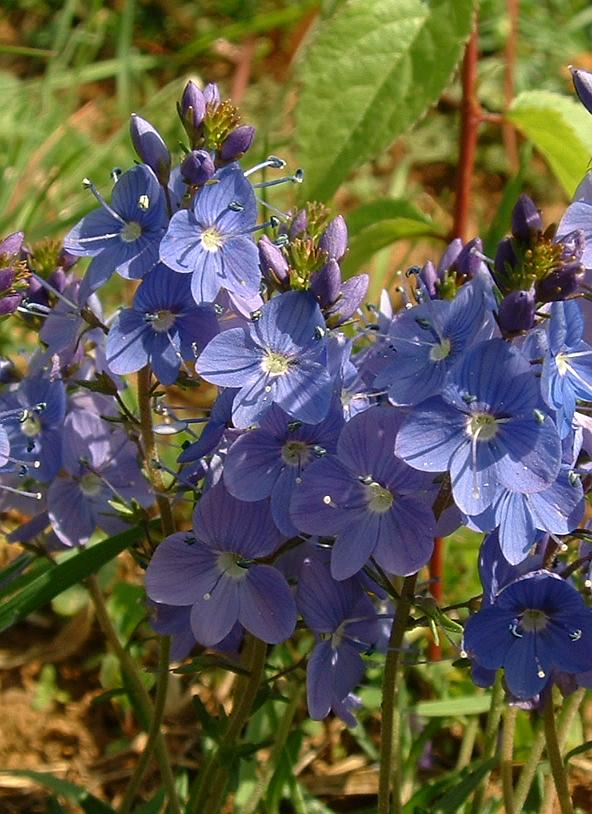
Veronica prostrata

Reptanti
Le Emicriptofite reptanti (H rept) mostrano un accrescimento aderente al suolo con carattere strisciante.

Es.:Agrostis stolonifera, Oxalis corniculata, Ranunculus repens, Fragaria vesca, Potentilla anserina.

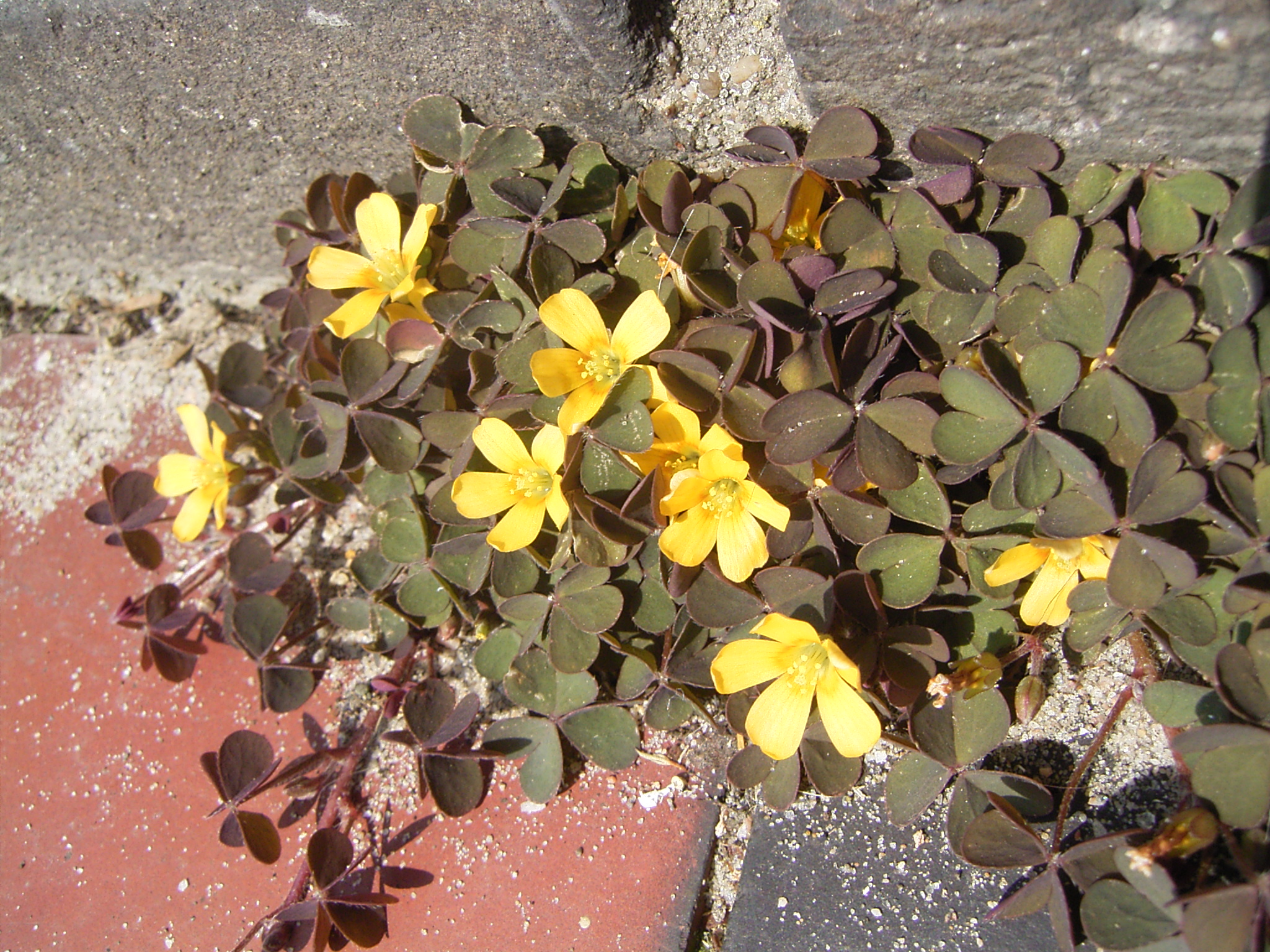
Oxalis corniculata
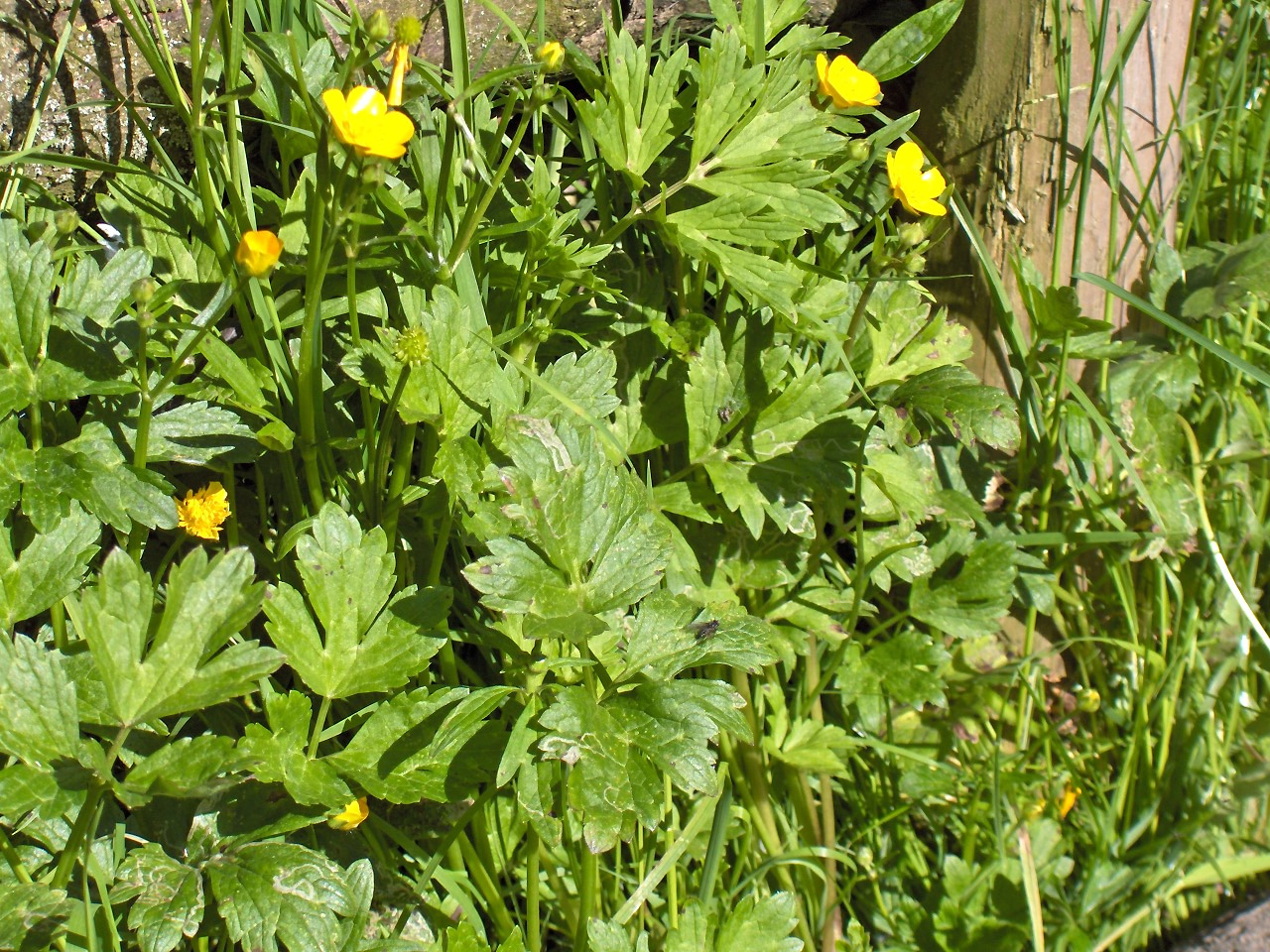
Ranunculus repens
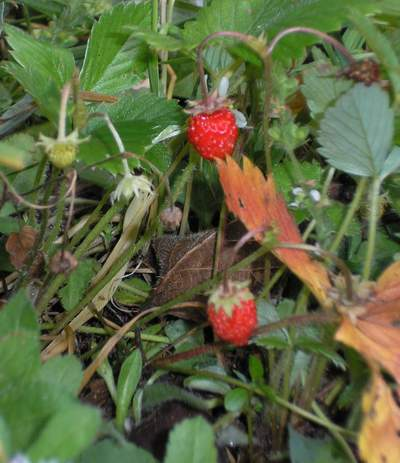
Fragaria vesca
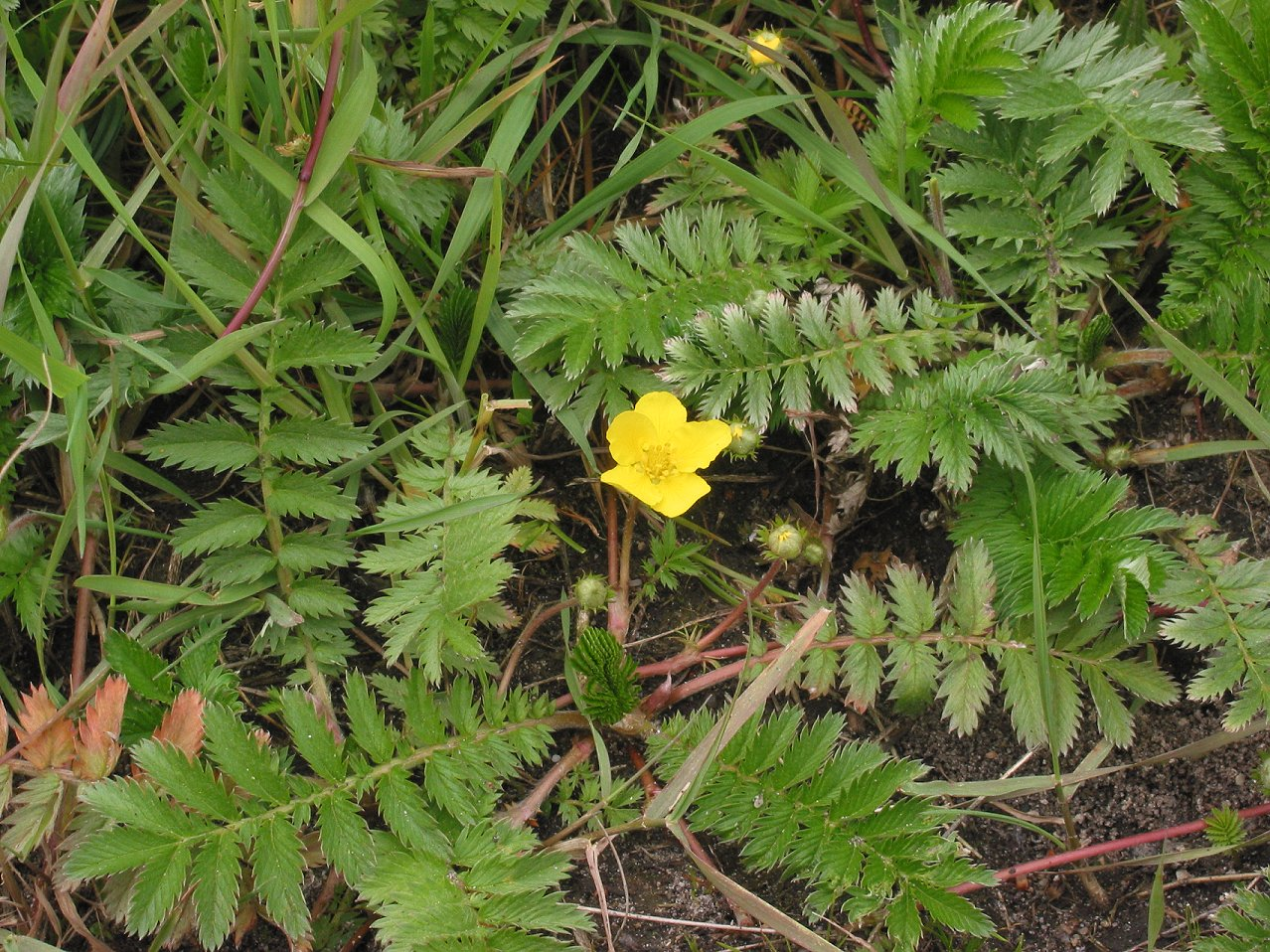
Potentilla anserina

Scapose
Le Emicriptofite scapose (H scap) sono dotate di un asse fiorale eretto e spesso privo di foglie.

Es.:Atropa belladonna, Alkekengi officinarum, Melissa officinalis, Pulmonaria (P.australis, P.officinalis, P.saccharata), Gentiana (G.cruciata, G.lutea, G.schleicheri).

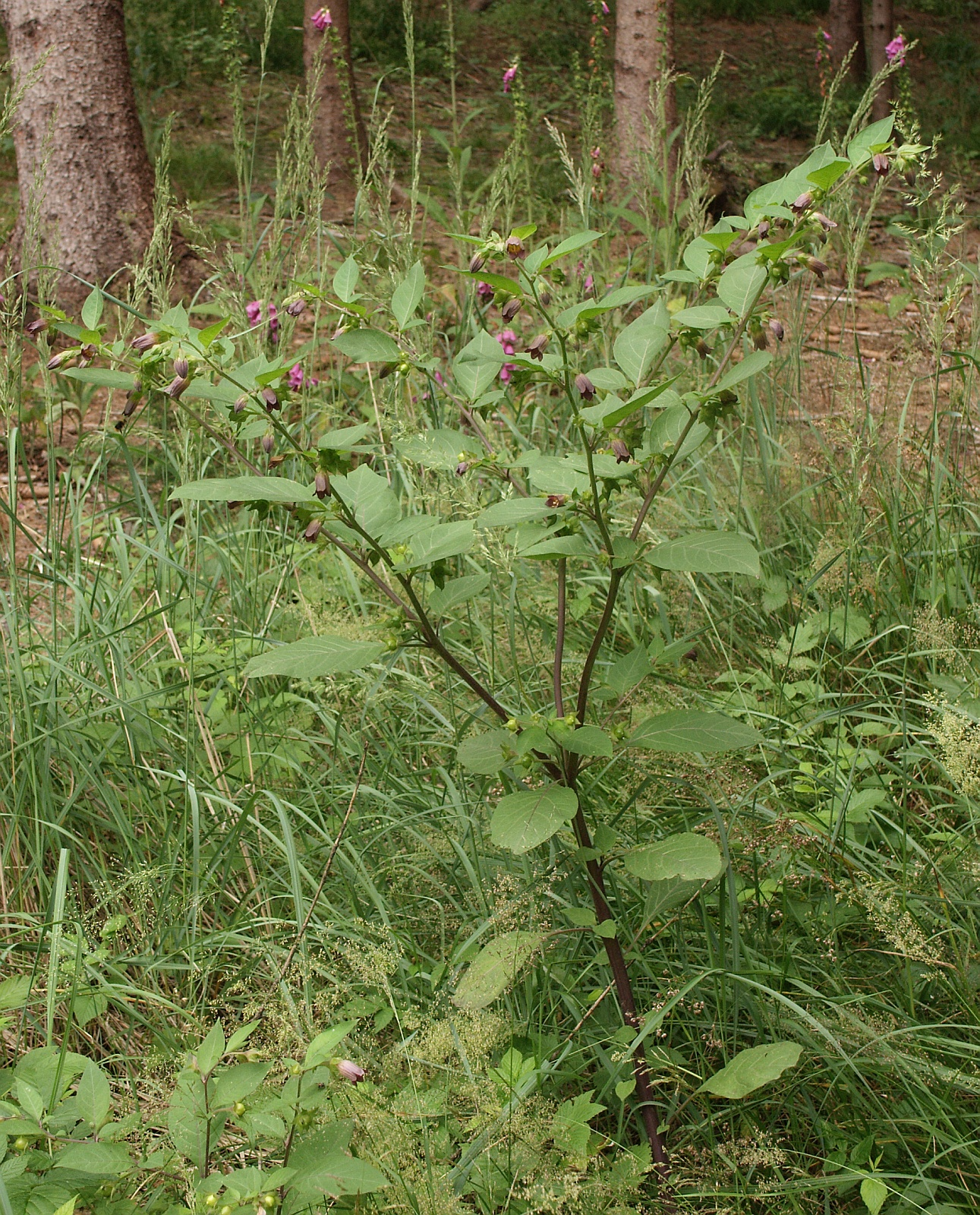
Belladonna (Atropa belladonna)
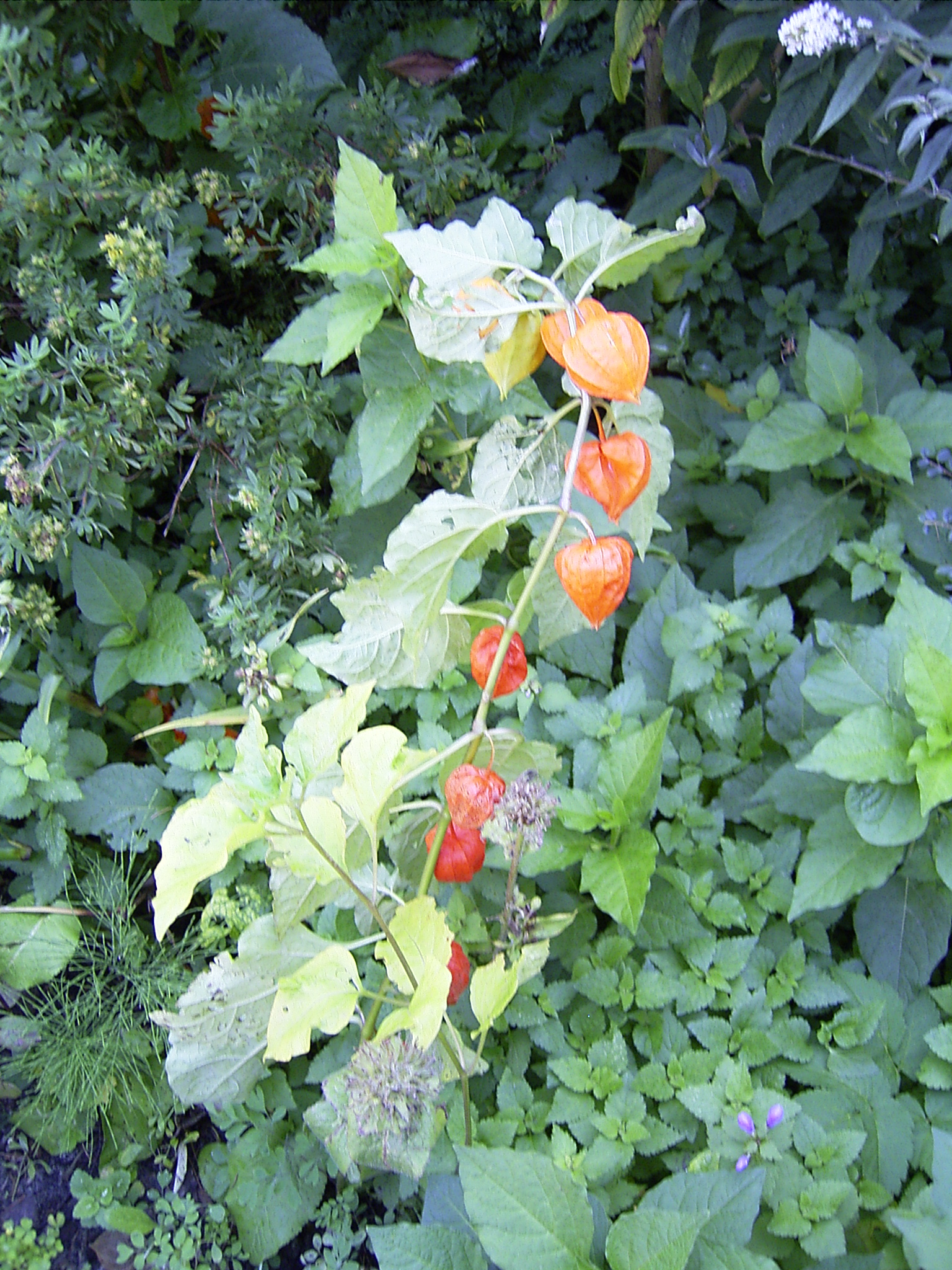
Alkekengi (Alkekengi officinarum)
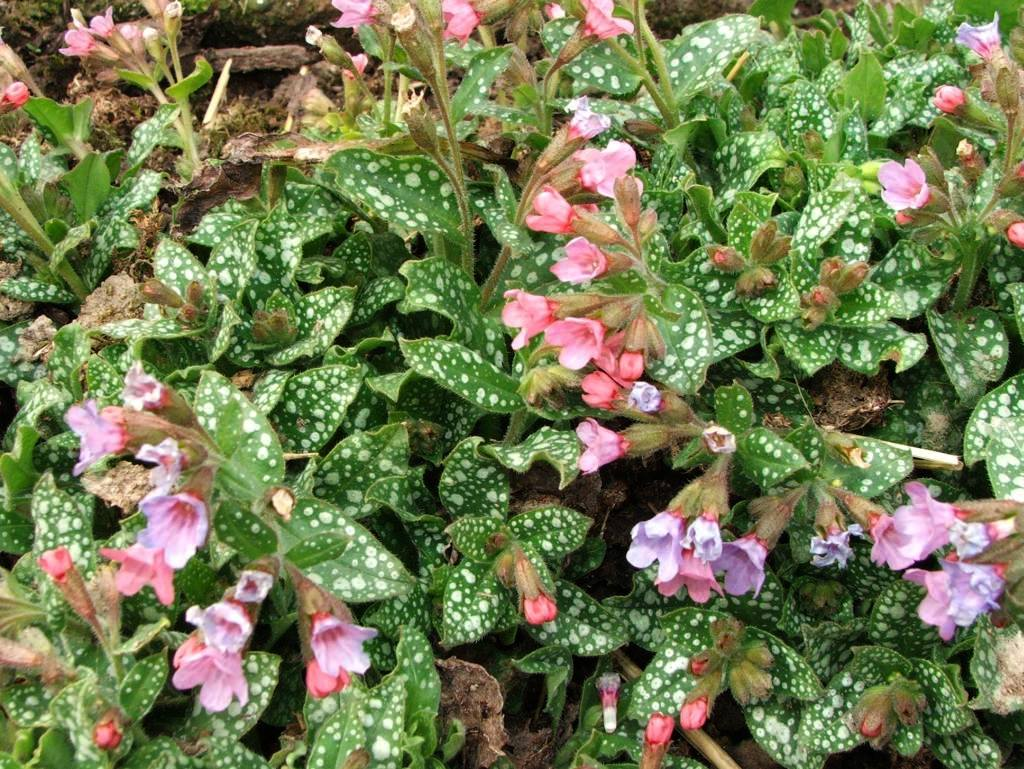
Pulmonaria officinalis
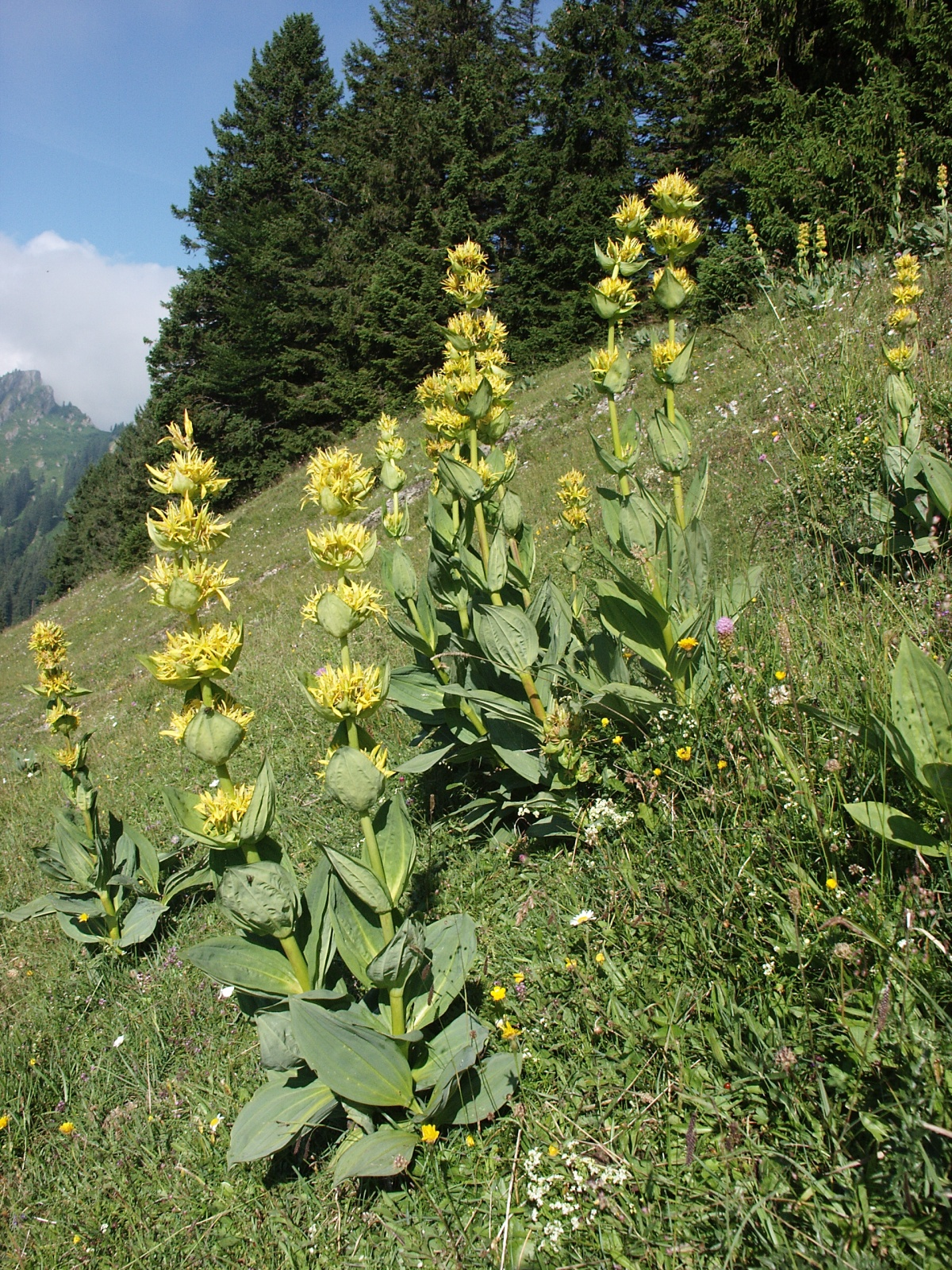
Gentiana lutea

Rosulate
Le Emicriptofite rosulate (H ros) hanno le foglie disposte a formare una rosetta basale.

Es.: Bellis perennis, Taraxacum officinale, Trifolium alpinum, Pinguicula (P.alpina, P.leptoceras, P.vulgaris), Primula (P.allionii, P.veris, P.vulgaris).

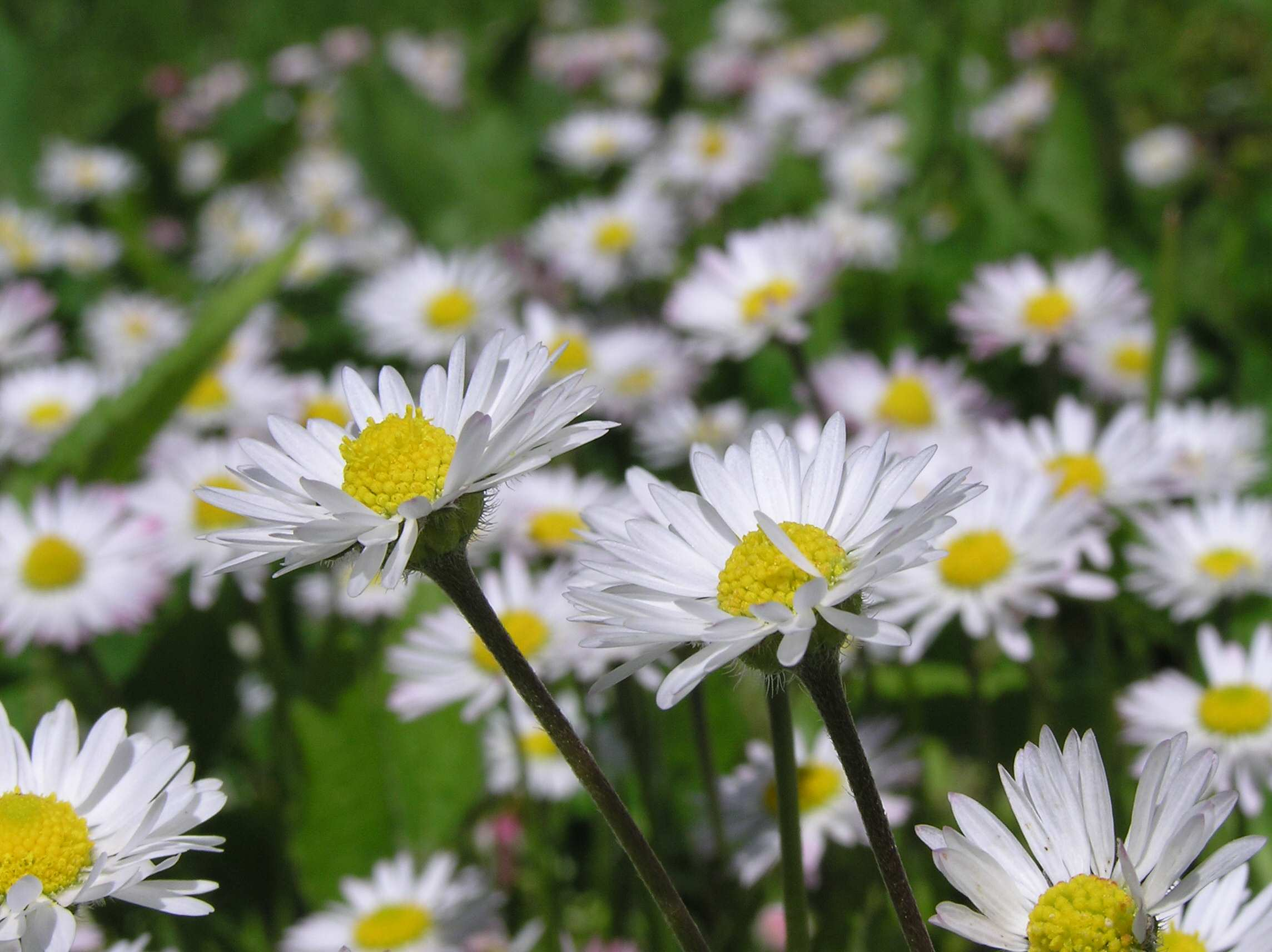
Pratolina (Bellis perennis)
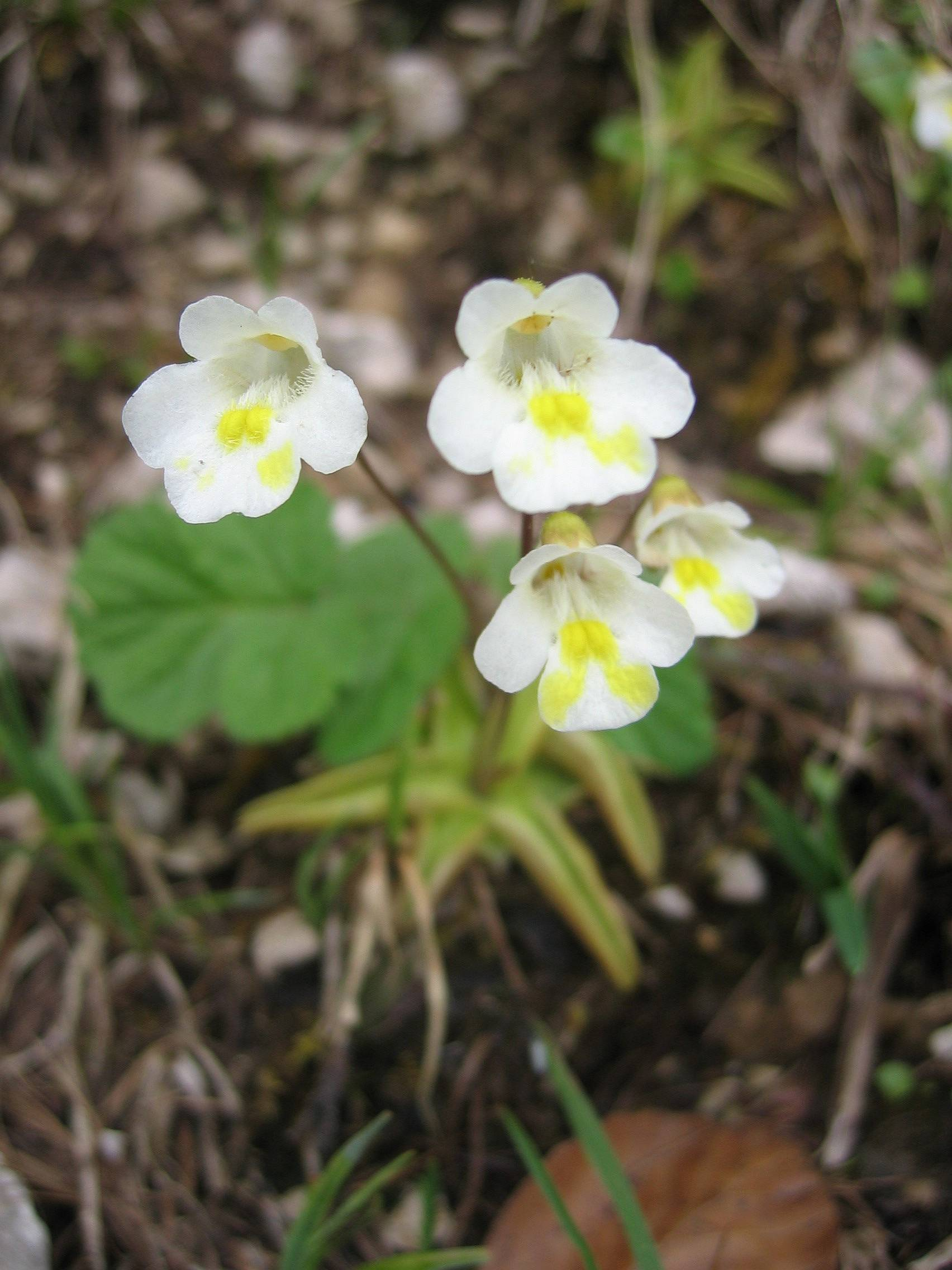
Pinguicula alpina
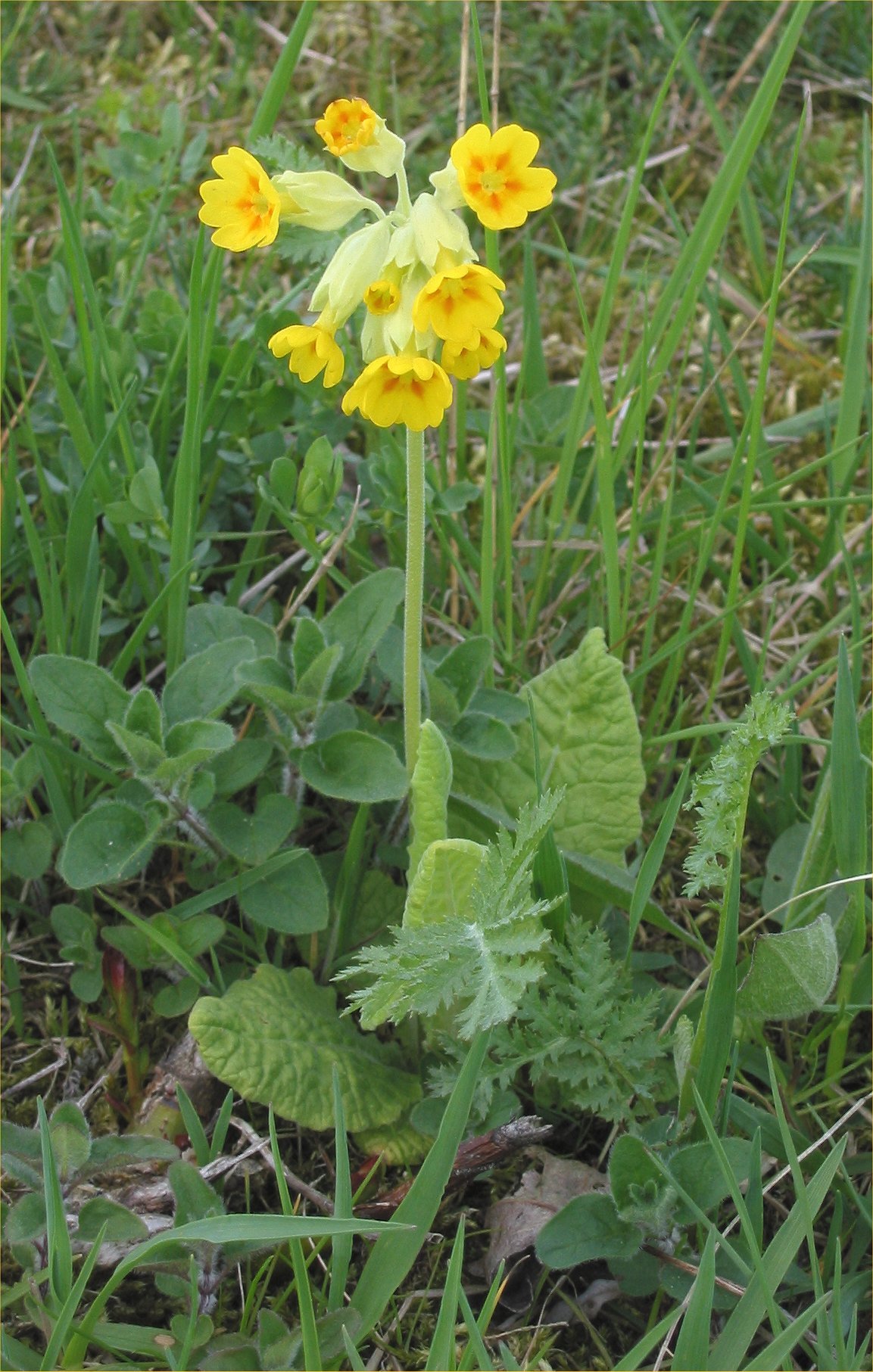
Primula veris
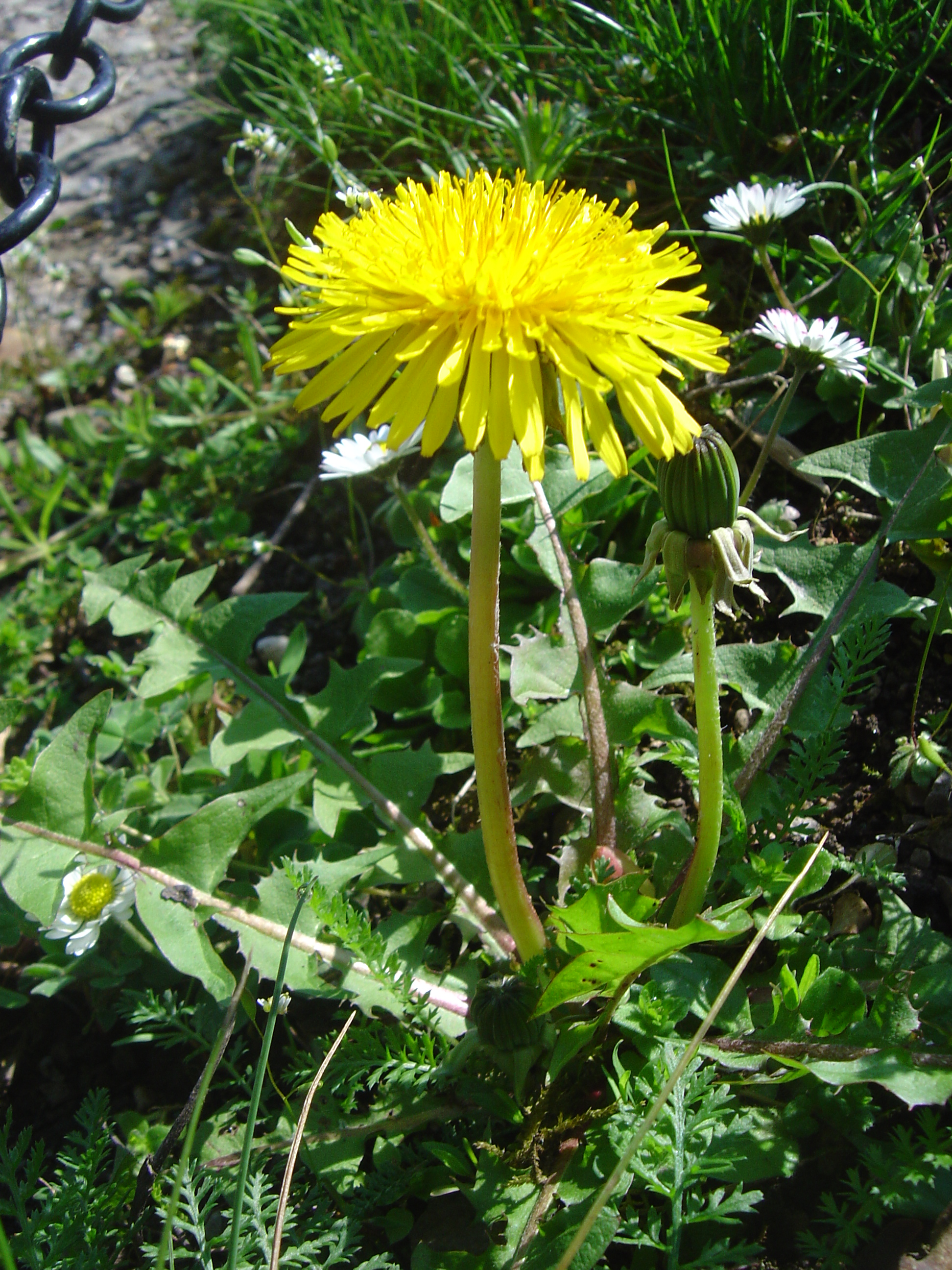
Tarassaco comune (Taraxacum officinale)

Bienni
Le Emicriptofite bienni (H bienn) si distinguono dalle altre per il ciclo vitale biennale.

Es.: Cynoglossum (C.cheirifolium, C.montanum, C.officinale), Campanula rapunculus, Lactuca sativa, Melilotus officinalis, Ptychotis saxifraga.

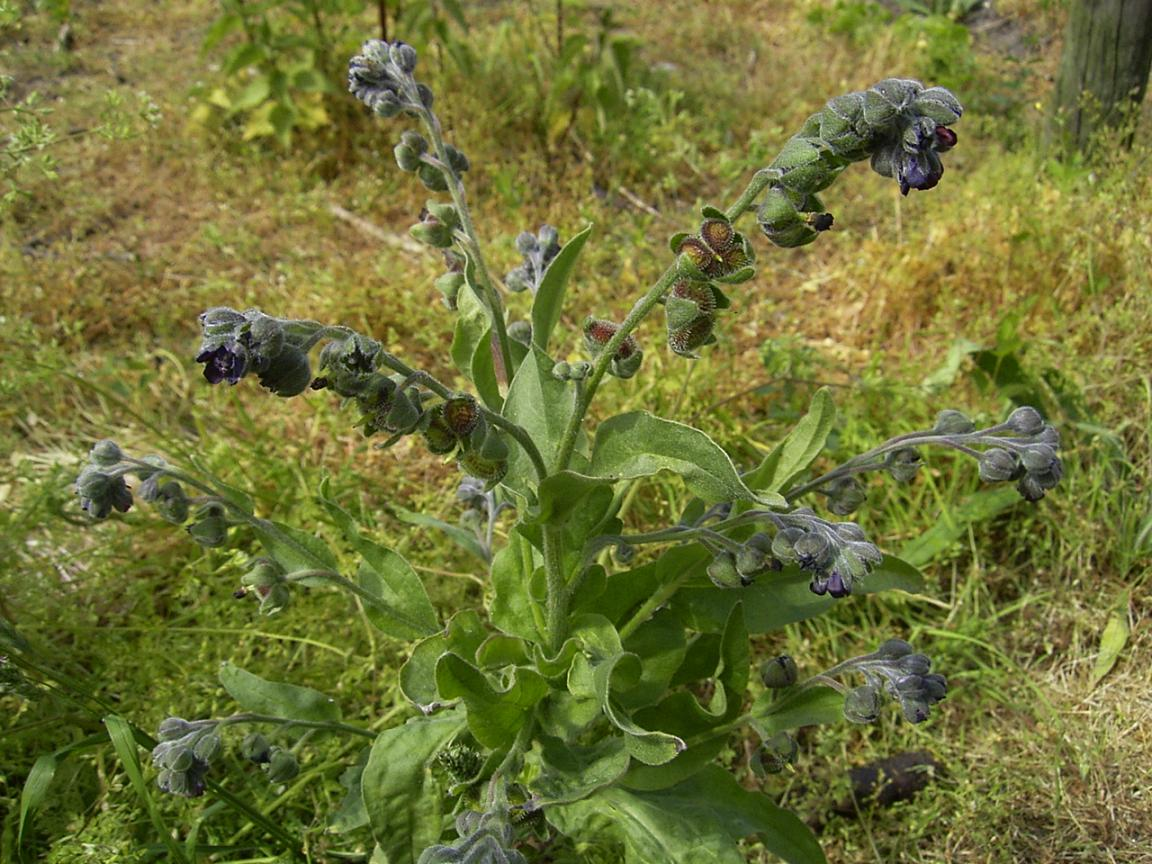
Cynoglossum officinale
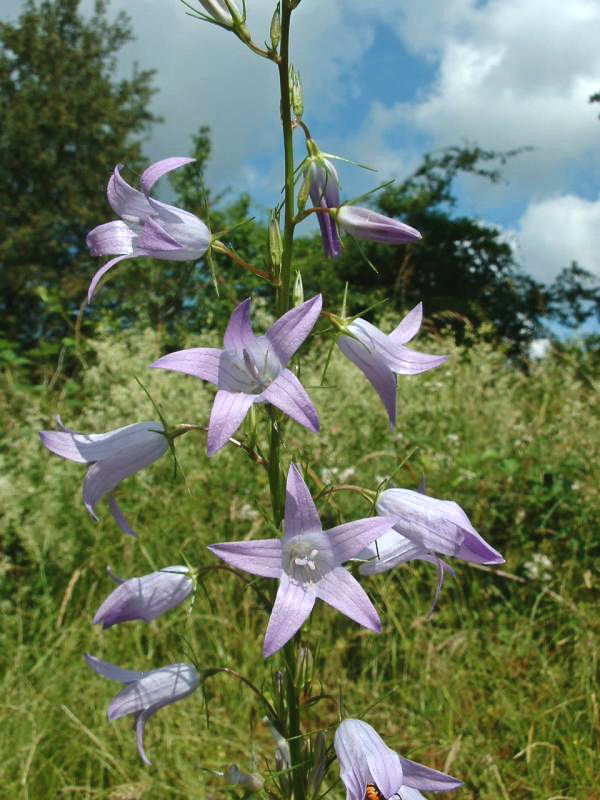
Campanula rapunculus
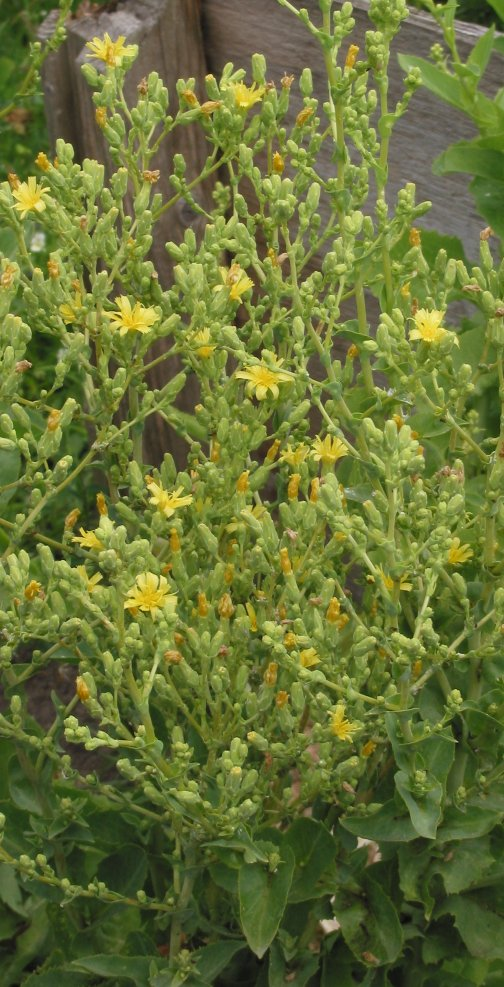
Lactuca sativa
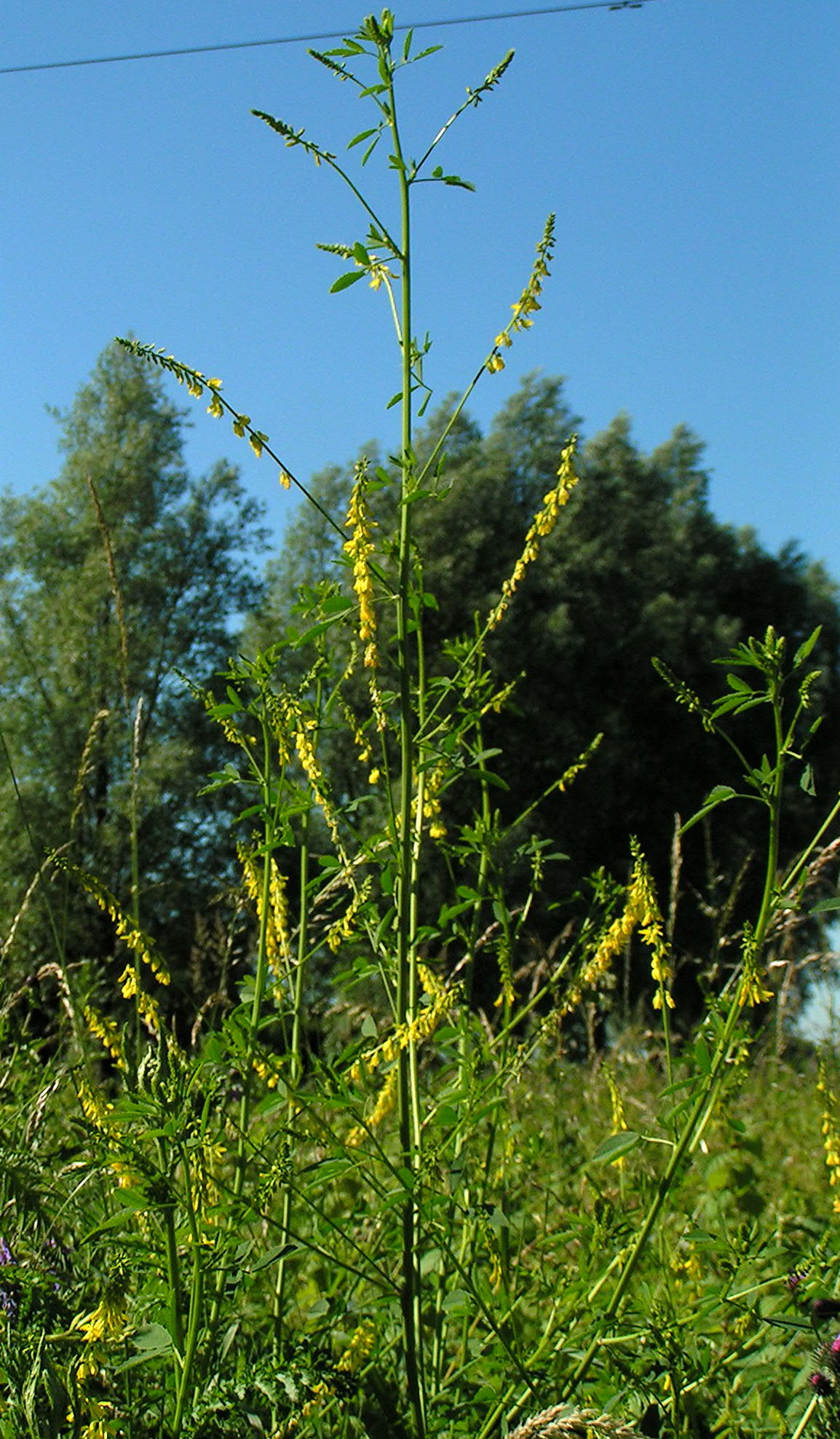
Melilotus officinalis

Scandenti
Le Emicriptofite scandenti (H scand) presentano un portamento rampicante.

Es.:Bryonia dioica, Convolvulus althaeoides, Calystegia (C.sepium, C.sylvatica), Lathyrus (L.heterophyllus, L.latifolius, L.sylvestris).

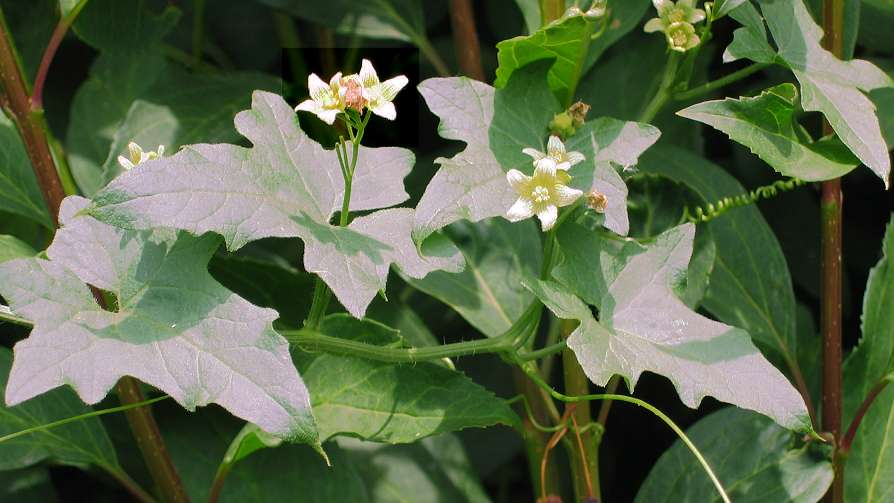
Bryonia dioica
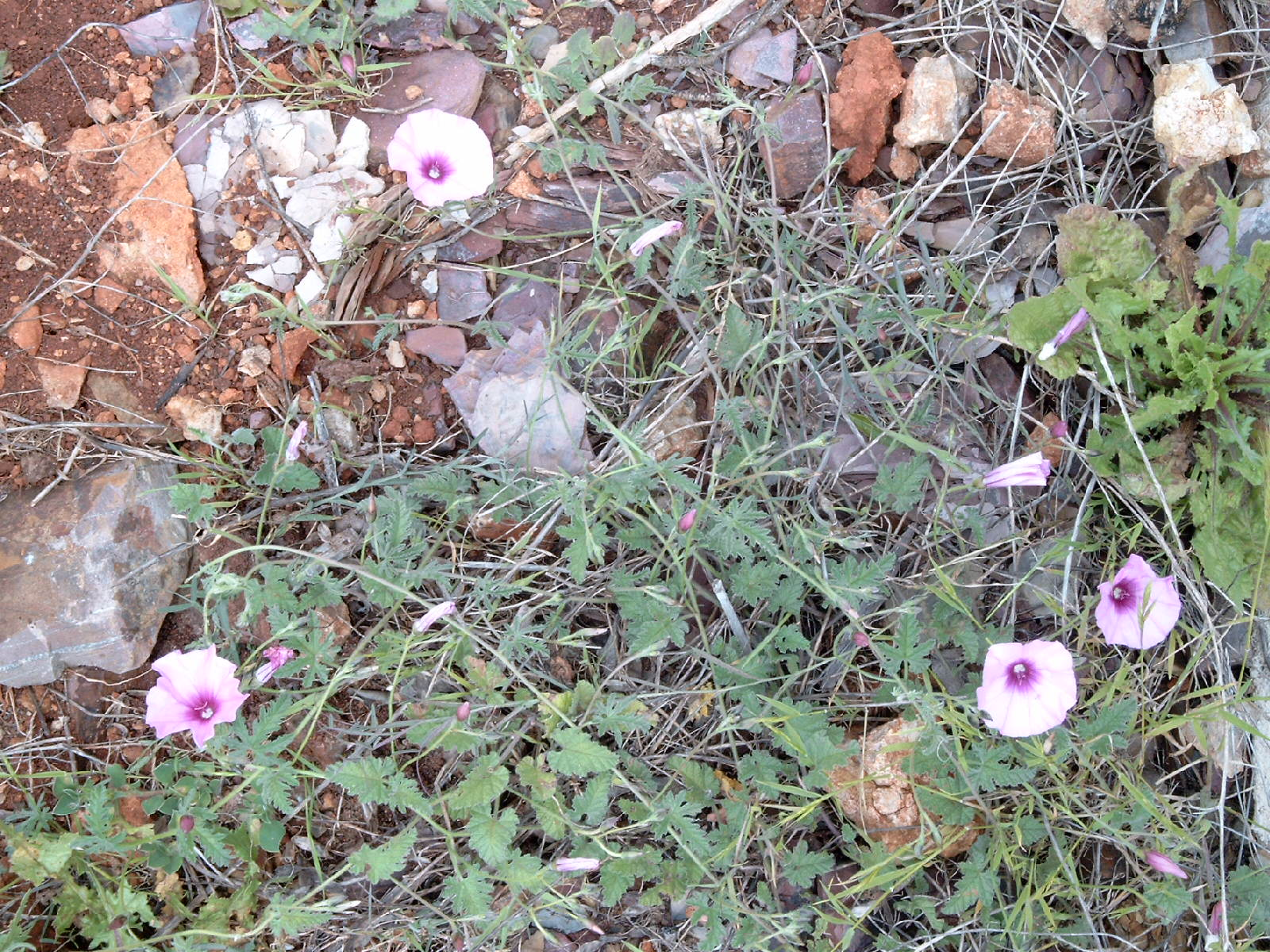
Convolvulus althaeoides
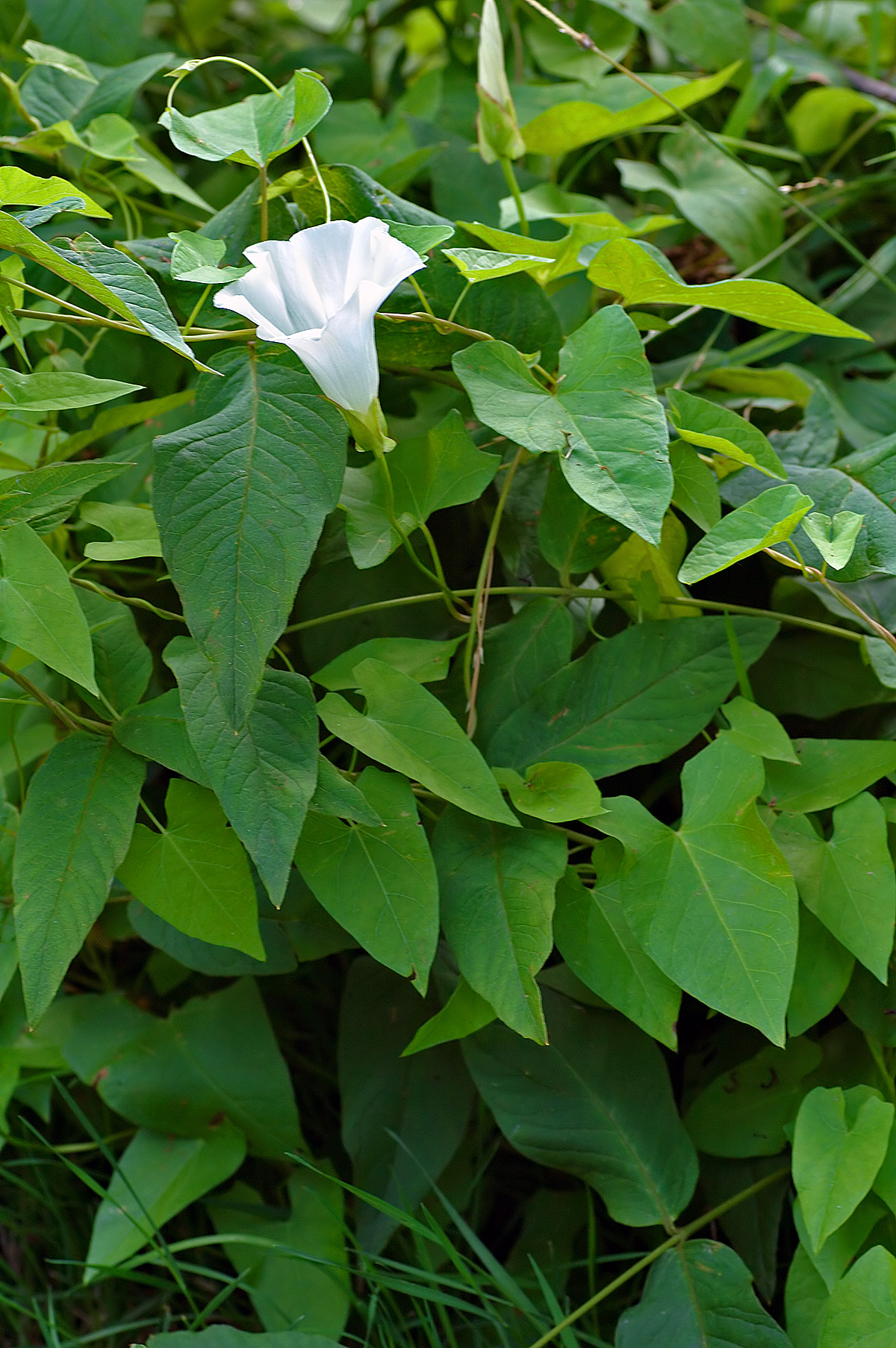
Calystegia sepium

Tabella riassuntiva
| Forma biologica | Sigla | Sotto forma | Sigla   |
| --------------- | ----- | ----------- | ------- |
| Emicriptofita   | H     | Cespitosa   | H caesp |
| Emicriptofita   | H     | Reptante    | H rept  |
| Emicriptofita   | H     | Scaposa     | H scap  |
| Emicriptofita   | H     | Rosulata    | H ros   |
| Emicriptofita   | H     | Bienne      | H bienn |
| Emicriptofita   | H     | Scandente   | H scand |

## Geofite
Le geofite (G) sono piante perenni erbacee che portano le gemme in posizione sotterranea. Durante la stagione avversa non presentano organi aerei e le gemme si trovano in organi sotterranei come bulbi, tuberi e rizomi. Vengono suddivise in:
Radicigemmate
Le Geofite radicigemmate (G rad) sono piante perenni con organi sotterranei portanti gemme, dalle quali annualmente si sviluppano le parti aeree.

Es.:Aristolochia clematitis, Cirsium arvense, Tamus communis, Cytinus hypocistis, Thesium bavarum.

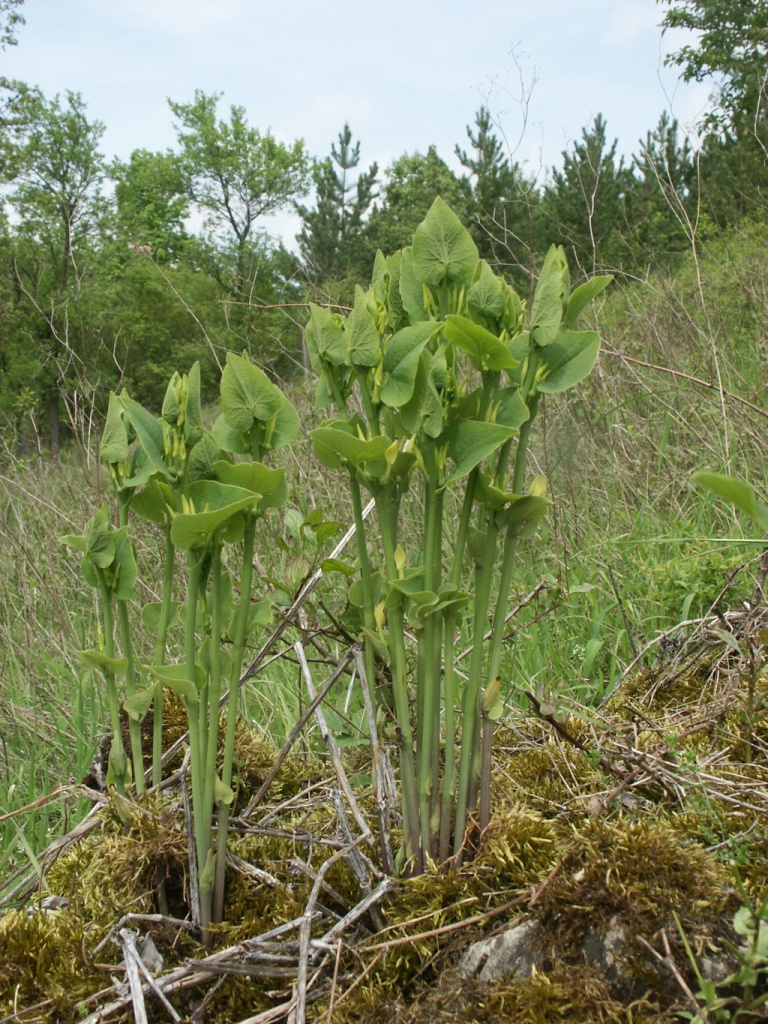
Aristolochia clematitis
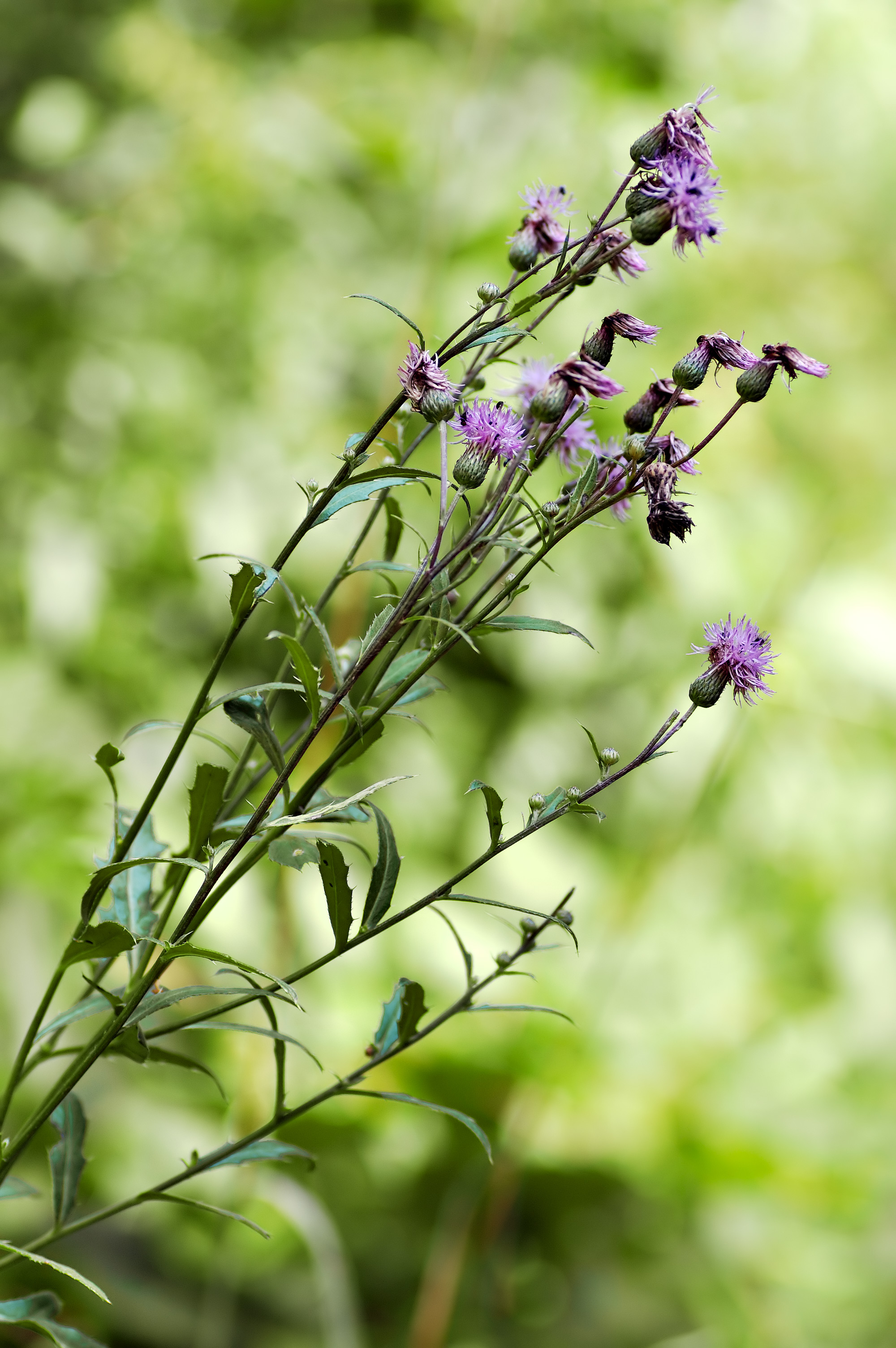
Cirsium arvense
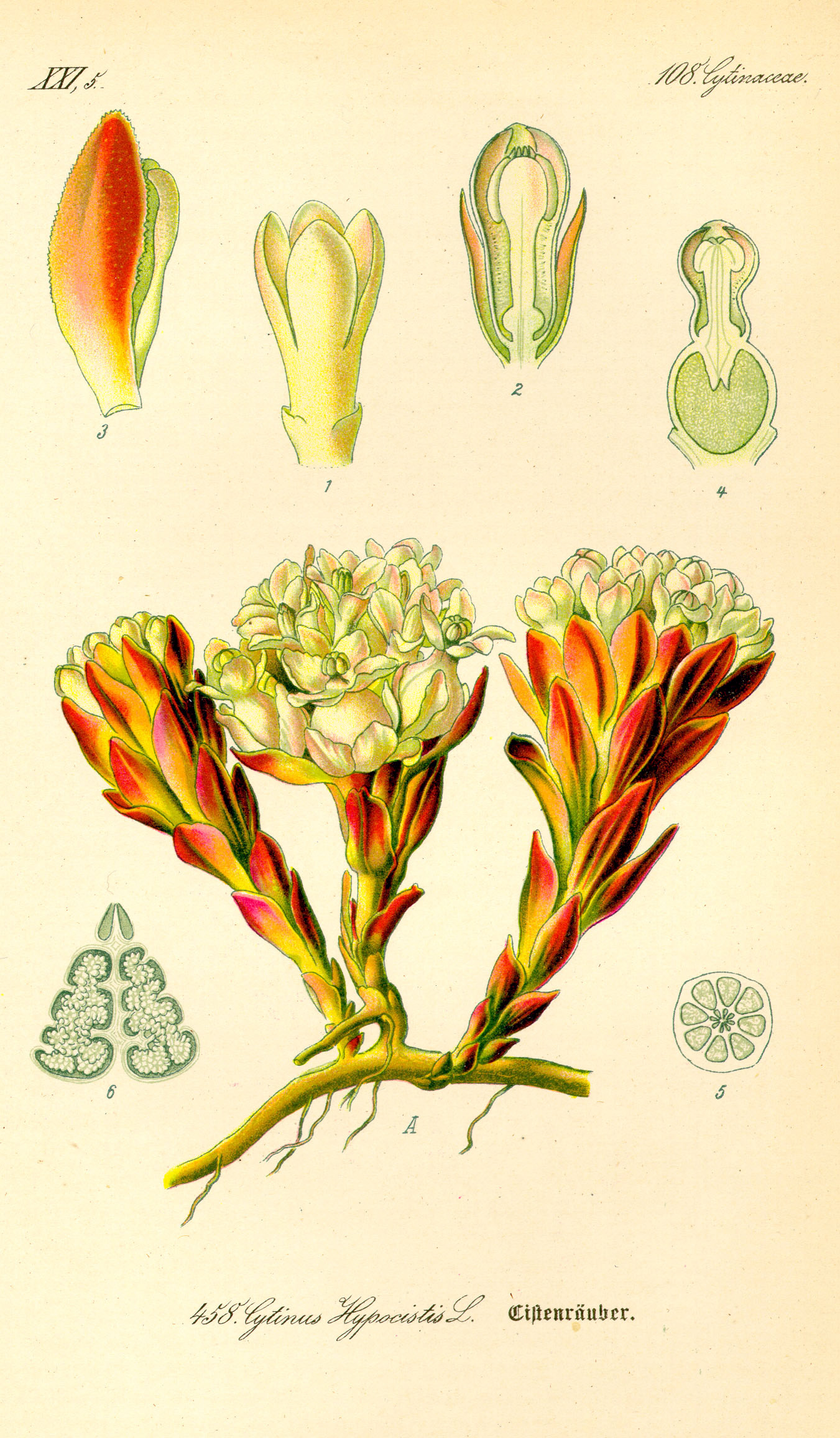
Cytinys hypocistis

Bulbose
Le Geofite bulbose (G bulb) sono piante perenni munite di bulbo, organo di riserva che annualmente produce nuovi fusti, foglie e fiori.

Es.: Narcissus (N.odorus, N.poeticus, N.radiiflorus), Crocus (C.albiflorus, C.medius, C.napolitanus), Gladiolus communis, Allium (A.cepa, A.flavum, A.sativum, A.porrum, A.roseum, A.Schoenoprasum, A. Ascalonicum), Ophrys (O.apifera, O.insectifera, O.lutea), Orchis (O.cruenta, O.militaris, O.purpurea).

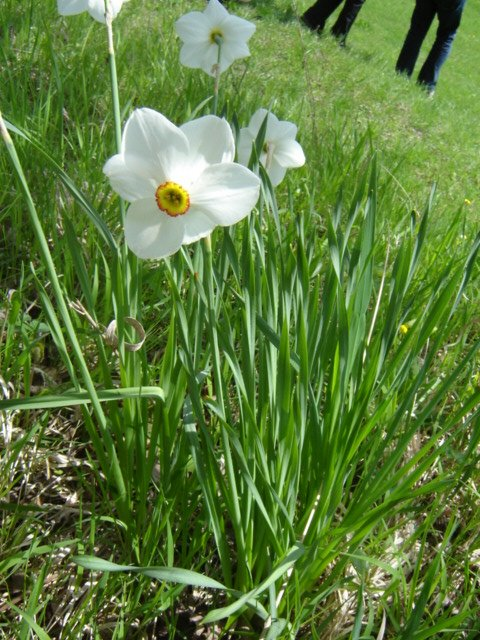
Narcissus poeticus
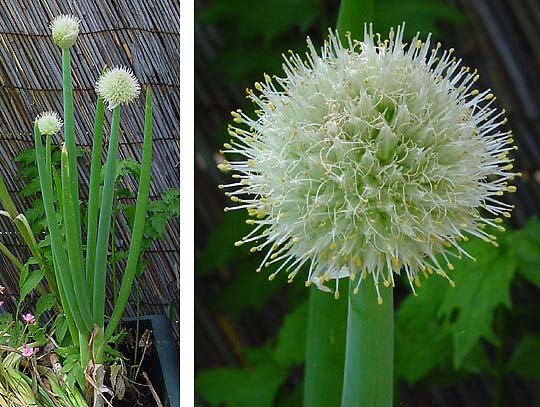
Infiorescenze di cipolla (Allium cepa)
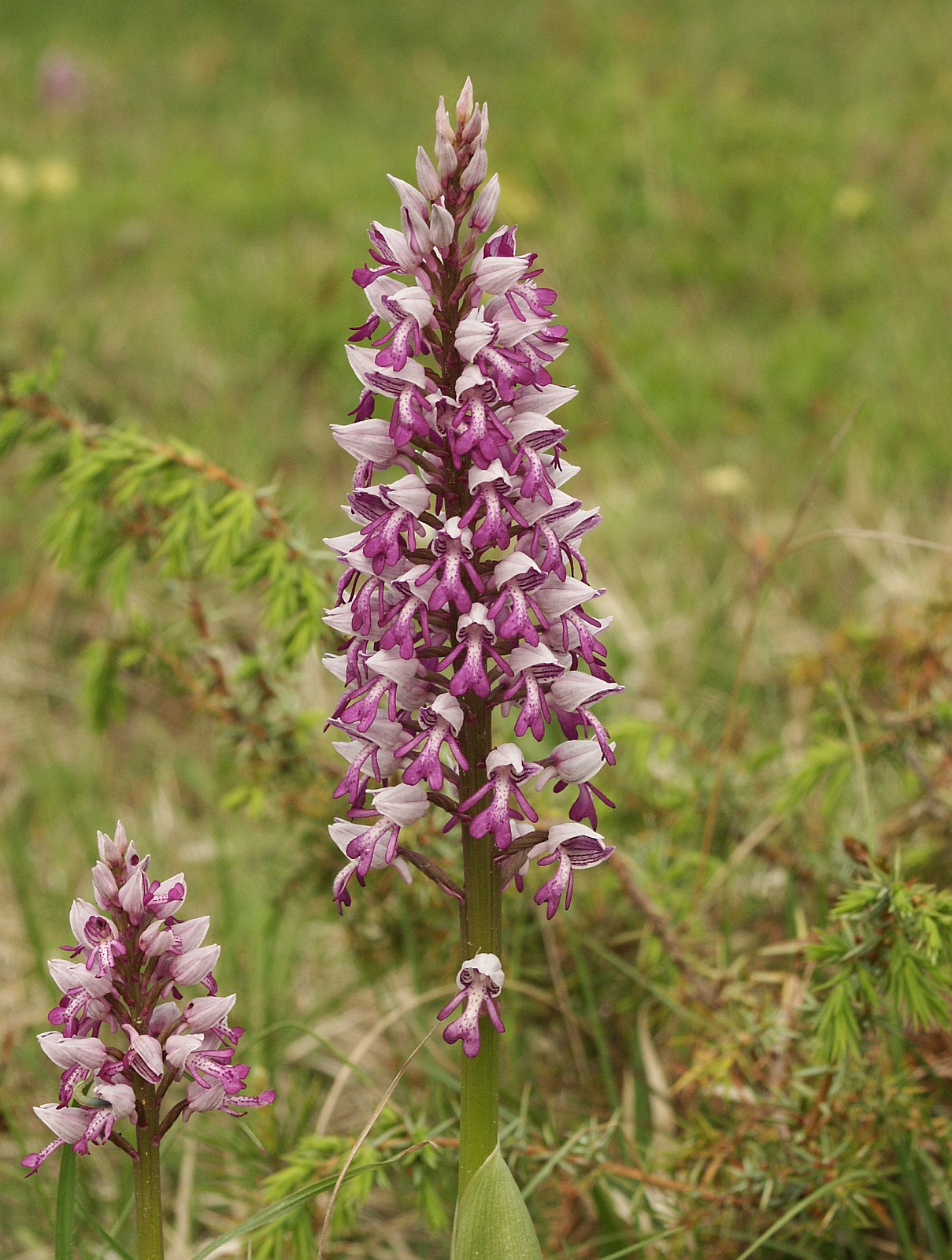
Orchis militaris
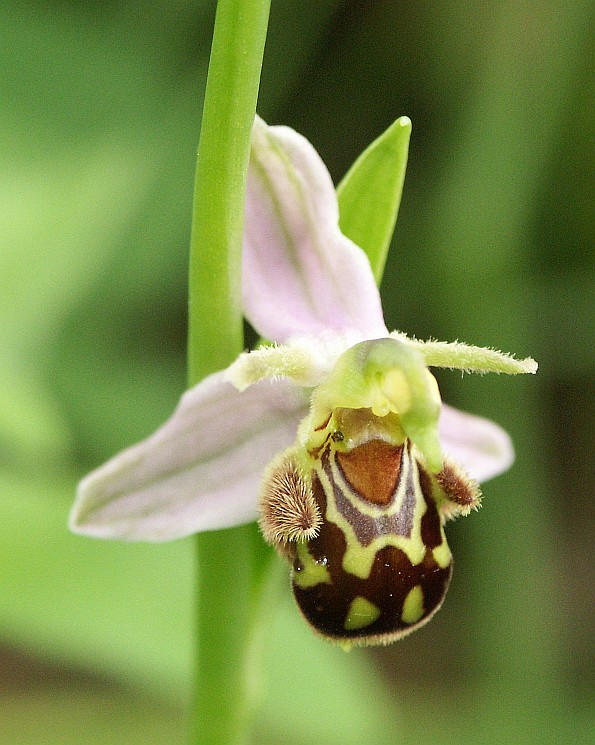
Fiore di Ophrys apifera

Rizomatose
Le Geofite rizomatose (G rhiz) sono piante perenni dotate di rizoma, un fusto sotterraneo dal quale, ogni anno, si dipartono radici e fusti aerei.

Es.:Tussilago farfara, Geranium (G.macrorrhizum, G.nodosum, G.tuberosum), Iris (I.florentina, I.foetidissima, I.germanica, I.graminea), Asparagus officinalis, Epipactis (E.atrorubens, E.helleborine, E.microphylla).

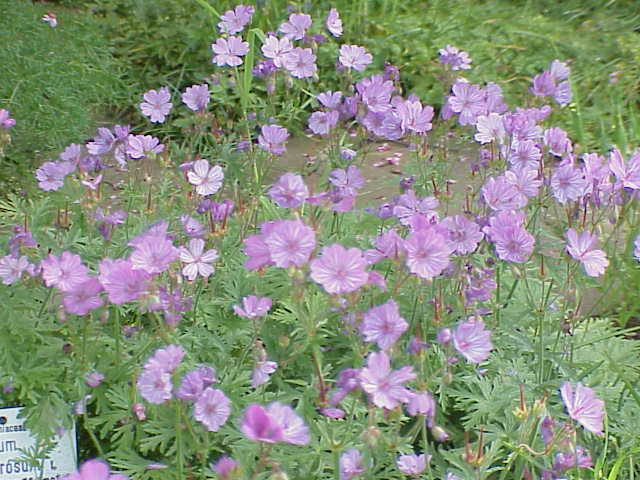
Geranium tuberosum
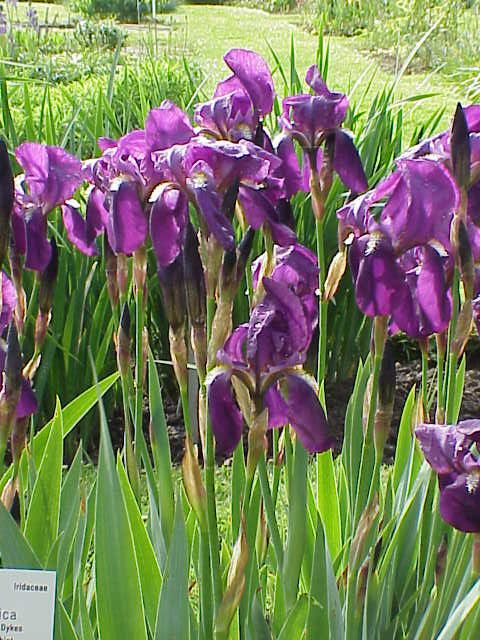
Iris germanica
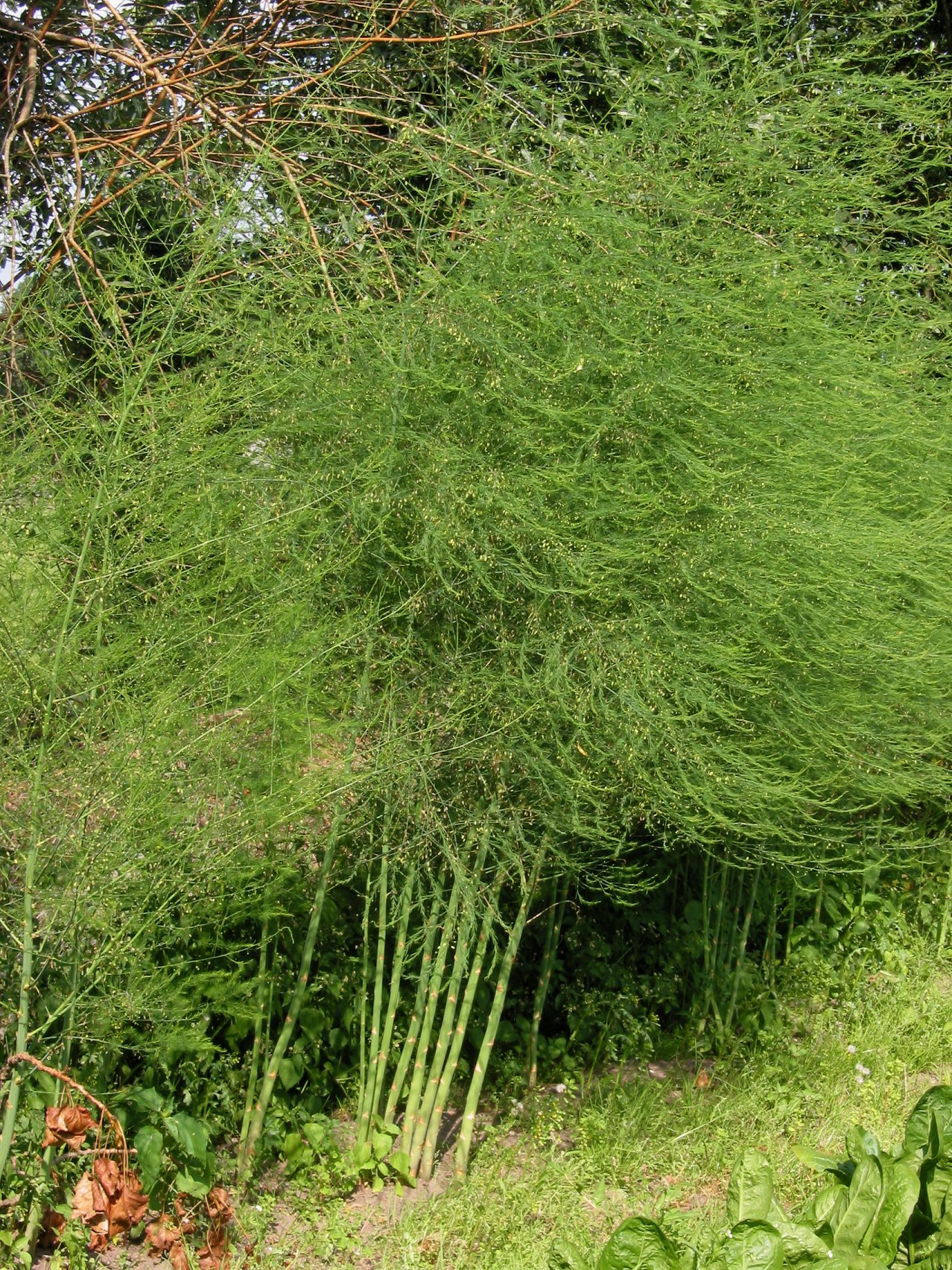
Asparagus officinalis
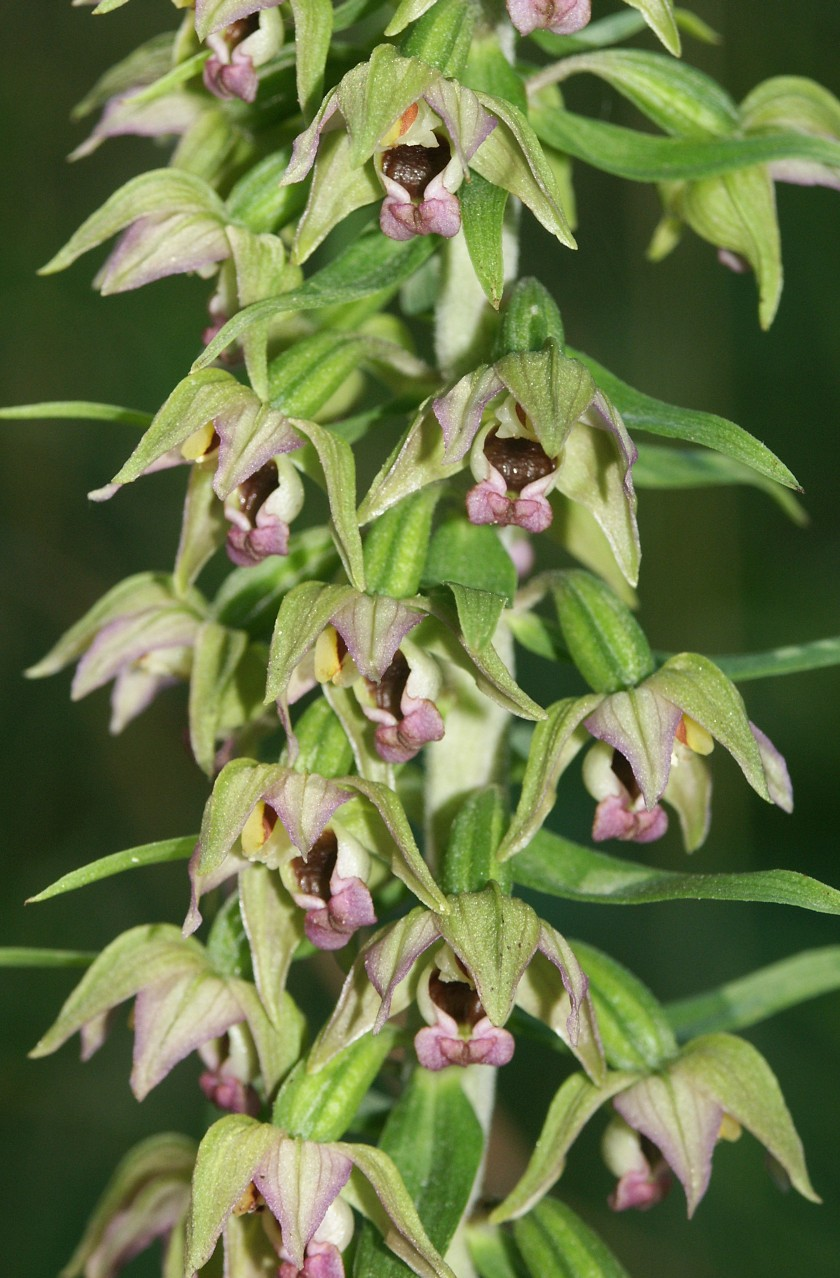
Epipactis helleborine

Parassite
Le Geofite parassite (G par) sono piante perenni con gemme sotterranee che mostrano organi specifici per nutrirsi della linfa di altre piante.

Es.:Monotropa hypopitys

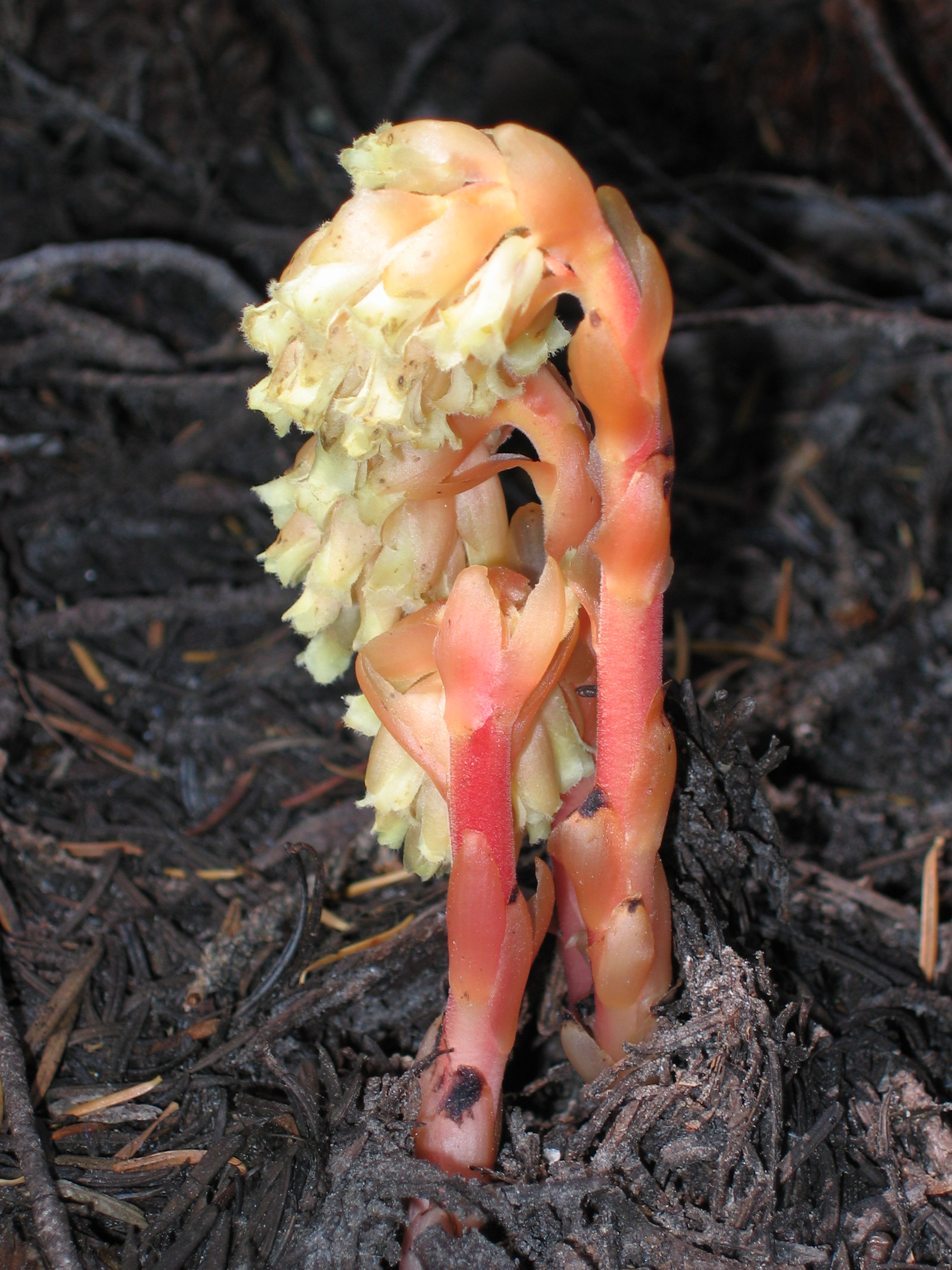
Monotropa hypopitys

Tabella riassuntiva
| Forma biologica | Sigla | Sotto forma   | Sigla  |
| --------------- | ----- | ------------- | ------ |
| Geofita         | G     | Radicegemmata | G rad  |
| Geofita         | G     | Bulbosa       | G bulb |
| Geofita         | G     | Rizomatosa    | G rhiz |
| Geofita         | G     | Parassita     | G par  |

## Elofite
Le elofite (He) sono piante semi-acquatiche con la base e le gemme perennanti sommerse, ma con il fusto e le foglie aeree. Sono solitamente presenti nelle paludi e sulle rive dei laghi, terreni acquitrinosi dove formano i canneti. Questa categoria non contiene suddivisioni.
 
Esempi comuni sono le Tife (Typha latifolia, T.longifolia), le Carici (Carix riparia, C.elata, C.flacca), la canna palustre (Phragmites australis), il giunco di palude (Schoenoplectus lacustris), il romice tabacco di palude (Rumex hydrolapathum), il giglio d'acqua (Iris pseudacorus) ed il riso (Oryza sativa)

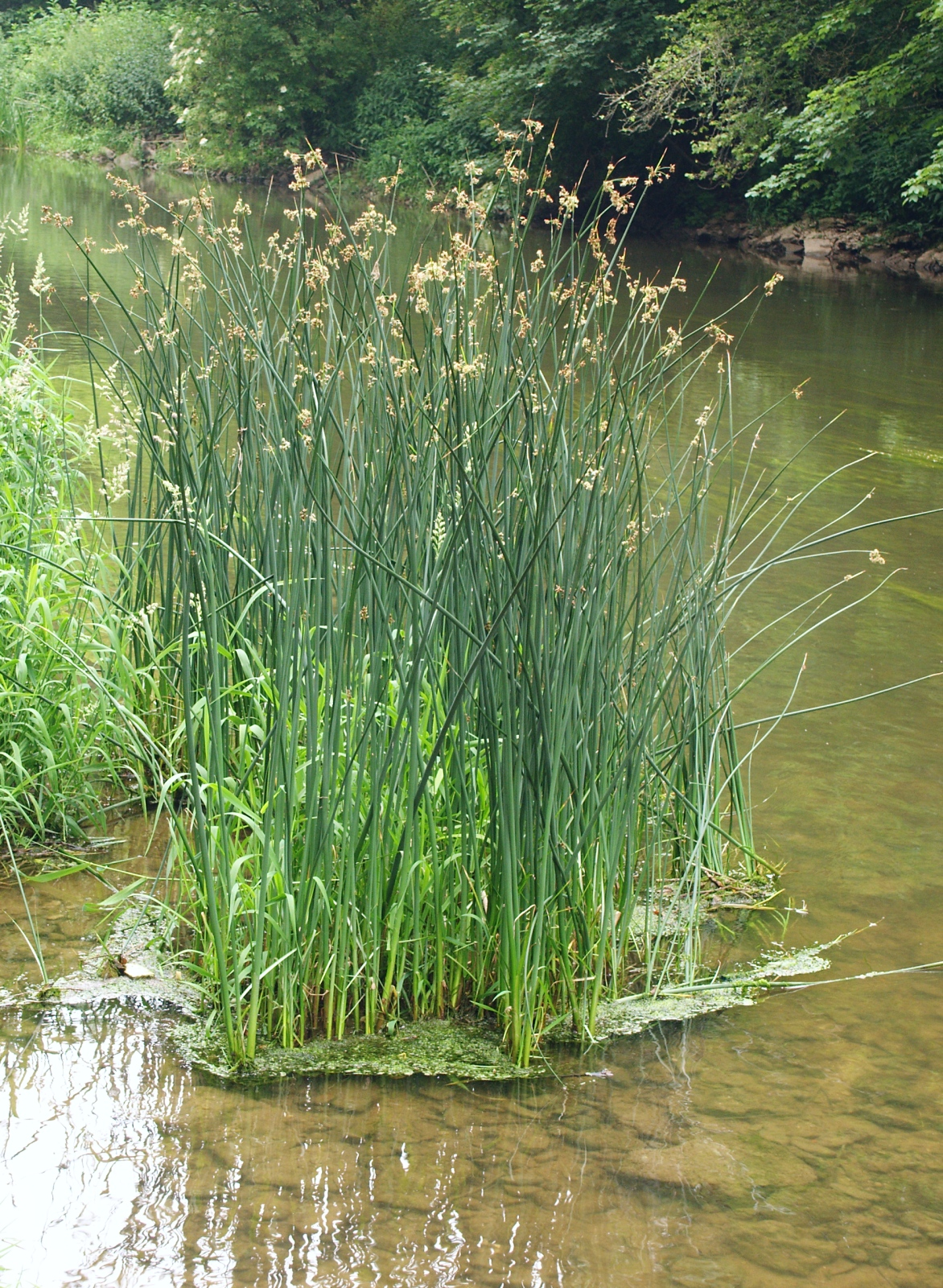
Schoenoplectus lacustris
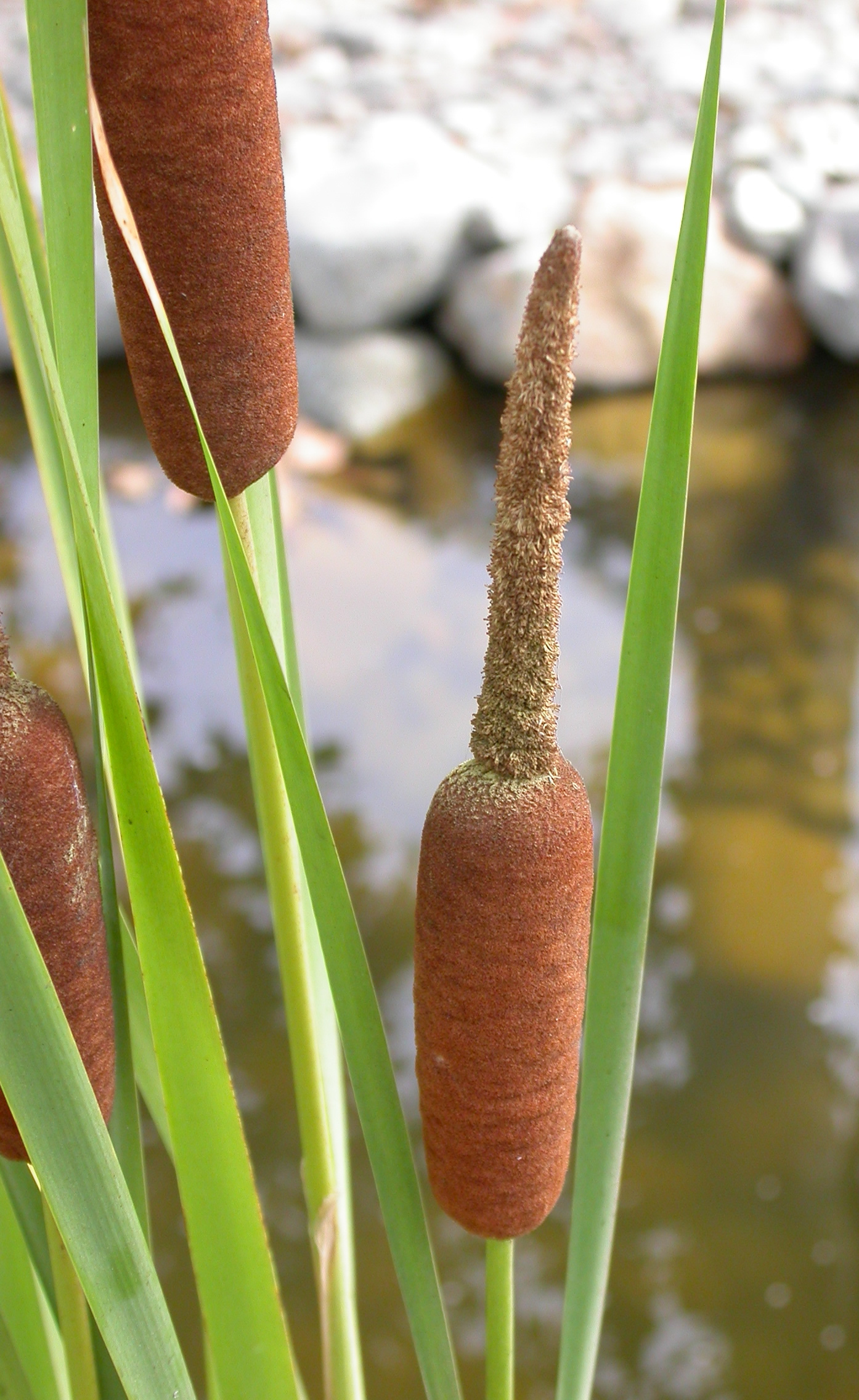
Infiorescenze di Typha angustifolia
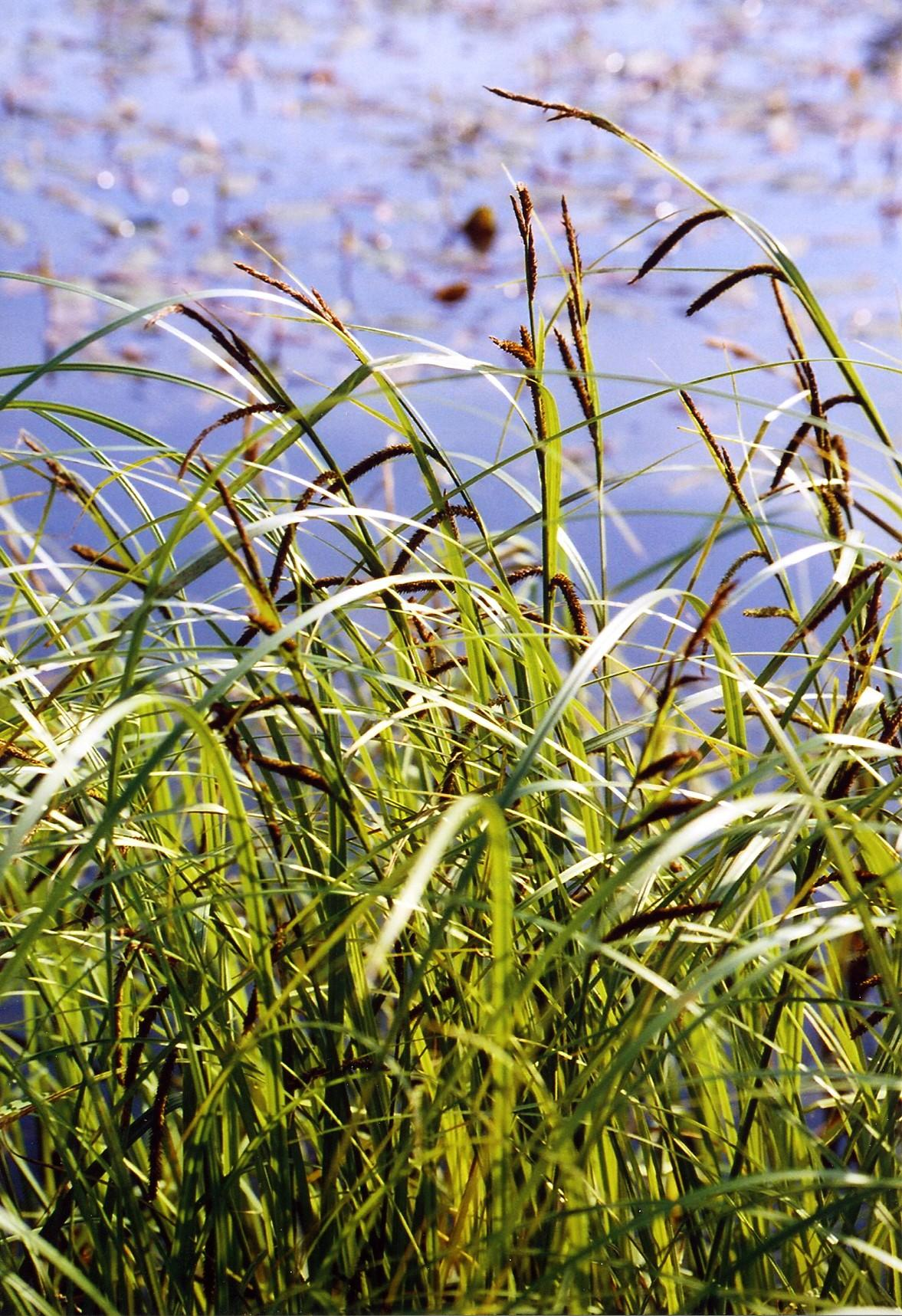
Carex acuta
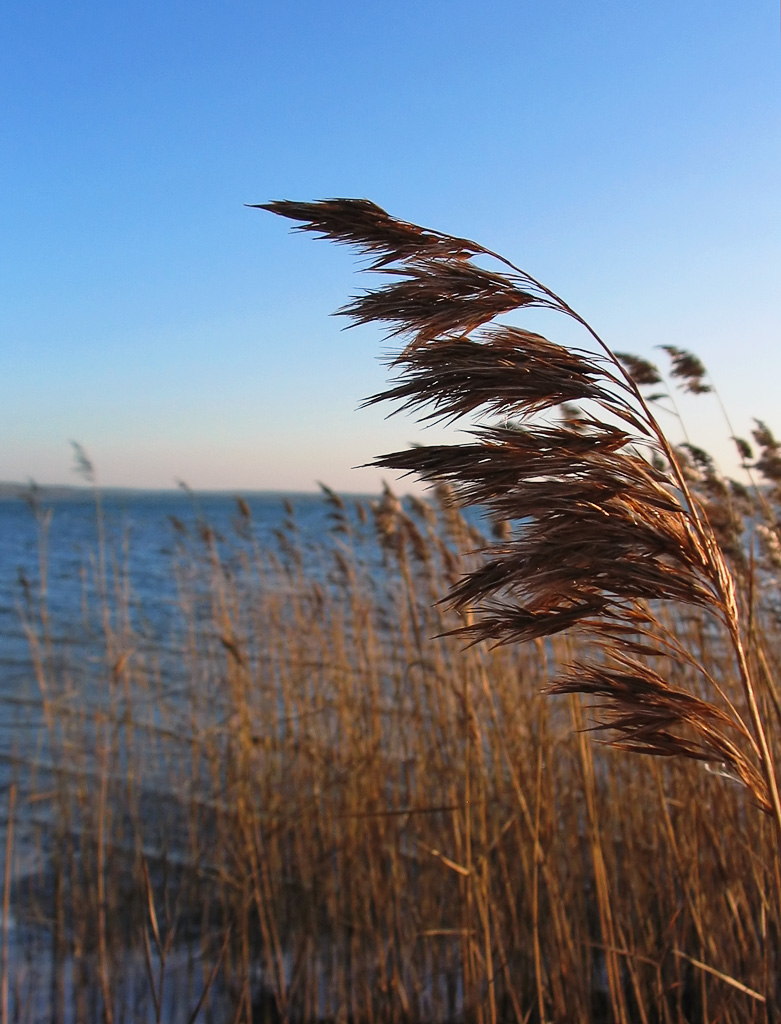
Phragmites australis

## Idrofite
Le Idrofite (I) sono piante acquatiche perenni le cui gemme si trovano sommerse o natanti. Sono relativamente poco comuni ed alcuni autori le sommano alle geofite. Vengono suddivise in:
Radicanti
Le Idrofite radicanti (I rad) hanno un apparato radicale che le ancora al fondale.

Es.: Callitriche (C.hamulata, C.palustris, C.stagnalis), Potamogeton (P.coloratus, P.crispus, P.perfoliatus), Nymphaea alba, Posidonia oceanica, Zostera marina, Ranunculus aquatilis.

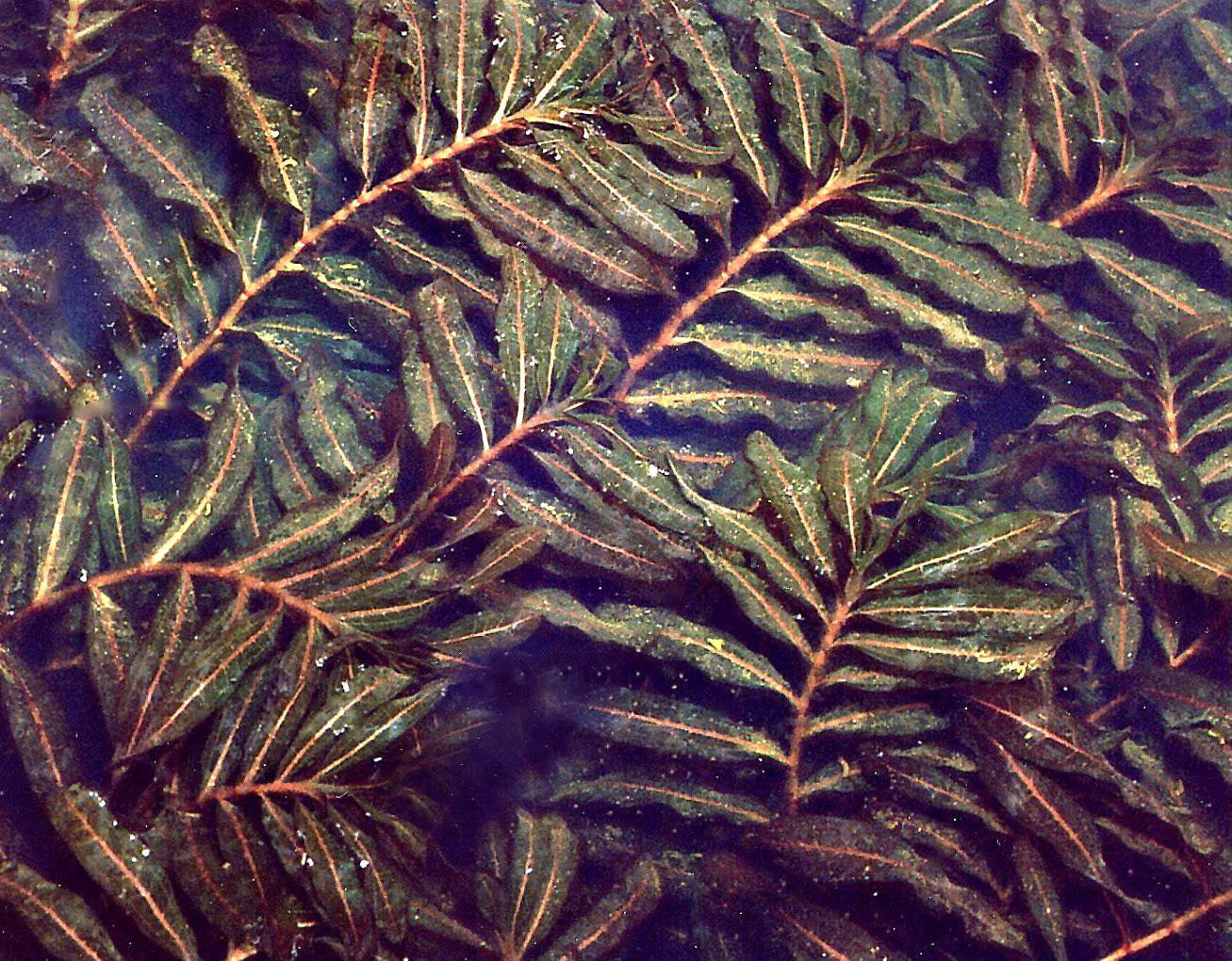
Potamogeton crispus
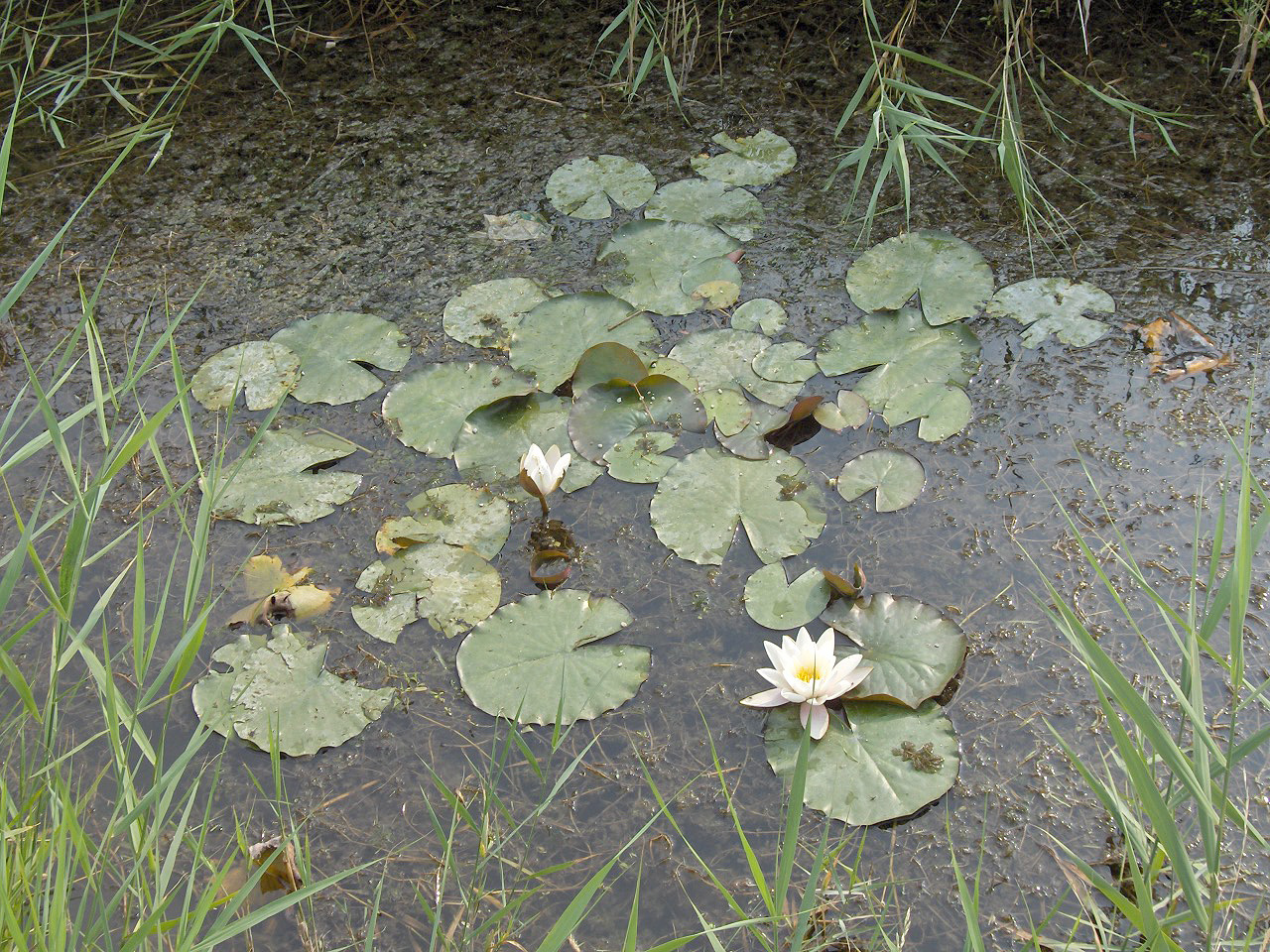
Nymphaea alba
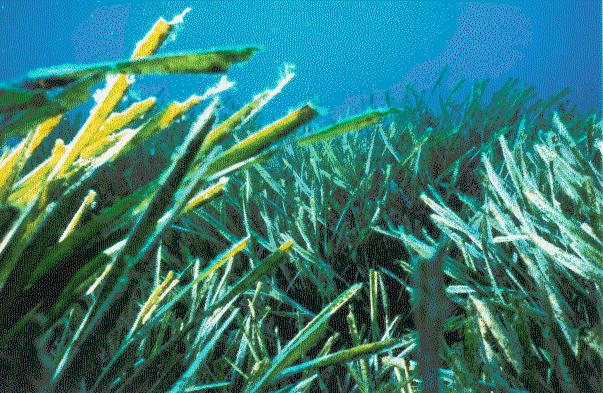
Posidonia oceanica
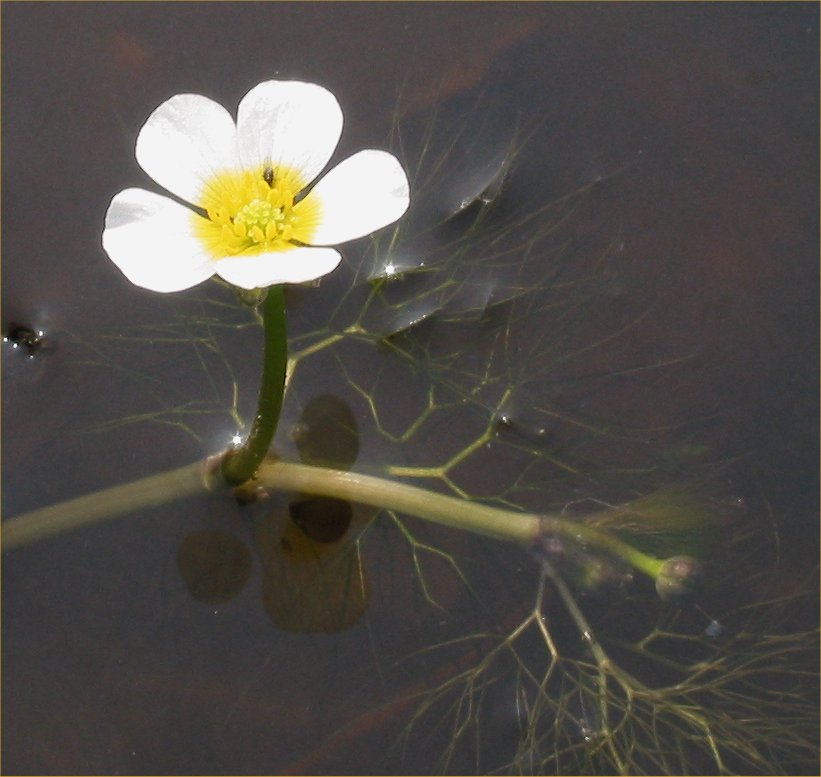
Ranunculus aquatilis

Natanti
Le Idrofite natanti (I nat) non presentano radici ancoranti e galleggiano sulla superficie dell'acqua.

Es.: Lemna gibba, Lemna minor, Salvinia natans, Utricularia minor, Utricularia vulgaris.

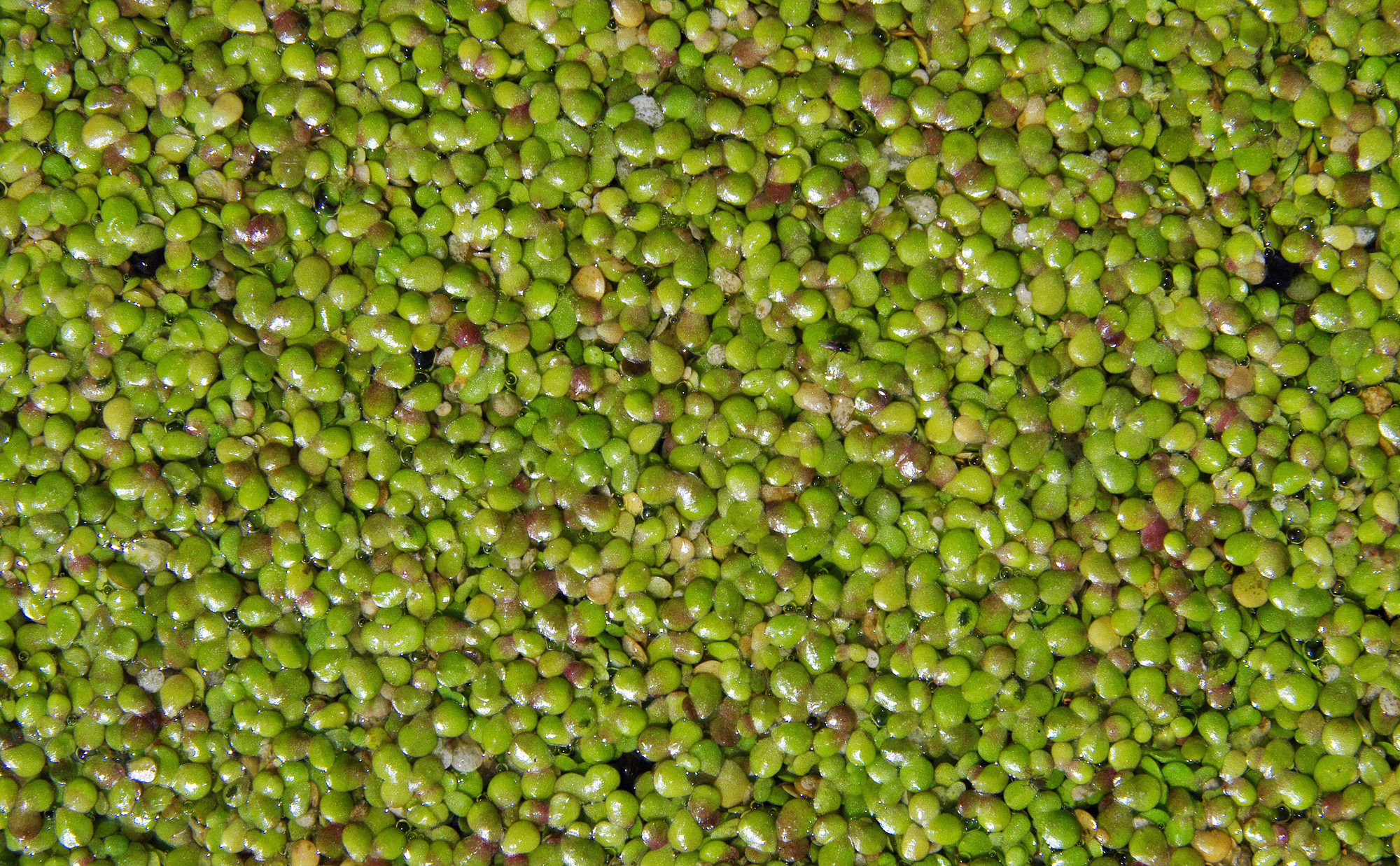
Lemna gibba
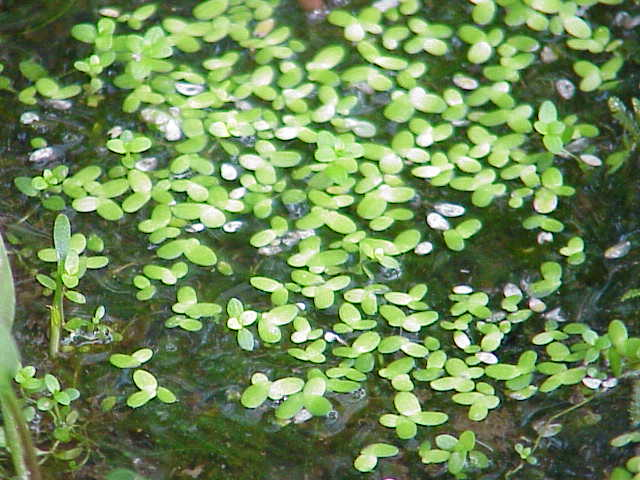
Lemna minor
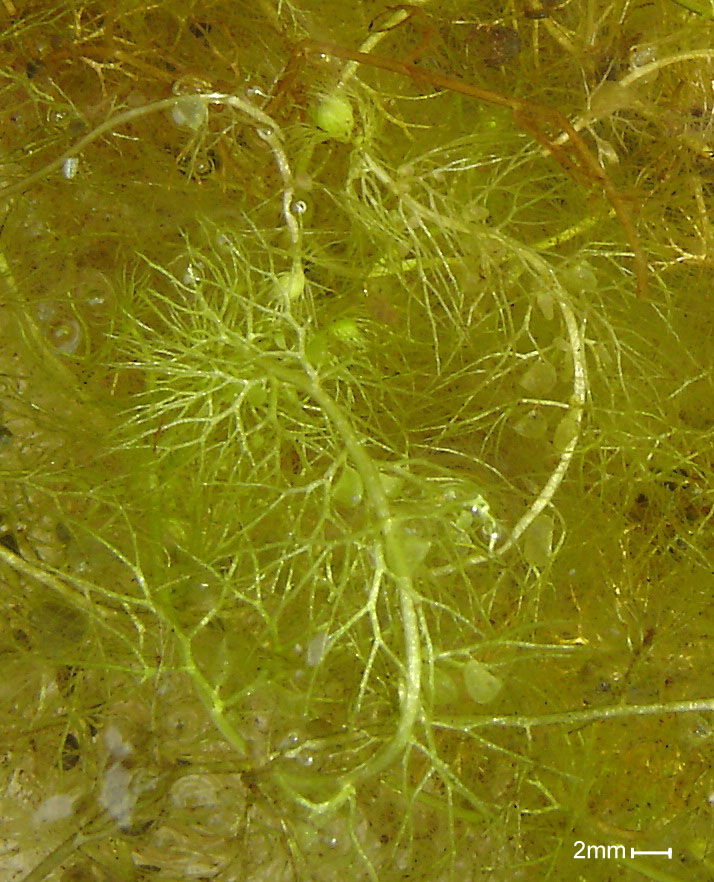
Utricularia vulgaris
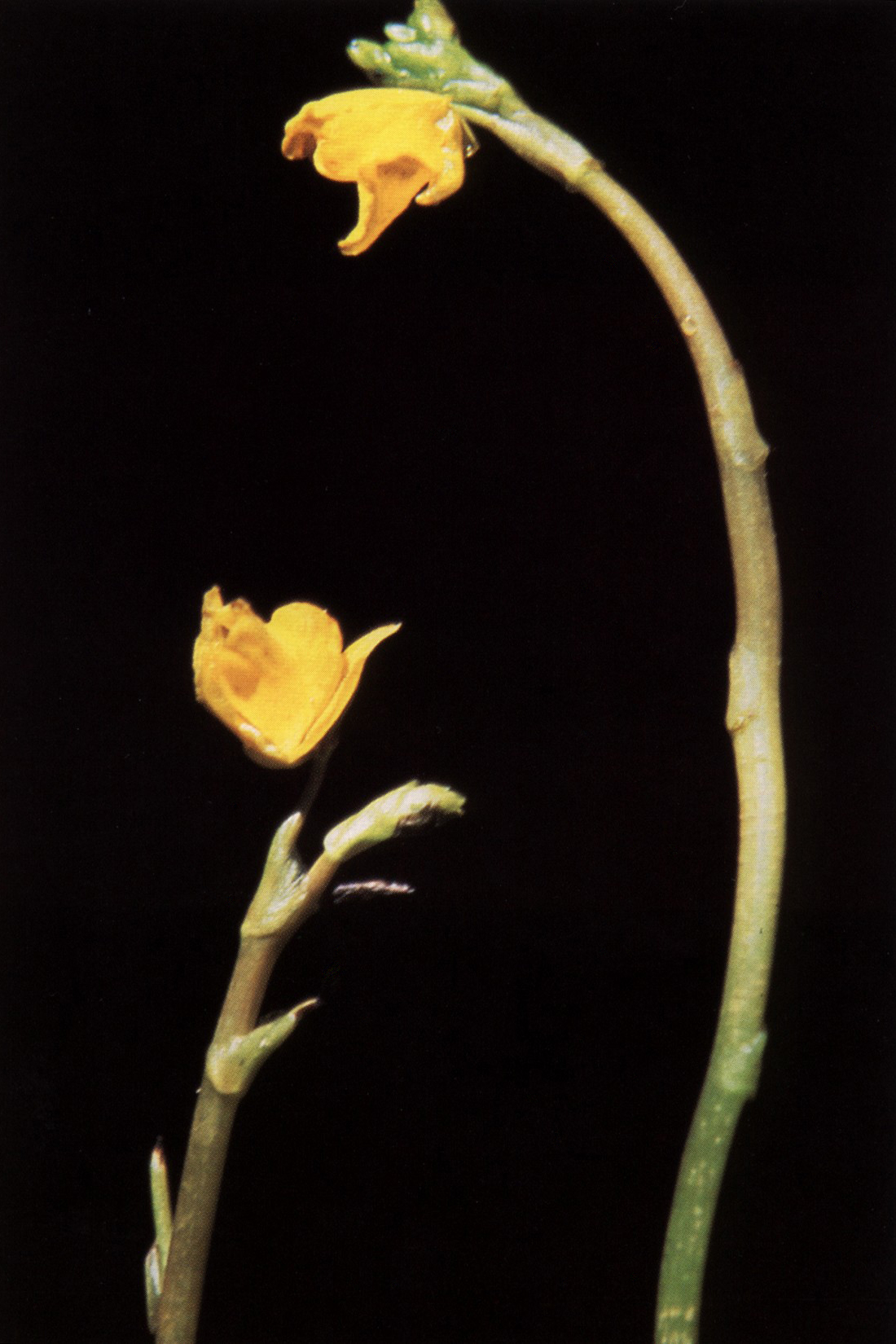
Utricularia minor

Tabella riassuntiva
| Forma biologica | Sigla | Sotto forma | Sigla |
| --------------- | ----- | ----------- | ----- |
| Idrofita        | I     | Radicante   | I rad |
| Idrofita        | I     | Natante     | I nat |

## Terofite
Le terofite (T) sono piante erbacee che differiscono dalle altre forme biologiche poiché, essendo annuali, superano la stagione avversa sotto forma di seme. Vengono suddivise in:
Cespitose
Le Terofite cespitose (T caesp) sono piante erbacee annuali con fitti ciuffi di foglie e steli che si dipartono dalla base.

Es.: Cyperus flavescens, Poa annua, Vulpia (V.bromoides, V.ciliata, V.ligustica), Anogramma leptophylla, Juncus (J.bufonius, J.hybridus, J.tenageja).

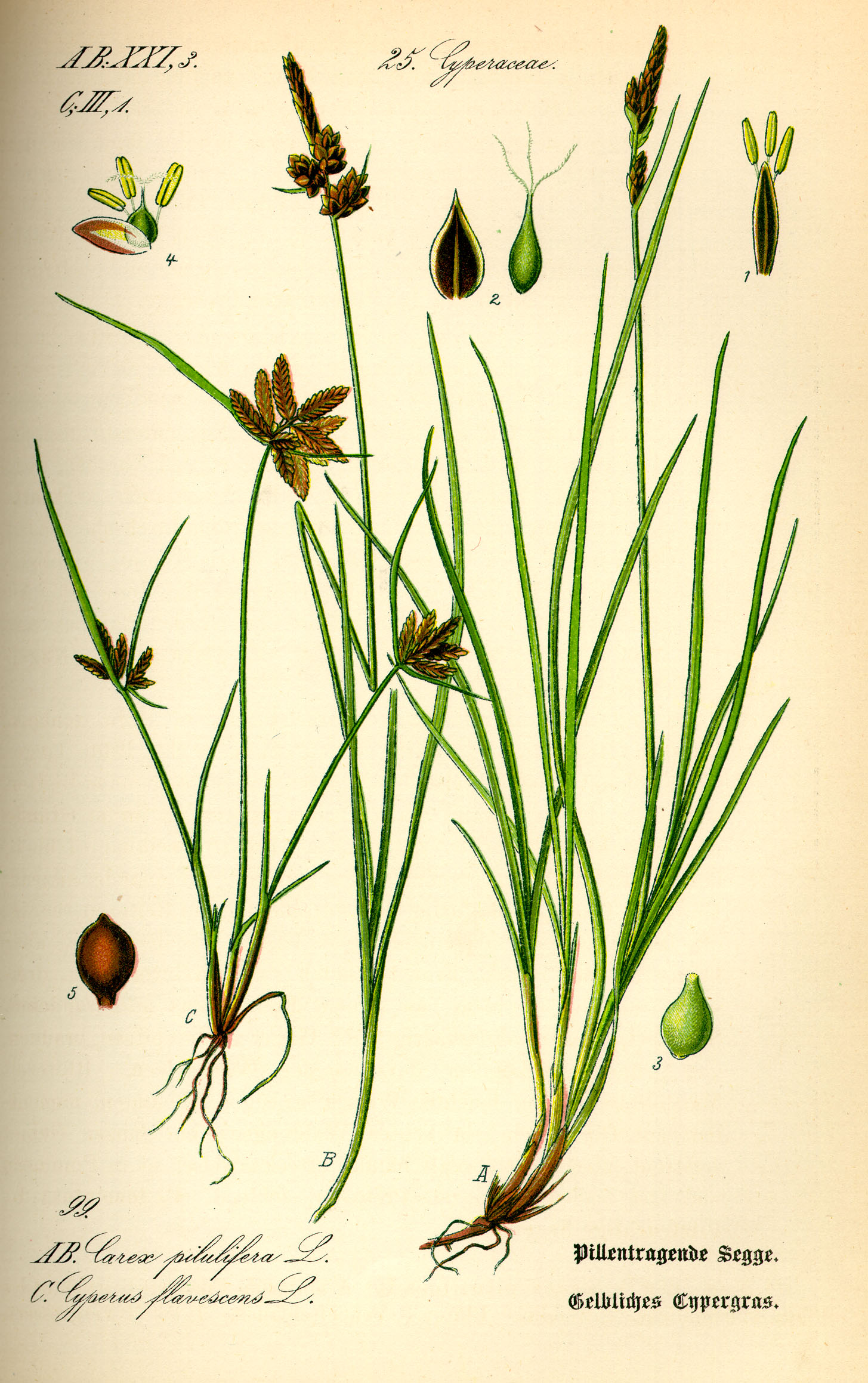
Cyperus flavescens
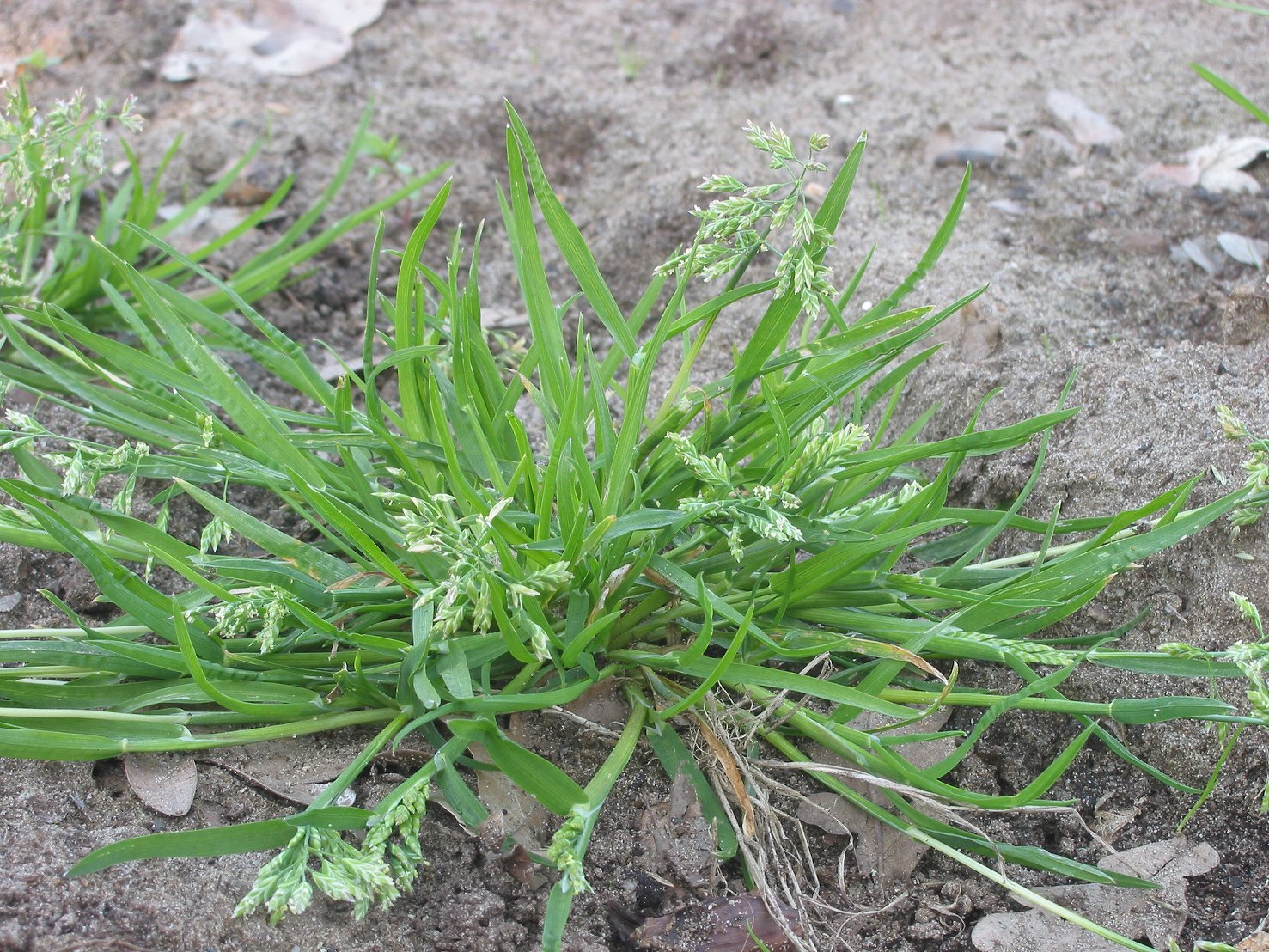
Poa annua
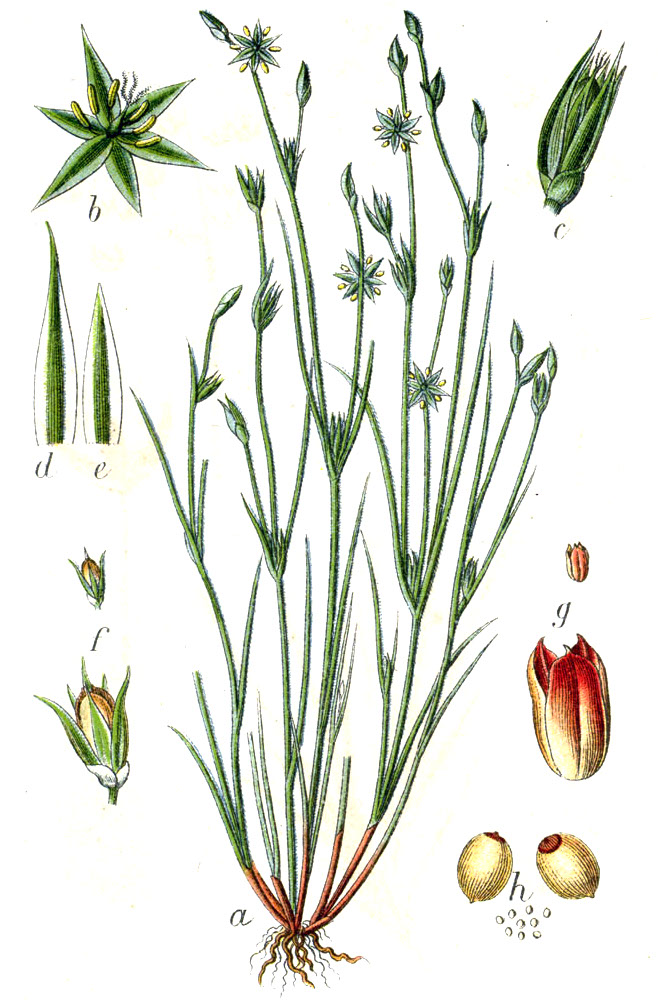
Juncus bufonius

Reptanti
Le Terofite reptanti (T rept) mostrano un accrescimento aderente al suolo con carattere strisciante.

Es.: Evax pygmaea, Euphorbia (E.maculata, E.peplis, E.prostrata), Paretaria lusitanica, Trifolium (T.patens, T.subterraneum, T.tomentosum), Lythrum portula.

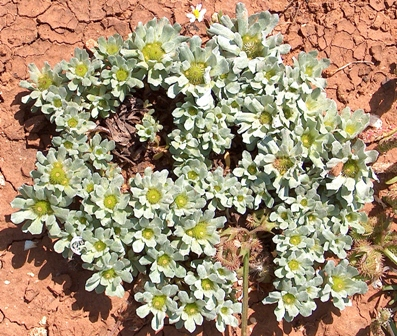
Evax pygmaea
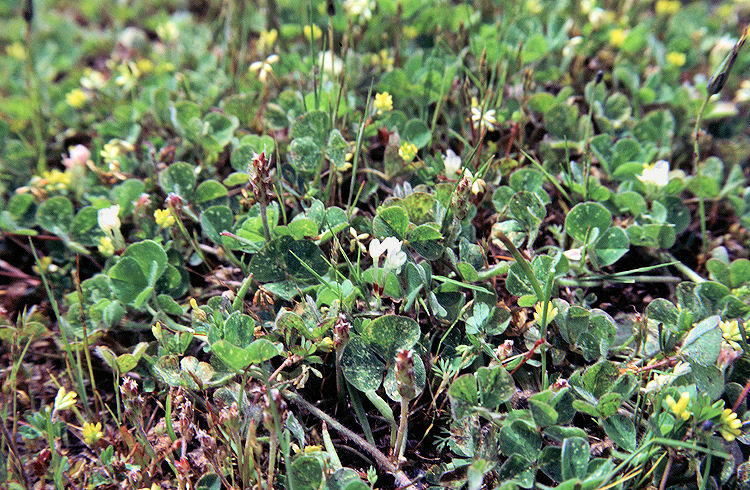
Trifolium subterraneum

Scapose
Le Terofite scapose (T scap) sono munite di asse fiorale eretto e spesso privo di foglie.

Es.: Borago officinalis, Impatiens balsamina, Papaver somniferum, Matricaria chamomilla, Lamium purpureum, Datura stramonium, Solanum melongena e Solanum tuberosum.

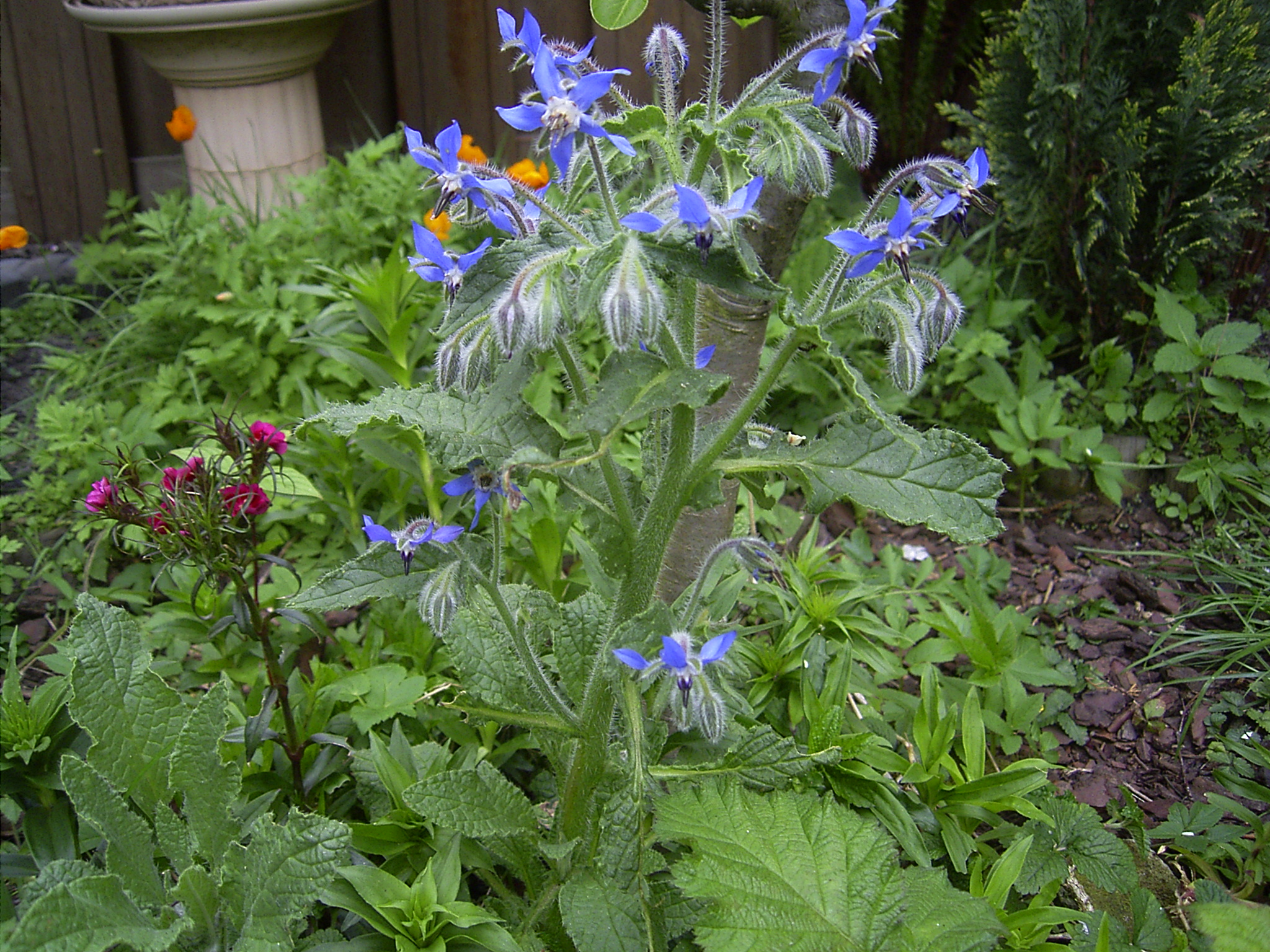
Borago officinalis
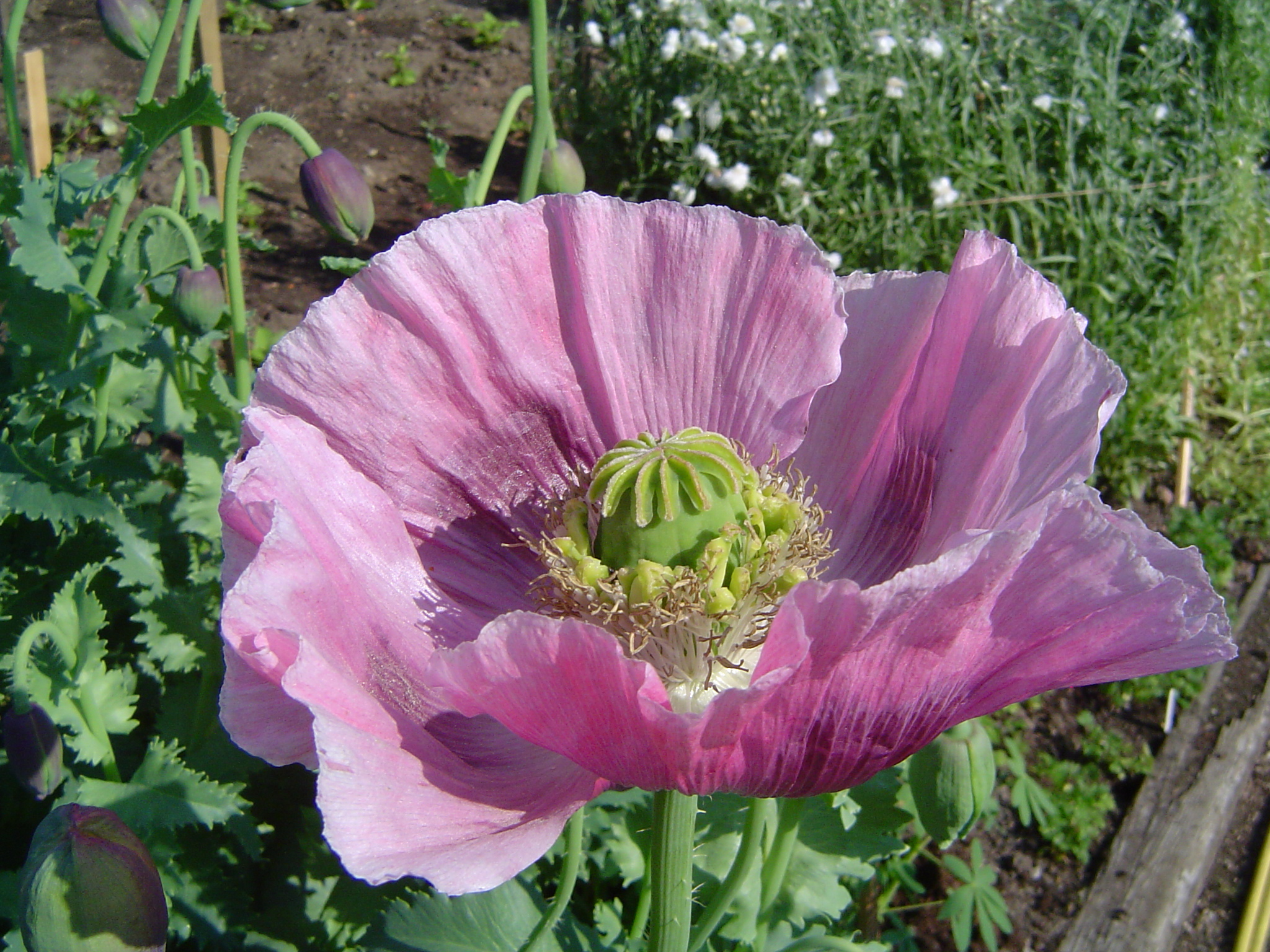
Papavero da oppio (Papaver somniferum)
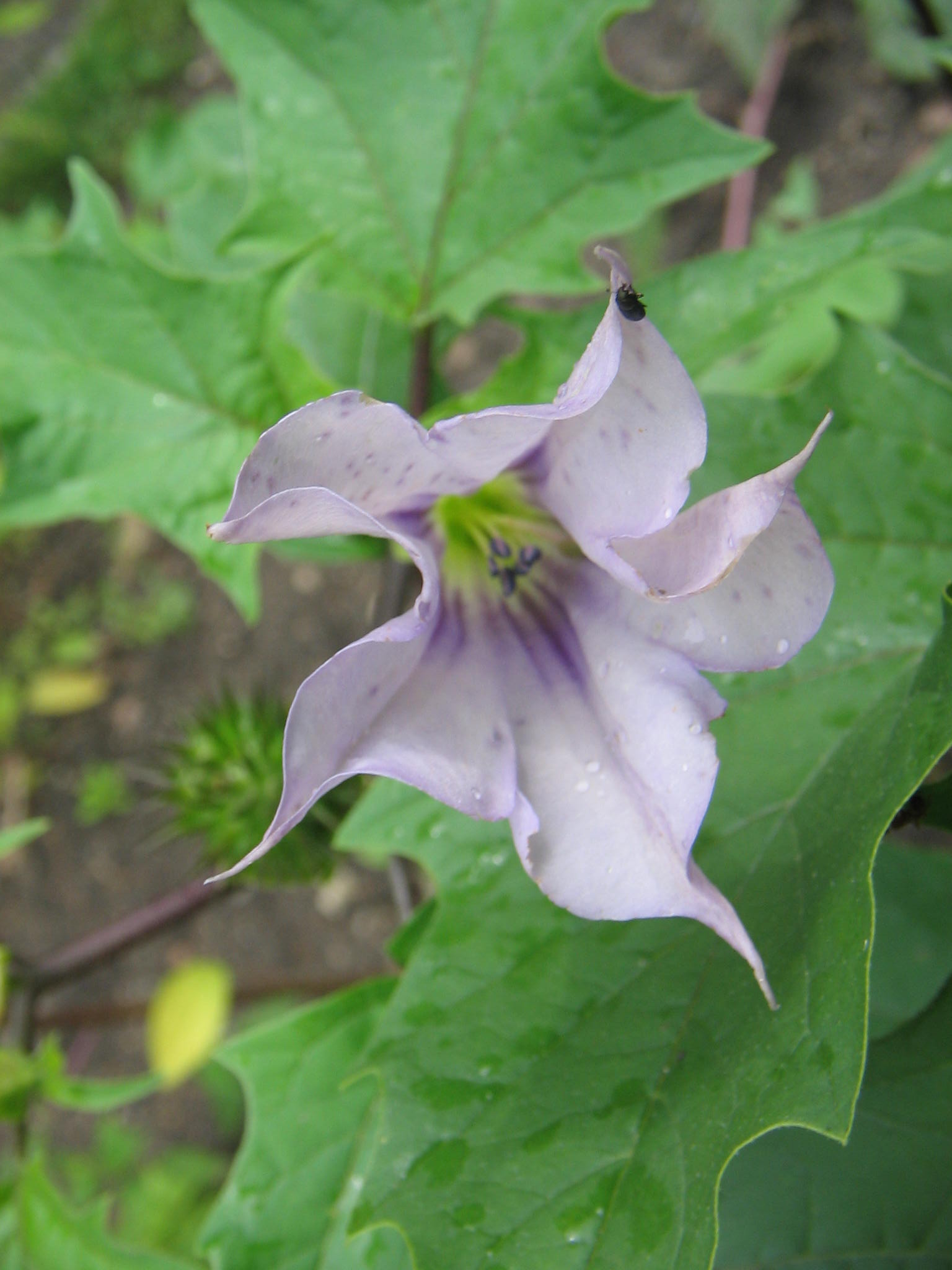
Stramonio comune (Datura stramonium)
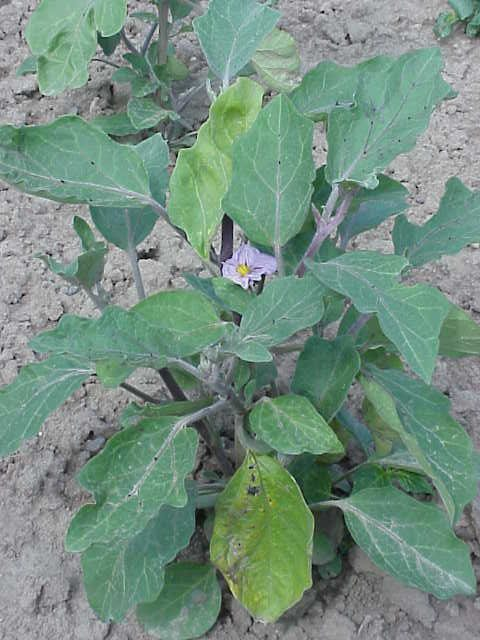
Melanzana (Solanum melongena)

Rosulate
Le Terofite rosulate (T ros) possiedono foglie formanti una rosetta alla base della pianta.

Es.:Limonium echioides, Hyoseris scabra, Androsace chaixii, Androsace maxima.
Parassite
Le Terofite parassite (T par) possiedono organi specifici per nutrirsi della linfa di altre piante. 

Es.: Cuscuta (C.cesatiana, C.epithymum, C.europaea), Orobanche (O.alba, O.amethystea, O.arenaria, O.crenata, O.loricata, O.minor, O.reticulata, O.variegata).

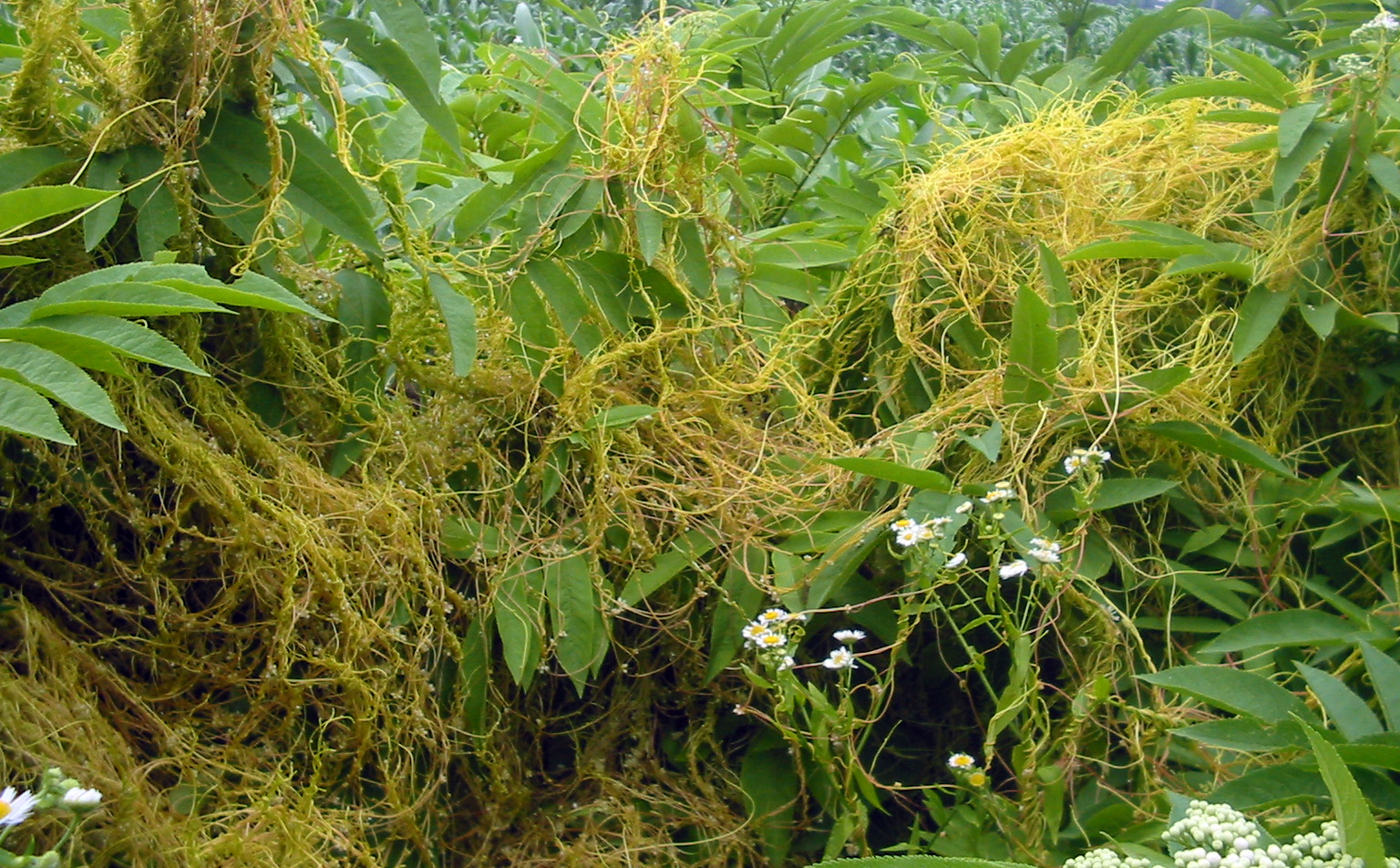
Cuscuta europaea infestante la Sambucus ebulus.

Tabella riassuntiva
| Forma biologica | Sigla | Sotto forma | Sigla   |
| --------------- | ----- | ----------- | ------- |
| Terofita        | T     | Cespitosa   | T caesp |
| Terofita        | T     | Reptante    | T rept  |
| Terofita        | T     | Scaposa     | T scap  |
| Terofita        | T     | Rosulata    | T ros   |
| Terofita        | T     | Parassita   | T par   |